# 불법행위 판례 목록
다음은 불법행위에 관련된 유명 판례 목록이다.

## 한국

### 재해보상청구권과 경합
- 근로자가 그 업무집행중 사용주가 고용한 다른 근로자의 과실에 의하여 재해를 입은 경우에는 사용주에 대한 근로기준법상의 재해보상청구권과 민법상의 불법행위로 인한 손해배상청구권이 서로 경합하여 병존한다.[1]

### 과실의 정의
- 손해배상책임에 있어서의 과실이라 함은, 통상적인 사람을 기준으로 하여 마땅히 하여야 할 의무를 태만히 하였거나, 또는 하지 아니하면 아니 될 의무를 이행하지 아니한 경우를 말하고, 그와 같이 하지 아니한 것이 불가항력적이었다면, 과실이 있다고 볼 수 없다.[2]

### 사용자책임
- 사용자의 감독이 소홀한 틈을 이용하여 피용자가 부정행위를 한 경우에 이 감독소홀은 피용자에 대한 관계에 있어서는 사용자의 과실이라 할 수 없으므로 그 피용자의 사용자에 대한 손해배상액을 정함에 있어 이로써 과실상계를 할 수 없다.[3]
- 구 민법 제715조에 이른바 피용자라 함은 고용계약에 의한 피용자만을 지칭한 것이 아니고 또 보수의 유무, 기간의 장단을 불문하고 사용자의 선임에 의하여 그 지휘, 감독 하에 사용자가 경영하는 사업에 종사하는 자를 지칭하는 것이다.[4]
- 피고 회사의 기중기를 사용하는 부두하역작업에서 피고 회사 직원의 지휘감독아래 회사 소유 기중기 조종에 대한 신호를 하게 하였다면 동인이 계속적인 근무가 아니고 보수를 지급한 것도 아니며 법률상 사용관계가 있었는가의 여부에 불구하고 위와 같은 사실상의 사용관계만으로 동인을 피고 회사의 피용자라고 보아야 한다.[5]
- 피용자가 사무집행에 관하여 제3자에게 손해를 가한 경우에, 그 사용자가 민법 제756조의 규정에 의하여 이를 배상하여야 할 채무와, 그 피용자가 민법 제750조에 의하여 스스로 부담하는 배상채무는 별개의 채무라 할 것이므로, 피해자가 받은 정신적 손해에 대한 배상액의 산정에 있어서, 피용자가 그 제3자에게 지급하여야 할 배상액과 사용자가 그 제3자에게 지급하여야 할 배상액은 각각 다를 수가 있고, 또 사용자의 배상액이 반드시 피용자의 배상액의 범위 내 이어야만 한다는 이치가 없다.[6]
- 피용자의 불법행위가 외관상 사무집행의 범위 내에 속하는 것으로 보이는 경우에도 피용자의 행위가 사용자나 사용자에 갈음하여 그 사무를 감독하는 자의 사무집행행위에 해당하지 않음을 피해자 자신이 알았거나 중대한 과실로 인하여 알지 못한 경우에는 사용자책임을 물을 수 없는바, 이 경우 중대한 과실이라 함은 거래의 상대방이 조금만 주의를 기울였더라면 피용자의 행위가 그 직무권한 내에서 적법하게 행하여진 것이 아니라는 사정을 알 수 있었음에도 만연히 이를 직무권한 내의 행위라고 믿음으로써 일반인에게 요구되는 주의의무에 현저히 위반하는 것으로 거의 고의에 가까운 정도의 주의를 결여하고, 공평의 관점에서 상대방을 구태여 보호할 필요가 없다고 봄이 상당하다고 인정되는 상태를 말한다.[7]

- 회사 명의로 등록된 차량을 그 지입차주로부터 운전수와 함께 일시 임차하여 화물운송에 사용한 경우에 특별한 사정이 없는 한 회사의 그 소속 운전수에 대한 사용자의 지위는 위와 같은 일시대여 상태에서도 유지된다[8].
- 피용자와 제3자가 공동불법행위로 피해자에게 손해를 가하여 그 손해배상채무를 부담하는 경우에 피용자와 제3자는 공동불법행위자로서 서로 부진정연대관계에 있고, 한편 사용자의 손해배상책임은 피용자의 배상책임에 대한 대체적 책임이어서 사용자도 제3자와 부진정연대관계에 있다고 보아야 할 것이므로, 사용자가 피용자와 제3자의 책임비율에 의하여 정해진 피용자의 부담부분을 초과하여 피해자에게 손해를 배상한 경우에는 사용자는 제3자에 대하여도 구상권을 행사할 수 있으며, 그 구상의 범위는 제3자의 부담부분에 국한된다고 보는 것이 타당하다[9].

- 가. 민법 제756조에 규정된 사용자책임의 요건인 “사무집행에 관하여”라는 뜻은 피용자의 불법행위가 외형상 객관적으로 사용자의 사업활동 내지 사무집행행위 또는 그와 관련된 것이라고 보여질 때에는 행위자의 주관적 사정을 고려함이 없이 이를 사무집행에 관하여 한 행위로 본다는 것이고 외형상 객관적으로 사용자의 사무집행에 관련된 것인지의 여부는 피용자의 본래직무와 불법행위와의 관련 정도 및 사용자에게 손해발생에 대한 위험 창출과 방지조치 결여의 책임이 어느 정도 있는지를 고려하여 판단할 것이다. 나. 증권회사가 지점장실 옆에 고문실과 집기 등을 사용하게 하는 등 업무수행을 묵인하는 가운데 지점의 고문으로 행세하면서 그 지점의 정식 투자상담자의 명의를 빌어 투자 상담자로서의 업무를 수행하고 투자상담에 따른 수수료도 지급받아 오던 자가 그의 권유에 의한 주식투자자와 함께 지점장을 찾아가 증권매매거래계좌 설정약정을 체결하는 과정에서 투자자의 도장을 소지하게 됨을 기화로 몰래 백지 출금전표 10매에 그 도장을 미리 찍어 보관하다가 함부로 그의 증권매매위탁자구좌에서 예탁금을 인출, 횡령하였다면 위 증권회사의 영업활동 내지 그와 관련된 불법행위에 해당한다고 보아 증권회사의 사용자책임을 인정한 사례.[10]

- 가. 아파트 입주자 선정업무를 대행하는 은행의 직원이 분양신청인의 성명을 잘못 전산입력하고 그 잘못된 성명으로 당첨자 발표까지 하여 당첨자가 소정기간 내에 매매계약을 체결하지 못해 수분양권을 상실한 경우에 있어, 위 당첨자 명단에 그 성명 이외에 주택청약예금의 구좌번호, 주민등록번호 등은 정확히 기재되어 있었다 해도 은행으로서는 분양신청을 접수함에 있어 신청인의 성명 등 그를 특정함에 필요한 기본사항을 정확히 컴퓨터에 입력하여야 하고, 당첨자를 공고함에 있어서도 그 성명 등을 다시 대조 확인하여 정확히 당첨자 명단을 공고하여야 할 업무상 주의의무가 있는데도, 은행 직원들이 이를 게을리 한 것이므로 위 직원들의 사용자인 은행이 손해를 배상할 책임이 있다고 한 사례.[11]

### 보호감독의무
- 학교의 교장이나 교사는 학생을 보호·감독할 의무를 지는 것이나, 그러한 보호감독의무는 교육법에 따라 학생들을 친권자 등 법정감독의무자에 대신하여 보호·감독하여야 하는 의무로서 학교의 교육활동 중에 있거나 그것과 밀접불가분의 관계에 있는 생활관계에 있는 학생들에 대하여 인정되며, 보호감독의무를 소홀히 하여 학생이 사고를 당한 경우에도 그 사고가 통상 발생할 수 있다고 예상할 수 있는 것에 한하여 교사 등의 책임을 인정할 것인바, 그 예견가능성은 학생의 연령, 사회적 경험, 판단능력 등을 고려하여 판단하여야 한다[12]

### 주의의무
도사견을 다른 사람에게 빌려줌에 있어서 그 소유자인 피고로서는 도사견이 난폭한 성질을 지녀 사람을 물 위험성이 크므로 그 사람이 도사견을 안전하게 보관 관리할 수 있는 시설을 갖추고 있는가 여부를 확인하여 도사견에 의한 사고를 미연에 방지하여야 할 주의의무가 있다 할 것인바, 피고는 이를 태만히 하여 도사견을 보관할 별도의 개집도 갖추고 있지 아니한 김병규에게 빌려주어 그로 하여금 오래전부터 사용하여 온 낡은 개끈 만으로 사람이 드나드는 그의 집 마당에 그냥 매어 두게 한 과실로 말미암아 이건 사고를 일으키게 한 사실을 인정할 수 있으므로, 피고는 이건 사고로 말미암아 원고가 입은 손해를 배상할 의무가 있다.

### 사회평균인의 정의
- 불법행위의 성립요건으로서의 과실은 이른바 추상적 과실만이 문제되는 것이고 이러한 과실은 사회평균인으로서의 주의의무를 위반한 경우를 가리키는 것이지만, 그러나 여기서의 '사회평균인'이라고 하는 것은 추상적인 일반인을 말하는 것이 아니라 그때그때의 구체적인 사례에 있어서의 보통인을 말하는 것이다[14]

### 미성년자 감독의무위반
- 책임능력 있는 미성년자의 불법행위로 인하여 손해가 발생한 경우에 그 발생된 손해가 당해 미성년자의 감독의무자의 의무위반과 상당인과관계가 있을 경우에는 감독의무자는 일반 불법행위자로서 손해배상책임이 있다.[15]

### 과실의 기준
- 피용자 과실의 경중에 관한 표준은 그와 같은 업무와 직무에 종사하는 사람으로서 보통 누구나 할 수 있는 정도를 표준으로 하여 그 주의를 심히 결여한 때에는 중대한 과실이 있다고 할 것이다.[16]
- 실화책임에관한법률에서 말하는 중대한 과실이라 함은 '통상인에게 요구되는 정도 상당의 주의를 하지 않더라도 약간의 주의를 한다면 손쉽게 위법·유해한 결과를 예견할 수가 있는 경우임에도 만연히 이를 간과함과 같은, 거의 고의에 가까운 현저한 주의를 결여한 상태'를 말한다[17].
- 민법 제 760조 제1항 소정의 공동불법행위가 성립하려면 각자의 고의 과실에 기한 행위가 권리침해에 대하여 객관적으로 공동원인이 되는 것임을 요한다고 할 것인바, 행원이 고객으로부터 위탁받은 예금불입금을 횡령한 불법행위에 대하여 지점장으로서의 단순한 감독 불충분만으로는 곧 지점장자신의 불법행위가 되는 과실이 있었다고는 할 수 없고 지점장의 과실을 인정하려면 행원의 불법행위가 지점장의 감동불충분에 기인하고 그가 감독함에 있어 상당한 주의를 하였더라면 그 손해를 방지할 수 있었던 경우라야 할 것이다.[18]

### 의료사고의 경우
의료사고에 있어서 의료종사원의 과실을 인정하기 위하여서는 의료종사원이 결과발생을 예견할 수 있음에도 불구하고 그 결과 발생을 예견하지 못하였고, 그 결과발생을 회피할 수 있었음에도 불구하고 그 결과발생을 회피하지 못한 과실이 검토되어야 할 것이고 또한 이와 같은 과실은 일반적 보통인을 표준으로 하여 요구되는 주의의무를 결한 것으로서 여기에서 일반적 보통인이라 함은 이는 추상적인 일반인이 아니라, 그와 같은 업무와 직무에 종사하는 사람을 뜻하는 것이므로, 결국 이와 같은 사람이라면 보통 누구나 할 수 있는 주의의 정도를 표준으로 하여 과실유무를 논하여야 하며 이에는 사고당시의 일반적인 의학의 수준과 진료환경 및 조건, 의료행위의 특수성 등이 고려되어야 할 것이다.

### 증명책임의 전환
- 일반적으로 불법행위로 인한 손해배상청구사건에 있어서 가해행위와 손해발생 간의 인과관계의 입증책임은 청구자인 피해자가 부담하나, 대기오염에 의한 공해를 원인으로 하는 손해배상청구소송에 있어서는 기업이 배출한 원인물질이 대기를 매개로 간접적으로 손해를 끼치는 경우가 많고 공해문제에 관하여는 현재의 과학수준으로 해명할 수 없는 분야가 있기 때문에 가해행위와 손해발생 간의 인과관계의 과정을 모두 자연과학적으로 증명하는 것은 극난 내지 불가능한 경우가 대부분인 점 등에 비추어 가해기업이 배출한 어떤 유해한 원인물질이 피해물건에 도달하여 손해가 발생하였다면 가해자측에서 그 무해함을 입증하지 못하는 한 책임을 면할 수 없다고 봄이 사회형평의 관념에 적합하다.[20]

### 면책여부
- 공사하도급계약에서 하수급인이 하도급공사과정에 있어 안전관리규칙을 철저히 준수하여야 하며 고의 또는 과실을 막론하고 발생한 인명 및 재산피해에 대하여 그 배상책임을 지겠다고 하도급인과 간에 약정한바 있다고 하여 이 약정의 취지가 하도급인의 공동불법행위자로서의 배상책임을 배제하고 하도급계약상의 공사로 인하여 발생하는 모든 사고의 책임을 하수급인이 지기로 한 것으로 볼 수 없다.[21]

### 공작물 책임
- 공작물의 설치 또는 보존상의 하자로 인한 사고라 함은 공작물의 설치 또는 보존상의 하자만이 손해발생의 원인이 되는 경우만을 말하는 것이 아니고, 다른 제3자의 행위 또는 피해자의 행위와 경합하여 손해가 발생하더라도 공작물의 설치·보존상의 하자가 공동원인의 하나가 되는 이상 그 손해는 공작물의 설치·보존상의 하자에 의하여 발생한 것이라고 보아야 한다.[22]
- 가옥임대차에 있어서 임대인은 임차인으로 하여금 그 목적물을 사용수익하게 할 의무가 있고 그 의무내용에는 목적물의 수선의무도 포함되는 것인 바, 가옥임차인이 건물의 부엌벽의 균열을 발견하고 임대인에게 보수를 요구하고 임대인도 그 위험을 인식하여 곧 보수하여 주겠다고 약속하고서 그 이행을 지체하고 있던 중 위 벽이 무너짐으로 말미암아 인명사고 가 발생하였다면, 공작물을 직접 점유자인 위 임차인으로서는 손해의 방지에 필요한 주의를 해태하지 아니하였다고 볼 것이므로 결국 그 소유자인 임대인이 위 사고에 대한 손해배상책임을 질 수 밖에 없다. 공작물의 설치 보존의 하자로 발생한 사고에 대하여 공작물의 직접 점유자에게 면책사유를 인정하고 소유자에게 그 배상책임을 인정한 사례.[23]

- 공작물의 설치 또는 보존의 하자로 인하여 타인에게 손해를 가한 때에는 제1차적으로 공작물의 점유자가 손해를 배상할 책임이 있고 공작물의 소유자는 점유자가 손해의 방지에 필요한 주의를 해태하지 아니한 때에 비로소 제2차적으로 손해를 배상할 책임이 있는 것이지만, 공작물의 임차인인 직접점유자나 그와 같은 지위에 있는 것으로 볼 수 있는 사람이 공작물의 설치 또는 보존의 하자로 인하여 손해를 입은 경우에는 소유자가 그 손해를 배상할 책임이 있는 것이고, 이 경우에 공작물의 보존에 관하여 피해자에게 과실이 있다고 하더라도 과실상계의 사유가 될 뿐이다.[24]

### 어린이의 경우
- 익사사고가 발생한 곳이 보의 윗쪽 50센치미터 상거한 하상의 웅덩이이고 그곳에는 수영금지의 경고판이 있으며 또 출입을 금하는 철조망이 둘러처져 있다면 그것으로 통상 갖추어야 할 위험방지시설을 갖추었다고 보아야 하고 다른 특별한 사정이 없는 한 보의 구역내가 아닌 그 상류 부분에 출입하는 아이들을 제지하기 위하여 감시원을 고정배치하여야 할 의무까지는 없다.[25]

### 공동불법행위
- 공동불법행위가 성립하려면 행위자 사이에 의사의 공통이나 행위공동의 인식이 필요한 것은 아니지만, 객관적으로 보아 피해자에 대한 권리침해가 공동으로 행하여졌다고 보여지고 그 행위가 손해발생에 대하여 공통의 원인이 되었다고 인정되는 경우여야 한다[26]
- 다수의 의사가 의료행위에 관여한 경우 그 중 누구의 과실에 의하여 의료사고가 발생한 것인지 분명하게 특정할 수 없는 때에는 일련의 의료행위에 관여한 의사들 모두에 대하여 민법 제760조 제2항에 따라 공동불법행위책임을 물을 수 있다[27]
- 민법 제760조 제2항은 여러 사람의 행위가 경합하여 손해가 생긴 경우 중 같은 조 제1항에서 말하는 공동의 불법행위로 보기에 부족할 때 입증책임을 덜어줌으로써 피해자를 보호하려는 입법정책상의 고려에 따라 각각의 행위와 손해 발생 사이의 인과관계를 법률상 추정한 것이다[28]

### 사무집행의 범위
- 민법 제 756조 소정의 '사무집행에 관하여'라는 규정의 뜻은 원칙적으로 그것이 피용자의 직무범위에 속하는 행위이어야 할 것이나 피용자의 직무집행행위 그 자체는 아니나 그 행위의 외형으로 관찰하여 마치 직무의 범위내에 속하는 것과 같이 보이는 행위도 포함하는 것이라고 새겨야 한다.[29]

- 책임무능력자(초등학교 1학년생)의 대리감독자(담임교사)에게 민법 제755조 제2항에 의한 배상책임이 있다고 하여 위 대리감독자의 사용자 또는 사용자에 갈음한 감독자(위 학교를 설립 경영하는 지방자치단체에게 당연히 민법 제756조에 의한 사용자책임이 있다고 볼 수는 없으며, 책임무능력자의 가해행위에 관하여 그 대리감독자에게 고의 또는 과실이 인정됨으로써 별도로 불법행위의 일반 요건을 충족한 때에만 위 대리감독자의 사용자 또는 사용자에 갈음한 감독자는 민법 제756조의 사용자책임을 지게 된다.[30]

- 상사의 감독소홀을 틈타 적극적으로 부정행위를 한 자는 바로 그 상사의 감독소홀의 점을 과실상계의 사유로 주장할 수 없다고 할 것이나 축산업협동조합직원이 위 조합 상사의 감독소홀을 틈타 적극적으로 부정행위를 저지른 것이 아니라 단지 업무상 주의를 다하지 아니하였음에 불과하고 위 조합 상사들이 이를 제대로 지적해 주기만 하였으면 그로 인한 손해를 피할 수 있었던 것으로 보이는 경우에는 위 조합 상사들의 이와 같은 감독소홀의 점을 과실상계의 사유로 주장하더라도 신의칙에 반하는 것이라고 할 수 없다.[31]

- 사용자의 배상책임을 규정한 민법 제756조 소정의 "그 사무집행에 관하여 "라 함은 사용자의 사업집행 자체 또는 이에 필요한 행위뿐만 아니라 이와 관련된 것이라고 일반적으로 보여지는 행위는 설사 그것이 피용자의 이익을 도모하기 위한 경우라도 이에 포함된다고 보아야 할 것이므로 택시회사의 운전수가 택시의 승객을 태우고 운행중 차속에서 부녀를 강간한 경우 위 회사는 사용자로서 손해배상책임이 있다.[32]

### 악화요인의 있는 경우 감액여부
- 눈의 망막박리증세의 발생원인이 외부적 충격으로 인한 경우는 16 내지 18%에 불과하고 그 50 내지 60%가 근시라는 체질적 소인으로 발생하는데 피해자의 시력이 0.2 내지 0.6으로 사고 이전에 고도의 근시라는 체질적 소인을 가지고 있었다면, 피해자의 위와 같은 고도근시라는 체질적 소인이 사고로 인한 실명의 원인이 된 망막박리증세의 한 요인 내지는 악화요인이 되었다 할 것이므로, 이러한 경우에는 손해의 공평한 부담이라는 견지에서 가해자측의 손해배상액을 정함에 있어 체질적 소인의 기여도를 참작, 감액하여야 한다[33].

### 교통사고의 경우
- 피고 회사 소유버스가 시속 60킬로미터의 속력으로 질주해 오고 그 맞은 편에서 피고 정종옥 소유의 트럭이 시속 45 내지 50킬로미터의 속력으로 질주해왔다면, 위 버스는 1초당 약 17m(60 x 1,000/60 x 60 = 16.66m, 위 트럭은 1초당 약 13 내지 14m(45 x 1,000/60 x 60 = 12.5m, 50 x 1,000/60 x 60 = 13.8m의 거리를 진행하므로 1초 동안에 쌍방차량이 진행하는 거리를 합치면 30 내지 31m가 됨이 계산상 명백한 바, 기록에 의하면 이 사건 사고 지점인 위 트럭진행 차선의 폭은 약 3.3m로서 그 차선전방은 좌회전하였다가 다시 우회전하는 커브길인데 사고당시 교행하는 위 버스가 중앙선을 약 40cm 침범하여 운행 중이었던 사실이 인정되므로, 위 트럭운전사가 원심인정과 같이 약 35m 전방에서 위 버스가 중앙선을 침범한 채 질주해오는 것을 발견하고 즉시 피행조치를 취하였다고 하여도 충돌의 위험을 운전자의 지각신경이 느끼는 데에 소요되는 시간과 위와 같이 비좁은 차선에서 침범해 온 버스와 안전하게 교행할 수 있도록 도로의 커브진행방향과 도로의 폭 및 차량폭 등을 감안하여 대응조치를 취하는 데에 소요되는 반응시간 등을 고려하면 쌍방차량의 진행속도로 보아 거의 충돌을 피할 수 없는 상태라고 보여진다.[34]

- 인근 도로보다 낮은 지대의 토지소유자가 그 지상건물을 개축하면서 그 도로 높이로 성토한 결과 인접 토지가 상대적으로 낮아지고 그 지상 건물의 지붕이 성토한 토지 지면과 비슷한 높이가 되었다는 사정만으로는 인접토지소유자와의 관계에 있어 불법행위가 되지 아니한다[35]

- 황색실선의 중앙선이 설치된 왕복 2차선 국도에서 승용차가 무리하게 선행차량을 추월하려고 중앙선을 침범하였다가 반대차선으로 마주오던 오토바이를 충돌한 경우, 오토바이 운전자가 중앙선에 근접하여 운행하였다는 것만으로는 과실이 있다고 보기 어렵고, 다만 그가 중앙선을 넘어오는 승용차를 미리 발견하고 이를 피할 수 있을 만한 상황이었음에도 불구하고 적절한 피행조치를 취하지 아니한 것이라야 과실이 있다고 할 것이다[36]

### 건설공사의 경우
- 건물 신축공사를 위한 지하굴착공사 과정에서 야기된 인근 건물 균열사고에 있어 도급인이 그 건축자재 중 일부를 제공하고 제3자를 시켜 지하굴착공사시에 지주방책설비를 철저히 하라고 요청하고, 동인의 처가 공사현장에 수시로 나와 설계도에 없는 내부장치, 옥상계단 등의 설치를 요구한 사실만으로 위 공사의 도급 또는 지시에 관하여 중대한 과실이 있다고 볼 수 없다.[37]

### 미성년자의 경우 감독의무자의 책임
책임능력 있는 미성년자들의 부모인 감독의무자에게 친권자로서의 감독의무를 현저히 해태한 과실이 있다고 하여 미성년자들의 불법행위(폭력행위) 에 대하여 일반불법행위자로서 미성년자들과의 공동불법행위책임을 인정하였다

### 과실비율
원고가 일을 시작한 1988.8월 초순경에는 4명의 아르바이트 학생이 일용종업원으로 근무하였는데 같은 해 9월 초순경 1명이 그만두고 1명은 매장에서 판매만을 전담하게 되어 그 후는 위 원고와 소외 김홍수가 매장에 음료수 등을 배달하는 업무를 맡게 되어 매일 할 일이 동인들의 체력에 비해 다소 과중하였던 사실, 위 원고는 1988.10.5. 14:00경 혼자 핸드카에 음료수상자를 싣고 동행한 피고 회사 직원 소외 김문기의 지시에 따라 각 매장을 돌면서 음료수 배달을 하다가 그 매장 중의 하나인 삼천리 매장이라는 곳에 도달하여 무리하게 음료수 상자 3개를 한꺼번에 들어 올려 높이 약1미터 정도의 진열대 문턱에 놓으려다가 제4, 5 요추간추간판탈출증의 허리부상을 입은 사실을 인정한 다음 이 사건 사고는 위 원고 등 일용종업원이 하는 일이 물건의 운반 배달 등의 단순한 일이기는 하나 위 원고가 작업량에 쫓겨 무리하게 일을 하다가 허리에 부상을 입을 위험성이 있으므로 피고 회사의 영업부사원인 위 김문기 등은 피고 회사에 건의하여 빠진 인원을 보충하고 또 보충이 안된 상태에서 일을 시키려면 위 원고 등으로 하여금 자기의 체력에 맞춰 적당한 양의 음료수 상자를 들어 올리도록 감독할 의무가 있음에도 이와 같은 조치를 취하지 아니한 과실과 원고 박기훈으로서도 스스로의 체력을 제일 잘 알 수 있는 자이므로 매번 자기 힘에 맞는 양의 음료수상자를 안전한 자세로 들어 올려 진열대에 놓아야 할 것인데도 그와 같이 하지 아니한 과실이 경합하여 발생한 것이고 그 중 원고의 과실비율은 70퍼센트 정도로 보는 것이 상당하다.

### 불법행위 일부 인용
- 선택적 청구원인 중 불법행위로 인한 손해배상청구의 일부만 인용하고 나머지 부분은 배척하면서 부당이득을 원인으로 한 청구원인에 대하여는 명시적인 판단이 없으나 주문의 나머지 청구기각 부분에 부당이득반환청구를 배척하는 취지도 포함되어 있다고 볼 수 있다[40]

### 불법행위 별개의 손해배상채권
- 불법행위가 계속적으로 이루어진 경우 각개의 불법행위를 개별적으로 특정할 수 없다면 그로 인하여 발생한 모든 손해가 포괄하여 1개의 손해배상채권만을 구성한다고 하여야 하되 개별적으로 특정할 수 있다면 그로 인하여 발생한 손해마다 별개의 손해배상채권을 구성한다[41]

### 중대한 과실
건물 지하층의 임차인 경영의 음식점에서 종업원이 난로에 주유함에 있어 난로의 방열망에 석유를 흘린 과실로 화재가 발생한 경우 건물 소유자에게 임차인이 방열 처리되지 아니한 재료를 사용하여 내부수선을 하는 것을 묵인하고 건물 안에서 이동식 석유난로를 사용하는 것을 방치한 과실이 있다 하더라도 위 화재가 음식점 종업원이 난로에 주유함에 있어 저지른 과실이 결정적인 원인이 되어 발생하였고, 건물 소유자가 임차인이나 그 종업원을 지휘감독하는 관계에 있지 아니한 이상 위와 같은 과실을 실화책임에관한법률에서 말하는 중대한 과실이라고 볼 수 없다

### 안전조치를 할 주의의무
- 가. 건물 신축공사장에서 비계공이 비계해체공사 중 고압선에 감전되어 추락한 사고에 있어 고압선의 건물과의 이격거리가 법정 이격거리를 초과한다 해도 전기 공작물을 독점적으로 소유 내지 점유하고 그 보존 관리의 의무를 지고 있는 한국전력주식회사로서는 그 이격거리가 1.2미터에 불과하고 건축공사장에서 사용되는 자재의 대부분이 전도체이기 때문에 공사의 진척 상황에 따라 감전사고가 발생할 위험성이 높다는 것을 능히 예견할 수 있었다고 보아야 하며 더구나 공사 수급자로부터 감전사고에 대한 안전대책을 문의받기까지 하였으므로 이러한 경우에는 사회통념상 그 공사현장에 그 소속직원을 보내어 감전사고 발생의 가능성 유무를 파악하여 공사 수급자에게 사고 방지를 위한 안전 조치의 이행을 요구할 주의의무가 있다고 보아 그 주의의무를 다하지 아니한 한국전력주식회사에 불법행위책임이 있다고 한 사례. 나. 위 “가”항의 경우 피해자인 비계공이 병원의 4층 중환자실에서 치료를 받던 중 사고 이틀 뒤 발작적으로 유리창을 깨고 12미터 아래 땅바닥으로 투신하여 사망한 것에 대하여 피해자가 감전으로 인하여 입은 화상의 심한 통증과 감전된 사람에게 나타날 수 있는 정신장애가 겹쳐 투신자살을 기도한 것이라고 볼 수밖에 없다 하여 감전사고와 사망과의 인과관계를 인정한 사례[43]

### 운송인 또는 운송취급인의 주의의무
나. 운송인 또는 운송취급인이 ‘보증도’를 하는 경우에는 그 화물선취보증장이 진정하게 성립된 것인지의 여부를 확인할 책임이 있다고 보아야 할 것이고, 이를 게을리 하여 화물선취보증장의 위조사실을 제대로 발견하지 못한 채 선하증권과의 상환 없이 운송물을 인도하고 그로 인하여 정당한 선하증권 소지인이 손해를 입은 것이라면 운송인 또는 운송취급인은 보증장 없이 선하증권과 상환하지 아니하고 화물을 인도한 결과가 되어 특별한 사정이 없는 한 고의 또는 중대한 과실에 따른 책임을 진다. 다. 위 “나”항의 경우 보증장이 화물선취보증장으로서의 형식과 외관을 갖추고 있었다고 하여 확인을 할 책임이 없다거나 위법성이 조각된다고 할 수 없고, 위 보증장이 신용장 개설은행 명의로 발행된 경우라고 하여도 운송인에게 그 보증장이 진정한 것인지 확인할 책임이 있음은 마찬가지로서 그 위조사실을 발견하지 못하고 운송물을 선하증권의 소지인 아닌 사람에게 인도하였다면 특별한 사정이 없는 한 중대한 과실에 따른 책임을 져야 할 것이다.

### 사무집행
가. 재일교포로서 국내에 상주하지 않는 재개발사업을 시행하는 회사의 대표이사 외에는 다른 사람의 지시를 받음이 없이 동인을 실질적으로 대리하여 재개발지구 내의 토지매입교섭과 매매계약체결 및 매매대금지급 등에 관련된 실무를 직접 처리하여 온 관리부 소속 재개발담당과장이 위 회사를 위하여 매입한 토지대금 지급에 사용한다는 명목으로 금원을 차용한 행위가 외형상 위 회사의 사무집행과 밀접하게 관련된 것이라고 볼 수 있다고 한 사례. 나. 위 '가'항의 경우 피용자의 불법행위에 대한 위 회사의 사용자 책임을 물음에 있어 피용자의 차용행위가 그 권한 외의 행위임을 알지 못한 데 피해자에게 거래상 요구되는 주의의무를 위반한 과실은 인정되나 이로써 사용자의 책임을 면제시킬 정도인 중대한 과실에 해당한다고는 볼 수 없고 단순히 그 배상액을 산정함에 참작할 사유가 된다고 본 사례.

### 운전자의 주의의무
이 사건 사고는 뒤에 가던 버스운전사인 박성일의 전방 주시태만과 앞서 가던 차량과의 안전거리확보불이행 등의 과실이 그 한 발생원인이 되었음은 물론이나, 다른 한편으로는 앞서가던유조차량의 운전사인 송용인으로서도 야간에 차량의 통행이 빈번하고 또한 경사로 인하여 전방시야장애가 있는 고가도로의 오르막길에서 위와 같은 대형 유조차량을 정차하게 되었으면 비상점멸등의 작동은 물론이고 조수석의 출입문을 통하여서라도 신속히 하차하여(기록에 의하면, 정차된 위 차량과 도로 우측 가장자리 사이에는 약간의 여유가 있어 동인이 조수석쪽으로는 즉시 하차할 수 있었던 것으로 보인다.후행차량의 운전사로 하여금 전방에 장애물이 있음을 알 수 있도록 수신호로 차량의 우회통과를 유도하는 조치를 취한 뒤, 차량으로부터 떨어진 지점에 신속히 경고표지판을 설치하는 등 차량추돌사고를 방지하기 위한 모든 조치를 취하여야 할 것임에도 이를 게을리 한 과실이 있고, 이 사건 사고는 이와 같은 과실도 경합하여 발생한 것이라 봄이 상당하므로, 원심이 유조차량(피해차량운전사인 송용인에게도 이 사건 사고발생에 위와 같은 과실이 있었음을 인정한 조치는 정당하다 할 것이며, 이에 소론과 같이 불법행위 요건에 대한 사실인정을 잘못하거나 업무상과실에 대한 법리를 오해한 위법이 있다 할 수 없다.

### 과실상계
- 가. 원심판결 이유에 의하면, 원심은 그 증거에 의하여, 피고가 승용차를 운전하여 영동고속도로 하행선 편도 1차선을 시속 60킬로미터로 진행중 같은 방향으로 진행하는 소외 김남홍이 운전하는 오토바이를 추월하려다가 위 소외인이 도로의 오른쪽에서 중앙부분으로 나와 진행하는 것을 뒤늦게 발견하고 급제동조치를 취하였으나 미치지 못하고 위 승용차의 오른쪽 앞범퍼부분으로 위 오토바이의 왼쪽 앞바퀴 부분을 충격하여 소외인을 도로에 넘어뜨려 사망에 이르게 하였고 위 사고에서 피고로서는 위와 같이 위 오토바이를 추월함에 있어서 위 오토바이의 동태를 살피며 경적을 울리거나 안전거리를 두는 등 충돌사고를 미리 방지할 주의의무가 있다고 판단하였는바, 기록에 비추어 원심의 판단은 정당하고 거기에 지적하는 바와 같은 채증법칙위배, 심리미진의 위법이 없고 위와 같은 사실관계에 비추어 보면 이 사건 사고에 있어서 피고가 자동차의 운행에 관하여 주의를 게을리 하지 아니하고 오로지 위 망인에게만 과실이 있다고 볼 수 없는 것이므로 원심의 판단에 자동차손해배상보장법 제3조 제1항 단서 제1호의 법리를 오해하였거나 이유불비의 위법이 있다 할 수 없다. 또 원심이 그 인정과 같은 이 사건 사고경위를 들어 피고와 망인의 과실비율을 50:50으로 본 것도 정당하여 거기에 과실상계의 법리를 오해하였거나 과실의 비율을 잘못 평가한 위법도 없다.[47]

### 공무원의 주의의무
- 가. 공무원에게 부과된 직무상 의무의 내용이 단순히 공공 일반의 이익을 위한 것이거나 행정기관 내부의 질서를 규율하기 위한 것이 아니고 전적으로 또는 부수적으로 사회구성원 개인의 안전과 이익을 보호하기 위하여 설정된 것이라면, 공무원이 그와 같은 직무상 의무를 위반함으로 인하여 피해자가 입은 손해에 대하여는 상당인과관계가 인정되는 범위 내에서 국가가 배상책임을 지는 것이고, 이때 상당인과관계의 유무를 판단함에 있어서는 일반적인 결과발생의 개연성은 물론 직무상 의무를 부과하는 법령 기타 행동규범의 목적이나 가해행위의 태양 및 피해의 정도 등을 종합적으로 고려하여야 할 것이다.[48]

### 의료행위의 과실
가. 의사는 진료를 행함에 있어 환자의 상황과 당시의 의료수준 그리고 자기의 지식경험에 따라 적절하다고 판단되는 진료방법을 선택할 상당한 범위의 재량을 가진다고 할 것이고, 그것이 합리적인 범위를 벗어난 것이 아닌 한 진료의 결과를 놓고 그중 어느 하나만이 정당하고 이와 다른 조치를 취한 것은 과실이 있다고 말할 수는 없다. 나. 분만중 태아가 뇌손상을 입고 두개강내출혈이 생겨 뇌성마비가 발생한 경우에 있어 출산을 담당한 의사에게, 통상의 주의력을 가진 산부인과 의사라면 아두골반불균형상태 또는 경계아두골반불균형상태의 가능성이 있음을 의심할 수 있다고 보이는데도 이러한 가능성을 전혀 예상하지 아니하여 이에 대한 대비를 하지 아니하였고, 분만 2기에 있어 5분마다 한번씩 측정하여야 할 태아심음측정을 4회나 하지 아니한 채 만연히 통상의 질식분만의 방법으로 분만을 진행시키다가 뒤늦게 아두골반불균형 또는 이와 유사한 상태의 경우에는 피하여야 할 시술방법인 흡인분만의 방법을 무리하게 계속하여 태아를 만출시킨 의료상의 과실이 있다.

### 공작물 설치보존상의 하자
- 가. 공작물의 설치보존상의 하자라 함은 공작물이 그 용도에 따라 통상 갖추어야 할 안전성을 갖추지 못한 상태에 있음을 말하는 것이고, 공작물의 설치 및 보존에 있어서 항상 완전무결한 상태를 유지할 정도의 고도의 안전성을 갖추지 아니하였다 하여 그 공작물의 설치보존에 하자가 있는 것이라고는 할 수 없으므로, 공작물의 설치보존자에게 부과되는 방호조치의무의 정도는 그 공작물의 위험성에 비례하여 사회통념상 일반적으로 요구되는 정도의 것을 말한다. 나. 대학 5층 건물 옥상에서 그 대학 학생이 후배들에게 얼굴을 하늘로 향하게 하여 바닥에 눕게 한 다음, 구령에 맞추어 몸통을 좌우로 뒹굴게 하는 방법으로 기합을 주던 중, 그중 1인이 몸을 구르다가 약 15미터 아래로 떨어져 사망한 경우 위 옥상은 그 설치용도와 관계 있는 사람 이외에는 올라가지 않는 곳이고, 위 망인을 비롯한 학생들도 평소 그와 같은 사정을 잘 알고 있었다고 할 것이며, 나아가 위험성에 대한 지각능력이 있는 학생들이 출입이 제한되어 있는 그 옥상에서 추락 등의 사고를 일으킬 수 있는 행위를 하리라고 기대하기는 어려우므로, 학교측에게 그러한 사고가 있을 것까지 예상하여 항상 그 곳에 관리인을 두어서 출입을 통제한다거나 추락을 방지하기 위하여 난간을 설치하는 등의 조치를 취할 것까지 요구할 수는 없고 따라서 위 건물의 설치보존상의 하자가 인정되지 않는다고 한 사례.[50]

### 교사의 주의의무
가. 학교의 교장이나 교사의 학생에 대한 보호감독의무는 교육법에 따라 학생을 친권자 등 법정 감독의무자에 대신하여 감독을 하여야 하는 의무로서 학교 내에서의 학생의 전 생활관계에 미치는 것이 아니고 학교에서의 교육활동 및 이와 밀접불가분의 관계에 있는 생활관계에 한하며, 그 의무 범위 내의 생활관계라고 하더라도 사고가 학교생활에서 통상 발생할 수 있다고 하는 것이 예측되거나 또는 예측가능성(사고발생의 구체적 위험성) 이 있는 경우에 한하여 교장이나 교사는 보호감독의무위반에 대한 책임을 진다고 할 것인바, 위의 예측가능성에 대하여서는 교육활동의 때, 장소, 가해자의 분별능력, 가해자의 성행, 가해자와 피해자와의 관계 기타 여러 사정을 고려하여 판단할 필요가 있다. 나. 고등학교 2학년 학생이 점심시간에 장난으로 급우가 앉아 있던 의자를 걷어차 급우로 하여금 뒷머리부분을 교실벽에 부딪쳐 상해를 입게 한 사고에 대하여 교장이나 담임교사 등에게 보호감독의무위반의 책임을 물을 수 없다고 한 사례

### 사용자책임
11.도급인은 도급 또는 지시에 관하여 중대한 과실이 없는 한 수급인이 그 일에 관하여 제3자에게 가한 손해를 배상할 책임이 없으나, 도급인이 수급인의 일의 진행 및 방법에 관하여 구체적인 지휘 감독권을 유보한 경우에는 도급인과 수급인의 관계는 실질적으로 사용자 및 피용자의 관계와 다를 바 없으므로 수급인이 고용한 제3자의 불법행위로 인한 손해에 대하여 도급인은 민법 제756조에 의한 사용자책임을 면할 수 없고, 이러한 이치는 하도급의 경우에도 마찬가지이다.

### 사무집행
- 가. 민법 제756조에 규정된 사용자책임의 요건인 “사무집행에 관하여”라는 뜻은 피용자의 불법행위가 외형상 객관적으로 사용자의 사업활동 내지 사무집행행위 또는 그와 관련된 것이라고 보일 때에는 행위자의 주관적 사정을 고려함이 없이 이를 사무집행에 관하여 한 행위로 본다는 것이고 외형상 객관적으로 사용자의 사무집행에 관련된 것인지의 여부는 피용자의 본래직무와 불법행위의 관련 정도 및 사용자에게 손해발생에 대한 위험 창출과 방지조치 결여의 책임이 어느 정도 있는지를 고려하여 판단하여야 한다. 나. 갑 회사 소속 중기기사 을이 갑 회사의 작업지시를 받고 병의 작업현장에서 갑 회사의 굴삭기로 작업을 하다가 덤프트럭에 돌을 싣는 과정에서 덤프트럭 운전사 정과 시비가 되어 싸우던 중 주위에 있던 사람들이 정을 병원으로 데리고 가자 흥분하여 굴삭기로 병의 현장사무실 막사와 식당, 기물들을 부수어 버렸다면 이는 외형상 객관적으로 갑 회사의 사무집행과 밀접하게 관련된 것이므로 갑 회사는 을의 사용자로서 위 불법행위로 인하여 병이 입은 손해를 배상할 책임이 있다고 한 사례.[53]

### 정신상의 고통 손해
- 사용자가 근로자를 부당하게 해고하고 그 해고무효확인판결이 확정되었음에도 장기간에 걸쳐 근로자에 대한 복직을 거부하였다면 근로자가 정신상의 고통을 받았을 것임이 명백하므로 사용자는 이를 금전으로 위자할 의무가 있다.[54]

### 운전자 주의의무
이 사건 포장도로의 폭이 6.3m에 불과한데 위 트럭의 차폭은 약 2.5m, 위 승합차량의 차폭은 약 1.7m이고, 또 이 사건 도로는 위 트럭의 진행방향으로 보아 5도 정도 오르막 경사가 있고, 70도 정도 왼쪽으로 심하게 굽은 길로서 충돌지점 전후 10여m 부분은 중앙선이 지워져 있었다면, 야간에 이러한 지점을 운행하는 차량은 도로중앙부위를 침범하여 운행할 가능성이 많은 것이므로 이러한 지점에서 마주오는 위 승합차량과 서로 교행하게 된 위 트럭운전사로서는 상대방 차량이 도로의 중앙선을 지켜 정상적으로 운행할 것이라고 만연히 신뢰하여서는 안되고, 상대방 차량이 도로중앙부위를 넘어서 운행할 가능성에 대비하여 상대방 차량의 동태를 예의주시하면서 경음기를 울리거나 차량전조등을 깜박거려 상대방차량 운전사에게 경고를 보내고 속도를 줄이면서 최대한 도로의 우측 가장자리로 진행하는 등 상대방차량과의 교행시 충돌로 인한 사고발생을 미연에 방지할 주의의무가 있다.

### 불법행위로 인한 사망
- 타인의 불법행위로 인하여 상해를 입고 그 때문에 사망한 자는 상해를 입음과 동시에 가해자에 대하여 장래 생존하여 얻을 이익의 상실에 따른 손해배상청구권을 취득하는 것이고 그 손해는 사망 이전에 발생하는 것이지 사망을 원인으로 하여 발생하는 것이 아니므로 불법행위일부터 재산상 손해와 위자료를 합산한 금액 전부에 대하여 지연손해금의 지급을 명한 것은 정당하다.[56]

### 은행의 주의의무
- 지급장소를 은행으로 하여 발행한 이른바 은행도 약속어음은 발행인이 지급장소로 기재한 거래은행에 대하여 발행인의 당좌예금구좌에서 위 약속어음금을 결제하여 줄 것을 요청하는 단순한 지급위탁어음으로서 은행은 약속어음의 소지인에 대하여 약속어음금의 지급의무 또는 약속어음금의 지급과 관련한 어떠한 주의의무를 진다고 할 수 없으므로 은행이 어음발행인의 요청에 따라 당좌예금 잔고의 대부분을 우선 지급하고 교환제시된 동인 발행의 약속어음을 예금부족으로 지급거절하였다고 하여 은행의 그와 같은 행위가 곧 불법행위를 구성한다고 보기는 어렵다.[57]

### 운전자 주의의무
- 원심판결 이유에 의하면 원심은 그 증거에 의하여, 피고시 산하 종합경기장관리소는 그가 관리하는 사이클경기장의 진입로의 차량통행을 막기 위하여 그 경기장 앞 광장입구의 포장된 도로 위에 폭 2m, 높이 1.2m 정도의 쇠파이프로 된 바리케이드 2개를 중앙선 양쪽으로 설치하고 그 사이의 2m 정도의 공간은 윗부분끼리 한 줄의 쇠사슬로 연결하였는데 위 쇠사슬은 반대편에서 멀리 바라보는 경우 그 뒷쪽에 보이는 경기장벽의 밝은 바탕색 및 여러개의 가로무늬검은선과 어울려 뚜렷하게 돋보이지 아니하여 신중하게 보지 않으면 마치 바리케이드만 설치된 것으로 착각할 수 있게 되어 있어서 멀리서 진행해 오는 오토바이에게는 불의의 장애물이 될 수 있었으므로 위 관리소로서는 위 쇠사슬이 눈에 잘 띄는 위험표지판 등을 매달아 놓는 등 사고방지를 위한 시설을 하여야 하였을 터인데도 그러한 조치를 하지 아니하였기 때문에 오토바이를 타고 시속 약 60km로 그곳을 통과하던 소외 이정률이 위 쇠사슬에 목부분이 걸려 넘어져 사망한 사실을 확정한 다음 위 사고는 피고가 점유하는 위 경기장진입로 차단시설의 설치보존상의 하자로 인하여 발생하였다고 판단하고 한편 위 망인으로서도 차량진입을 금지하는 바리케이드가 설치되어 있었으므로 진행을 멈추어야 하는데도 안전모도 쓰지 않고 위 차단시설을 잘 살펴보지 아니한 채 그대로 그곳을 통과하려고 한 사실을 인정하여 위 망인의 이와 같은 과실은 피고의 책임을 면제할 정도에 이르지 아니하고 다만 피고가 배상할 손해액을 산정함에 있어서 그 과실비율을 60% 정도로 봄이 상당하다고 판단하였는바 기록에 비추어 원심의 판단은 수긍이 되고 거기에 지적하는 바와 같은 법리의 오해나 채증법칙위배, 심리미진의 위법이 없다. 주장은 이유 없다.[58]

### 가옥소유자의 불법행위책임
- 가. 공작물의 설치 또는 보존의 하자로 인하여 타인에게 손해를 가한 때에는 1차적으로 공작물의 점유자가 손해를 배상할 책임이 있고 공작물의 소유자는 점유자가 손해의 방지에 필요한 주의를 해태하지 아니한 때에 비로소 2차적으로 손해를 배상할 책임이 있는 것이나, 공작물의 임차인인 직접점유자나 그와 같은 지위에 있는 것으로 볼 수 있는 자가 공작물의 설치 또는 보존의 하자로 인하여 피해를 입은 경우에는 그 가옥의 소유자는 민법 제758조 제1항 소정의 책임자로서 이에 대하여 손해를 배상할 책임이 있는 것이고 그 피해자에게 보존상의 과실이 있더라도 과실상계의 사유가 될 뿐이다. 나. 임차인과 함께 임차방실에 기거하던 직장동료가 연통에서 새어나온 연탄가스에 중독 사망한 사고에 대하여 가옥소유자의 손해배상책임을 인정한 사례.[59]

## 불법행위 손해산정
- 타인의 부동산에 관하여 불법으로 등기를 마친 자로부터 부동산을 매수한 자가 그 후 진정한 권리자의 제소로 인하여 소유권을 상실한 경우, 불법등기에 관여한 자의 불법행위로 인하여 입은 통상의 손해는 그 부동산을 취득할 수 있는 것으로 믿고 지급한 매매대금상당액이다.[60]

- 사용자가 피용자의 업무수행과 관련한 불법행위로 인하여 사용자로서의 손해배상책임을 부담한 결과 손해를 입게 되어 피용자에게 구상을 하게 되는 경우, 위 구상권은 그 사업의 성격과 규모, 사업시설의 상황, 피용자의 업무내용, 근로조건이나 근무태도, 가해행위의 상황, 가해행위의 예방이나 손실의 분산에 관한 사용자의 배려의 정도 등 제반 사정을 참작하여 손해의 공평한 분담이라는 견지에서 신의칙상 상당하다고 인정되는 한도 내에서만 허용된다고 보아야 한다.[61]

### 사용자책임
- 가. 민법 제756조 제2항의 “사용자에 갈음하여 그 사무를 감독하는 자”라 함은, 객관적으로 볼 때 사용자에 갈음하여 현실적으로 구체적인 사업을 감독하는 지위에 있는 사람을 말하는 것으로서, 반드시 그가 피용자를 선임한 경우라야 하는 것은 아니다.

### 사무집행
- 나. 민법 제756조 소정의 “사무집행에 관하여”라는 규정의 뜻은, 원칙적으로는 그것이 피용자의 직무범위에 속하는 행위이어야 할 것이나 피용자의 직무집행행위 그 자체는 아니더라도 그 행위의 외형으로 관찰하여 마치 직무의 범위 내에 속하는 것과 같이 보이는 행위도 포함하는 것으로 새겨야 할 것이고, 피용자가 사용자나 사용자에 갈음하여 그 사무를 감독하는 자의 구체적 명령 또는 위임에 따르지 아니하고 그 지위를 남용하여 자기 또는 제3자의 이익을 도모하는 경우 사용자 또는 사용자에 갈음하여 그 사무를 감독하는 자나 피용자의 주관적 사정에 따라 사용자책임을 부정하는 것은 사용자책임을 규정한위 민법의 목적이나 입법취지에 어긋나는 것이다. 다. 피용자의 불법행위가 외관상 사용자의 사무집행의 범위 내에 속하는 것으로 보여지는 경우에 있어서도, 피용자의 행위가 사용자나 사용자에 갈음하여 그 사무를 감독하는 자의 사무집행행위에 해당하지 않음을 피해자 자신이 알았거나 또는 중대한 과실로 알지 못한 경우에는 사용자 혹은 사용자에 갈음하여 그 사무를 감독하는 자에 대하여 사용자책임을 물을 수 없다.[62]

- 나. 민법 제756조 제2항 소정의 “사용자에 갈음하여 사무를 감독하는 자”란 객관적으로 볼 때 사용자에 갈음하여 현실적으로 구체적인 사업을 감독하는 지위에 있는 자를 뜻하므로 위 “가”항과 같이 건물의 수리사무가 건물소유자와 임차인 사이의 합의에 의하여 행하여졌다면 수리사무는 건물소유자와 임차인 사이의 문제에 지나지 아니하며, 건물소유자가 숙박업허가명의자를 대리하여 임차인에게 숙박업허가명의사용을 허락하였다 하더라도 이로 인하여 임대인이 곧바로 허가명의자를 대리하여 임차인을 지휘·감독하는 지위를 갖게 되는 것은 아니다. 다. 공작물의 설치보존상의 하자로 인한 손해에 대하여는 소유자보다는 이를 구체적으로 지배하는 직접적인 점유를 하고 있는 점유자에게 1차적 책임이있다고 할 것이고 점유자는 손해의 방지에 필요한 주의를 해태하지 아니하였음을 입증하지 않는 한 배상책임을 부담한다.[63]

- 가. 갑과 을이 공동으로 경영하는 개고기 등의 도매업에 사용하고자 공동으로 투자하여 트럭을 구입하였다면 갑은 이른바 “진정한 공동운행자”에 해당하고, 한편 위 사업을 수행할 목적으로 을이 운전하는 위 트럭에 갑이 동승하여 가다가 을의 과실로 사망하였다면 위 사고는 갑의 운행지배가 미치고 있는 동안 발생하였다고 보아야 하며, 또한 갑이 가지는 운행지배와 운행이익의 정도가 을과 동등하다면, 갑은 자동차손해배상보장법 제3조에 규정된 “다른 사람”에 해당하지 않는다고 한 사례. 나. 위 “가”항의 경우 갑의 상속인들로서는 을에 대하여 을 자신의 불법행위를 이유로 손해배상을 청구할 수 있을지언정 자동차손해배상보장법에 근거하여 손해배상을 청구할 수는 없다.[64]

- 부동산에 관한 취득시효가 완성된 후 취득시효를 주장하거나 이로 인한 소유권이전등기청구를 하기 이전에는 등기명의인인 부동산 소유자로서는 특별한 사정이 없는 한 시효취득사실을 알 수 없는 것이므로 이를 제3자에게 처분하였다 하더라도 불법행위가 성립할 수 없다 할 것이나, 시효취득을 주장하는 권리자가 취득시효를 주장하면서 소유권이전등기청구소송을 제기하여 그에 관한 입증까지 마쳤다면 부동산 소유자로서는 시효취득사실을 알 수 있다 할 것이고 이러한 경우에 부동산 소유자가 부동산을 제3자에게 처분하여 소유권이전등기를 넘겨줌으로써 취득시효완성을 원인으로 한 소유권이전등기의무가 이행불능에 빠짐으로써 시효취득을 주장하는 자가 손해를 입었다면 불법행위를 구성한다고 할 것이며, 부동산을 취득한 제3자가 부동산 소유자의 이와 같은 불법행위에 적극 가담하였다면 이는 사회질서에 반하는 행위로서 무효라 할 것이다.[65]

## 손해-신뢰이익
- 학교법인이 원고를 사무직원 채용시험의 최종합격자로 결정하고 그 통지와 아울러 ‘1989.5.10.자로 발령하겠으니 제반 구비서류를 5.8.까지 제출하여 달라.’는 통지를 하여 원고로 하여금 위 통지에 따라 제반 구비서류를 제출하게 한 후, 원고의 발령을 지체하고 여러 번 발령을 미루었으며, 그 때문에 원고는 위 학교법인이 1990.5.28. 원고를 직원으로 채용할 수 없다고 통지할 때까지 임용만 기다리면서 다른 일에 종사하지 못한 경우 이러한 결과가 발생한 원인이 위 학교법인이 자신이 경영하는 대학의 재정 형편, 적정한 직원의 수, 1990년도 입학정원의 증감 여부 등 여러 사정을 참작하여 채용할 직원의 수를 헤아리고 그에 따라 적정한 수의 합격자 발표와 직원채용통지를 하여야 하는데도 이를 게을리 하였기 때문이라면 위 학교법인은 불법행위자로서 원고가 위 최종합격자 통지와 계속된 발령 약속을 신뢰하여 직원으로 채용되기를 기대하면서 다른 취직의 기회를 포기함으로써 입은 손해를 배상할 책임이 있다.[66]

- 교통사고로 말미암아 피해자 본인과는 별도로 그의 부모들도 그들이 입은 정신적 손해에 대하여 고유의 위자료청구권을 가진다 할 것이고, 피해자 본인이 전국택시공제조합과의 합의에 의하여 합의금을 수령하고 나머지 손해배상청구권을 포기하기로 약정하였다 하더라도 그의 부모들이 합의당사자인 피해자 본인과 위 공제조합 사이에 합의가 성립되면 그들 자신은 별도로 손해배상을 청구하지 아니하고 손해배상청구권을 포기할 뜻을 명시적 혹은 묵시적으로 나타낸 바 있다는 등 특별한 사정이 없는 한 위 포기 등 약정의 효력이 당연히 고유의 손해배상청구권을 가지는 그의 부모들에게까지 미친다고는 할 수 없다.[67]

- 가. 도급인은 도급 또는 지시에 관하여 중대한 과실이 없는 한 수급인이 그 일에 관하여 제3자에게 가한 손해를 배상할 책임이 없으나( 민법 제757조), 다만 도급인이 수급인의 일의 진행 및 방법에 관하여 구체적인 지휘 감독권을 유보한 경우에는 도급인과 수급인의 관계는 실질적으로 사용자 및 피용자의 관계와 다를 바 없으므로 수급인 또는 그 피용인의 불법행위로 인한 손해에 대하여 도급인은 민법 제756조에 의한 사용자책임을 면할 수 없고 이러한 이치는 하도급의 경우에도 마찬가지인바, 사용자 및 피용자 관계 인정의 기초가 되는 도급인의 수급인에 대한 지휘 감독은 건설공사의 경우에는 현장에서 구체적인 공사의 운영 및 시행을 직접 지시 지도하고 감시 독려함으로써 시공 자체를 관리함을 말하는 것이고, 단순히 공사의 운영 및 시공의 정도가 설계도 또는 시방서대로 시행되고 있는가를 확인하여 공정을 감독하는 데에 불과한 이른바 감리는 여기에 해당하지 않는다. 나. 타인의 건물에 인접한 대지 위에서 빌딩 신축을 위한 지하굴착공사를 하다가 위 건물 전체에 균열이 생기게 하는 등 손해를 가한 경우에 있어 위 공사의 도급계약 체결 당시 수급인의 현장대리인이 공사현장에서 도급인의 현장감독관의 감독 또는 지시에 따라 공사에 관한 모든 사항을 처리하고, 위 현장감독관은 공사의 대행을 지휘, 감독하고 공사에 사용될 재료 또는 공작물을 검사, 시험하며, 수급인은 재해 방지를 위하여 필요하다고 인정할 때에는 미리 도급인의 현장감독관의 의견을 들어 임기의 조치를 취하기로 하는 등의 약정을 하였고, 위 약정에 따라 도급인의 현장감독관이 공사현장에 상주하면서 구체적인 공사를 직접 지휘, 감독하였다면, 도급인은 단순히 감리의 권한만을 유보한 취지라고는 보기 어렵고, 더구나 기존건물에 인접하여 지하굴착공사를 하는 경우 그 공사과정에서 생기는 진동이나 토압 붕괴로 인하여 인접건물에 피해를 줄 우려가 많음은 도급인으로서는 능히 예견할 수 있는 일이므로 그 사고 방지를 위한 조치는 당연히 도급인이 지정한 현장감독관의 지휘 감독업무에 속한다고 할 것이며, 위와 같은 도급계약에서 정한 도급인의 수급인에 대한 지휘 감독권한을 특별한 사정이 없는 한 그 하수급인이나 노무수급인에게도 미치기로 한 것이라고 봄이 타당하므로, 이들의 불법행위로 사고가 발생한 것이라면 도급인에게 사용자책임을 물을 수 있다고 한 사례.[68]

### 손해산정
- 불법행위로 인하여 사망한 피해자가 입은 일실이익손해는 원칙적으로 손해가 발생한 불법행위 당시의 수익금액을 기준으로 삼아 산정하여야 할 것이지만, 그 후 사실심의 변론종결시까지 사이에 일실이익의 기초가 되는 소득이 인상되었을 때에는 그 이후의 일실이익손해는 사실심의 변론종결시에 가장 가까운 소득을 기준으로 삼아 산정하여야 하고 이와 같은 손해는 불법행위로 인한 통상의 손해에 해당한다[69]

### 운전자 주의의무
- 편도 1차선의 도로를 주행중 도로상의 장애물을 피하기 위하여 반대차선을 침범해야 할 필요가 있는 경우에 운전자는 전방을 잘 살펴 마주오는 차량이 있는지 여부를 확인해야 함은 물론 그 장소가 비록 추월이 금지된 곳이라 하더라도 만약의 경우에 대비하여 후사경을 통한 후방의 교통상황도 충분히 살펴 깜박이등을 켜고 서행하면서 진입하여야 할 주의의무가 있다.[70]

- 원심판결 이유에 의하면 원심은 그 증거에 의하여, 이 사건 사고가 난 도로는 편도 2차선의 자동차전용도로이고 사고지점 오른쪽에 있는 높이 7 내지 8미터의 축대 위에 인가가 밀집되어 있던 그 인가에서 흘러내려 온 생활오수 등이 얼어붙으면서 위 도로 2차선에 폭 약 4미터, 길이 약 50미터의 빙판이 형성되어 있었는데도 피고가 미리 위 인가에서 생활오수가 도로에 흘러내리지 않도록 배수시설을 갖추든가, 기온의 강하에 따른 도로의 상태를 점검하여 빙판이 생기지 아니하도록 조치를 취하고 빙판이 생기더라도 곧 이를 제거하거나 모래를 뿌리고 위험표지판을 세워 그 도로를 통행하는 운전자에게 주의를 환기시키는 등의 의무가 있다 할 것인데 이러한 조치를 취하지 아니한 위 도로의 설치, 관리상의 하자로 인하여 이 사건 사고가 발생하였다고 판단하였는바 기록에 비추어 원심의 판단은 수긍이 되고 거기에 지적하는 바와 같은 법리의 오해나 채증법칙 위배, 심리미진의 위법이 없다.[71]

- 가. 공작물인 도로의 설치보존상의 하자는 도로의 위치 등 장소적인 조건,도로의 구조, 교통량, 사고시에 있어서의 교통사정 등 도로의 이용상황과 그본래의 이용목적 등 제반 사정과 물적 결함의 위치, 형상 등을 종합적으로 고려하여 사회통념에 따라 구체적으로 판단하여야 할 것인바, 도로의 설치 후 제3자의 행위에 의하여 그 본래의 목적인 통행상의 안전에 결함이 발생된 경우에는 도로에 그와 같은 결함이 있다는 것만으로 성급하게 도로의 보존상 하자를 인정하여서는 안되고, 당해 도로의 구조, 장소적 환경과 이용상황 등 제반 사정을 종합하여 그와 같은 결함을 제거하여 원상으로 복구할 수 있는데도 이를 방치한 것인지 여부를 개별적, 구체적으로 심리하여 하자의 유무를 판단하여야 할 것이다. 나. 트럭 앞바퀴가 고속도로상에 떨어져 있는 자동차 타이어에 걸려 중앙분리대를 넘어가 사고가 발생한 경우에 있어서 한국도로공사에게 도로의 보존상하자로 인한 손해배상책임을 인정하기 위하여는 도로에 타이어가 떨어져 있어 고속으로 주행하는 차량의 통행에 안전상의 결함이 있다는 것만으로 족하지 않고, 위 공사의 고속도로 안전성에 대한 순찰 등 감시체제, 타이어의 낙하시점, 위 공사가 타이어의 낙하사실을 신고받거나 직접 이를 발견하여 그로 인한 고속도로상의 안전성 결함을 알았음에도 사고방지조치를 취하지 아니하고 방치하였는지 여부, 혹은 이를 발견할 수 있었음에도 발견하지 못하였는지 여부 등 제반 사정을 심리하여 고속도로의 하자 유무를 판단하였어야 함에도 이에 이르지 않은 채 위 공사의 손해배상책임을 인정한 원심판결을 파기한 사례.[72]

### 사실심의 전권
- 가. 불법행위로 인한 손해배상청구사건에서 과실상계사유에 관한 사실인정이나 그 비율을 정하는 것은 그것이 형평의 원칙에 비추어 현저히 불합리하다고 인정되지 아니하는 한 사실심의 전권사항에 속한다. 나. 보험회사가 공동불법행위관계의 일방당사자 갑의 보험자로서 그를 대위하여 피해자에게 그에 대한 손해배상채무액 해당금을 보험금으로 지급할 당시 피해자가 보험회사로부터 손해배상금 명목으로 기왕의 치료비 부담액을 제외한 손해배상채무액의 일부를 수령하면서 가해자측인 갑과 을에 대한 일체의 손해배상채권을 포기하기로 하는 내용의 합의를 하였다면, 피해자가 받아야 할 손해배상액은 위 합의약정 내용에 따라 받은 손해배상채무액의 일부금에다 이와 별도로 병원측에 부담한 치료비를 합산한 금액으로 확정되어 그 채무액 전부가 보험회사의 출재로 인하여 소멸한 것으로 보아야 할 것이고, 따라서 보험회사가 위 보험금의 지급에 따라 다른 공동불법행위 당사자인 을에 대하여 구상권을 행사할 수 있는 범위는, 위 공동면책이 이루어진 전채무액(치료비 부담액과 합의 당시 실제로 지급한 금액의 합산액)을 기준으로 하여 그에 대한 을의 부담부분으로서 그 과실비율에 상응한 금액으로 결정함이 공평의 견지에 비추어 옳다고 한 사례.[73]

### 미성년자에 대한 부모의 책임
- 미성년자가 책임능력이 있어 그 스스로 불법행위책임을 지는 경우에도 그 손해가 당해 미성년자의 감독의무자의 의무위반과 상당인과관계가 있으면 감독의무자는 일반불법행위자로서 손해배상책임이 있고 이 경우에 그러한 감독의무위반사실 및 손해발생과의 상당인과관계의 존재는 이를 주장하는 자가 입증하여야 한다.[74]

### 사용자책임
가. 고의 또는 과실로 인한 위법행위로 타인에게 직접 손해를 가한 피용자 자신의 손해배상의무와 그 사용자의 손해배상의무는 별개의 채무일 뿐만 아니라 불법행위로 인한 손해의 발생에 관한 피해자의 과실을 참작하여 과실상계를 한 결과 피용자와 사용자가 피해자에게 배상하여야 할 손해액의 범위가 각기 달라질 수 있다.
나. 불법행위를 저지른 피용자 본인은 내세울 수 없는 사정을 참작하여 사용자가 배상하여야 할 손해의 금액을 감할 수 있도록 과실상계를 허용하는 취지는, 궁극적으로 피용자 본인이 손해를 배상할 자력이 없는 경우 피해자와 사용자 사이에 그로 인한 손해를 공평 타당하게 분담하도록 하려는 데 있으므로, 피용자 본인이 손해액의 일부를 변제한 경우에는 그 변제금 중 사용자의 과실비율에 상응하는 만큼은 사용자가 배상하여야 할 손해액의 일부로 변제된 것으로 봄이 상당하고, 따라서 사용자의 손해배상책임이 그 범위 내에서는 소멸되는 것으로 보아야 한다.

### 태아의 불법행위
태아도 손해배상청구권에 관하여는 이미 출생한 것으로 보는바, 부가 교통사고로 상해를 입을 당시 태아가 출생하지 아니하였다고 하더라도 그 뒤에 출생한 이상 부의 부상으로 인하여 입게 될 정신적 고통에 대한 위자료를 청구할 수 있다.

### 정신적 고통
- 임차인이 거주하는 원고소유의 주택이 2차에 걸쳐 파손되다가 급기야 신축건물의 5층 옥탑이 무너져 그 벽돌이 원고 주택의 지붕과 거실, 천정까지 파손하는 사고를 입는 등 계속적인 손해를 입는 상황이었으므로, 원고가 거주하지 않고 있어도 가옥파괴와 세입자의 생명, 신체, 재산침해에 대한 불안으로 인하여 정신적 고통이 있었을 것임은 경험칙상 능히 인정된다[78]

- 사용자가 강행규정인 노동조합법 제39조 소정의 불이익취급금지규정을 위반하여 근로자를 부당하게 해고하거나 불이익처분을 함으로써 당해 해고 등이 무효인 경우에 있어서 사용자가 그러한 불이익처분을 함에 있어서 내세우는 사유가 표면상의 사유에 불과하고 실질적으로는 근로자가 정당한 노동조합활동을 한 것을 이유로 근로자를 사업장에서 배제하려는 의도하에 일부러 어떤 표면상의 해고사유 등을 내세워 징계라는 수단을 동원하여 해고 등의 불이익처분이 이루어진 경우처럼 그러한 징계권의 남용이 우리의 건전한 사회통념이나 사회상규상 도저히 용인될 수 없음이 분명한 경우에 있어서는 그 해고 등 불이익처분의 효력이 부정되는 데 그치는 것이 아니라 위법하게 상대방에게 정신적 고통을 가하는 것이 되어 근로자에 대한 관계에서 불법행위를 구성할 수 있다.[79]

### 인과관계
전력수급계약 해제 이후에도 전선을 절단하는 등의 방법으로 단전조치를 하지 않은 한전에 과실이 있다 할지라도 높이 8m의 고압전선에 앉은 새를 철근으로 맞추려다 감전당한 피해자의 손해와의 사이에 상당인과관계가 있다고 할 수 없다.

### 운전자 주의의무
- 카고트럭 운전사인 갑이 위 트럭을 운행중 사고지점에 이르러 뒤따라 오던 을에게 정확한 도착지를 확인하기 위하여 위 카고트럭을 시동을 끄지 않고 비상점멸등을 켜 놓은 채 도로 우측에 정차한 후 그 뒤쪽 2미터 지점에 정차한 을 운전의 화물트럭 운전대로 가서 행선지를 확인하는 순간 병 운전의 오토바이가 달려오므로 갑은 가지고 있던 손전등으로 위 트럭들을 피하여 가도록 신호를 하였으나 병이 전방주시를 게을리 하여 위 카고트럭을 충격함으로써 사고가 발생한 경우 갑은 위 카고트럭의 운행에 관하여 주의를 게을리 하지 아니하였다고 할 것이다.[81]

### 처분행위 불법행위
- 취득시효가 완성된 토지에 관한 소유자의 처분행위가 불법행위가 되기 위하여는 소유자가 시효취득 사실을 알았거나 알 수 있어야 할 것인바, 특별한 사정이 없는 한 부동산에 관한 시효취득이 완성된 후에 그 시효취득을 주장하거나 이로 인한 소유권이전등기청구를 하기 이전에는 부동산 소유자로서는 그 시효취득 사실을 알 수 없는 것이라고 보아야 한다.[82]

### 명예훼손
- 가. 국가기관이 행정목적달성을 위하여 언론에 보도자료를 제공하는 등 이른바 행정상 공표의 방법으로 실명을 공개함으로써 타인의 명예를 훼손한 경우, 그 공표된 사람에 관하여 적시된 사실의 내용이 진실이라는 증명이 없더라도 국가기관이 공표 당시 이를 진실이라고 믿었고 또 그렇게 믿을 만한 상당한 이유가 있다면 위법성이 없는 것이고, 이 점은 언론을 포함한 사인에 의한 명예훼손의 경우에서와 마찬가지이다. 나. 위 "가"항의 경우 상당한 이유의 존부의 판단에 있어서는, 실명공표 자체가 매우 신중하게 이루어져야 한다는 요청에서 비롯되는 무거운 주의의무와 공권력의 광범위한 사실조사능력, 공표된 사실이 진실하리라는 점에 대한 국민의 강한 기대와 신뢰, 공무원의 비밀엄수의무와 법령준수의무 등에 비추어, 사인의 행위에 의한 경우보다는 훨씬 더 엄격한 기준이 요구된다 할 것이므로, 그 사실이 의심의 여지없이 확실히 진실이라고 믿을 만한 객관적이고도 타당한 확증과 근거가 있는 경우가 아니라면 그러한 상당한 이유가 있다고 할 수 없다. 다. 지방국세청 소속 공무원들이 통상적인 조사를 다하여 의심스러운 점을 밝혀 보지 아니한 채 막연한 의구심에 근거하여 원고가 위장증여자로서 국토이용관리법을 위반하였다는 요지의 조사결과를 보고한 것이라면 국세청장이 이에 근거한 보도자료의 내용이 진실하다고 믿은 데에는 상당한 이유가 있다고 할 수 없다.[83]

### 고객에 대한 보호의무
증권회사의 임직원이 강행규정에 위반된 이익보장으로 투자를 권유하였으나 투자결과 손실을 본 경우에 투자가에 대한 불법행위책임이 성립되기 위하여는, 이익보장 여부에 대한 적극적 기망행위의 존재까지 요구하는 것은 아니라 하더라도, 적어도 거래경위와 거래방법, 고객의 투자상황(재산상태, 연령, 사회적 경험 정도 등, 거래의 위험도 및 이에 관한 설명의 정도 등을 종합적으로 고려한 후, 당해 권유행위가 경험이 부족한 일반 투자가에게 거래행위에 필연적으로 수반되는 위험성에 관한 올바른 인식형성을 방해하거나 또는 고객의 투자상황에 비추어 과대한 위험성을 수반하는 거래를 적극적으로 권유한 경우에 해당하여, 결국 고객에 대한 보호의무를 저버려 위법성을 띤 행위인 것으로 평가될 수 있는 경우라야 한다.

### 의료행위
- 가. 일반적으로 의사는 환자에게 수술 등 침습을 가하는 과정 및 그 후에 나쁜 결과 발생의 개연성이 있는 의료행위를 하는 경우 또는 사망 등의 중대한 결과 발생이 예측되는 의료행위를 하는 경우에 있어서 응급환자의 경우나 그 밖에 특단의 사정이 없는 한 진료계약상의 의무 내지 위 침습 등에 대한 승낙을 얻기 위한 전제로서 당해 환자 또는 그 가족에게 질병의 증상, 치료방법의 내용 및 필요성, 발생이 예상되는 위험 등에 관하여 당시의 의료수준에 비추어 상당하다고 생각되는 사항을 설명하여 당해 환자가 그 필요성이나 위험성을 충분히 비교하여 그 의료행위를 받을 것인가 여부를 선택할 수 있도록 하는 의무가 있다. 나. 의사가 위 "가"항의 설명의무를 위반한 채 수술 등을 하여 환자에게 사망 등의 중대한 결과가 발생한 경우에 있어서, 환자측에서 선택의 기회를 잃고 자기결정권을 행사할 수 없게 된 데 대한 위자료만을 청구하는 경우에는 의사의 설명결여 내지 부족으로 선택의 기회를 상실하였다는 사실만을 입증함으로써 족하고, 설명을 받았더라면 사망 등의 결과는 생기지 않았을 것이라는 관계까지 입증할 필요는 없으나, 그 결과로 인한 모든 손해를 청구하는 경우에는 그 중대한 결과와 의사의 설명의무 위반 내지 승낙취득과정에서의 잘못과의 사이에 상당인과관계가 존재하여야 하며, 그 경우 의사의 설명의무의 위반은 환자의 자기결정권 내지 치료행위에 대한 선택의 기회를 보호하기 위한 점에 비추어 환자의 생명 신체에 대한 의료적 침습 과정에서 요구되는 의사의 주의의무 위반과 동일시 할 정도의 것이어야 한다.[85]

### 미성년자에 대한 책임
- 가. 민법 제755조에 의하여 책임능력 없는 미성년자를 감독할 법정의 의무있는 자 또는 그에 갈음하여 무능력자를 감독하는 자가 지는 손해배상책임은 그 미성년자에게 책임이 없음을 전제로 하여 이를 보충하는 책임이고, 그 경우에 감독의무자 자신이 감독의무를 해태하지 아니하였음을 입증하지 아니하는 한 책임을 면할 수 없는 것이나, 반면에 미성년자가 책임능력이 있어 그 스스로 불법행위책임을 지는 경우에도 그 손해가 당해 미성년자의 감독의무자의 의무위반과 상당인과관계가 있으면 감독의무자는 일반불법행위자로서 손해배상책임이 있다. 나. 학교의 교장이나 교사가 학생을 보호·감독할 의무는 교육법에 따라 학생들을 친권자 등 법정감독의무자에 대신하여 감독을 하여야 하는 의무로서 학교 내에서의 학생의 전 생활관계에 미치는 것은 아니고 학교에서의 교육활동 및 이에 밀접 불가분의 관계에 있는 생활관계에 한하고, 그 의무의 범위 내의 생활관계라고 하더라도 교육활동의 때, 장소 / 가해자의 분별능력 / 가해자의 성행 / 가해자와 피해자의 관계, 기타 여러 사정을 고려하여 사고가 학교생활에서 통상 발생할 수 있다고 하는 것이 예측되거나 또는 예측가능성이 있는 경우에만 교장이나 교사는 보호감독의무위반에 대한 책임을 지고, 위의 예측가능성에 대하여서는 교육활동의 때, 장소 / 가해자의 분별능력 / 가해자의 성행 / 가해자와 피해자와의 관계, 기타 여러 사정을 고려하여 판단할 필요가 있다.[86]

- 지입회사와 지입차주 사이에 단순한 차량의 권리위탁관계 외에 업무상의 지휘, 감독관계도 존재하여 민법 제756조의 사용자 관계가 인정된다고 하더라도, 지입회사와 지입차량의 양수인 사이에 위와 같은 사용자 관계를 인정할 수 있으려면 위 양수인이 전 지입차주와의 사이에서 지입차량을 양수한 것만으로 부족하고 지입회사와 사이에서 전 지입차주의 지입계약상의 지위를 승계하거나 새로이 지입계약을 체결함으로써 실제로 지입회사가 위 양수인을 지휘, 감독할 수 있는 지위에 있음이 인정되어야 한다.[87]

- 원고가 원판시 형사사건에서 유죄판결을 받지 않았다 하더라도 피고의 허위진술로 유죄의 판결을 받을지도 모를 위험에 노출되었다 할 것이므로 피고의 판시 위증으로 인하여 원고가 정신적 고통을 받았을 것임은 경험칙상 인정할 수 있다. 같은 취지에서 원심이 원고의 위자료 청구를 인용한 것은 수긍이 가고 거기에 소론과 같은 법리오해의 위법이 없다. 논지는 이유 없다.[88]

### 명예훼손
- [1] 비방광고들로 인한 피해를 최소한으로 줄이기 위하여 광고들이 실렸던 일간지마다 동일한 크기의 대응광고를 게재할 필요가 있었다면, 그 비용도 비방광고들로 인하여 입은 손해이다. [2] 비방광고로 인하여 인격과 명예, 신용 등이 훼손됨으로써 분유제조업체인 피해 회사가 입은 손해의 종류와 성격, 피해 회사의 지명도와 영업의 신용도, 피해 회사의 규모 및 영업실적, 비방광고의 허위성의 정도와 비방성의 강도, 비방광고 행태 전반에서 드러나는 악의성의 정도, 조제분유 제품을 선택하는 소비자들의 보수성, 부정적 광고가 미치는 영향의 즉각성과 지속성, 부정적 영향으로부터 회복함이 곤란한 점, 부정적 광고에 대하여 효율적인 구제수단인 사죄광고가 허용되지 아니하는 점, 비방광고 회사의 규모와 재산 정도 등 여러 사정을 참작하여 그 손해액을 금 300,000,000원으로 정한 원심판결을 수긍한 사례. [3] 인격권은 그 성질상 일단 침해된 후의 구제수단(금전배상이나 명예회복 처분 등) 만으로는 그 피해의 완전한 회복이 어렵고 손해전보의 실효성을 기대하기 어려우므로, 인격권 침해에 대하여는 사전(예방적) 구제수단으로 침해행위 정지·방지 등의 금지청구권도 인정된다는 이유로 광고중지 청구를 인정한 원심판결을 수긍한 사례.[89]

### 사법제도 오남용
- 수사기관인 사법경찰관이나 검사가 특정의 범죄사실에 관하여 피의자에게 범죄혐의가 있고 유죄의 판결을 받을 가능성이 있는 경우에는 소정의 절차에 의하여 피의자의 구속을 품신하거나 구속하여 공소를 제기할 수 있으므로 객관적으로 보아 사법경찰관이나 검사가 당해 피의자에 대하여 유죄의 판결을 받을 가능성이 있다는 혐의를 가지게 된 데에 상당한 이유가 있는 때에는 후일 재판과정을 통하여 그 범죄사실의 존재를 증명함에 족한 증거가 없다는 이유로 그에 관하여 무죄의 판결이 확정되더라도 수사기관의 판단이 경험칙이나 논리칙에 비추어 도저히 그 합리성을 긍정할 수 없는 정도에 이른 경우에만 귀책사유가 있다.[90]

### 손해
- 가. 법리상 제조업체에 있어서 불법휴무로 인하여 조업을 하지 못함으로써 그 업체가 입는 손해로는, 조업중단으로 제품을 생산하지 못함으로써 생산할 수 있었던 제품의 판매로 얻을 수 있는 매출이익을 얻지 못한 손해와 조업중단의 여부와 관계없이 고정적으로 지출되는 비용(차임, 제세공과금, 감가상각비, 보험료 등)을 무용하게 지출함으로써 입은 손해를 들 수 있다. 나. 위 "가"항의 경우 손해의 배상을 구하는 측에서는 불법휴무로 인하여 일정량의 제품을 생산을 하지 못하였다는 점뿐만 아니라, 생산되었을 제품이 판매될 수 있다는 점까지 입증하여야 할 것이지만, 판매가격이 생산원가에 미달하는 소위 적자제품이라거나 조업중단 당시 불황 등과 같은 특별한 사정이 있어서 장기간에 걸쳐 당해 제품이 판매될 가능성이 없다거나, 당해 제품에 결함 내지는 하자가 있어서 판매가 제대로 이루어지지 않는다는 등의 특별한 사정의 간접반증이 없는 한, 당해 제품이 생산되었다면 그 후 판매되어 당해 업체가 이로 인한 매출이익을 얻고 또 그 생산에 지출된 고정비용을 매출원가의 일부로 회수할 수 있다고 추정함이 상당하다.[91]

### 공무원의 과실
- 등기공무원은 부동산등기법 제55조에 따라 같은 법 제40조에 의하여 등기신청에 첨부된 서류 자체를 검토하고 등기부의 기재와도 대조하여 상호 배치되는 것이 있는지 또는 서류 자체의 양식 등이 관행에 어긋나는 점이 있는지 등을 살펴 그와 같은 잘못이 있는 경우 등기신청을 각하하여야 할 직무상의 심사의무가 있으므로, 첨부된 서류 자체의 기재형식에 의하여 또는 그 기재를 등기부의 기재와 대조하여서 등기공무원으로서의 통상의 주의의무만 기울였어도 그 서류들이 위조되었다는 것을 쉽게 알 수 있었음에도 이를 간과한 채 모두 적법한 것으로 심사하여 등기신청을 각하하지 못하였다면 등기공무원으로서의 통상의 주의의무를 해태하여 형식적 심사의무를 위반한 과실이 있다 할 것이고, 등기공무원에게 이러한 의미의 과실이 있었는지를 판단함에 있어서는 위조되어 제출된 서류들 중 어떠한 부분이 어떻게 위조되었는지, 또 그 위조된 부분이 등기공무원으로서의 통상의 주의의무만 기울였어도 쉽게 발견할 수 있는 정도인지의 여부 등 과실의 내용이 되는 사실이 구체적으로 밝혀져야 하고, 단순히 위조된 서류들에 의하여 등기가 이루어진 후 그 위조사실이 밝혀지면 곧바로 등기공무원에게 과실이 있는 것으로 되는 것은 아니다.[92]

### 주의 의무
- 공기총소유자가 미성년자로서 총포소지허가도 없는 자에게 실탄을 장전한 채 별다른 안전교육도 시키지 아니하고 공기총을 빌려 주어, 위 미성년자와 그의 동료들이 아무렇게나 위 공기총을 다루도록 방치하였다면 이는 공기총오발사고 발생의 한 원인이 되었다고 할 것이므로 그로 인한 손해를 배상할 책임이 있다.[93]

## 보행자의 주의의무
- 도로교통법에 의하면, 보행자는 보도와 차도가 구분된 도로에서는 차도를 횡단하는 때, 도로공사 등으로 보도의 통행이 금지된 때, 그 밖의 부득이한 경우를 제외하고는 언제나 보도를 통행하여야 하고(제8조 제1항), 보도와 차도가 구분되지 않은 도로에서는 도로의 좌측 또는 길 가장자리 구역을 통행하여야 하며(같은 조 제2항), 횡단보도가 설치된 도로에서는 횡단보도를 통행하여야 하고(제10조 제2항), 횡단보도가 설치되어 있지 않은 도로에서는 가장 짧은 거리로 횡단하여야 하며(같은 조 제3항), 횡단보도를 횡단하거나 신호기 또는 경찰공무원 등의 신호 또는 지시에 따라 도로를 횡단하는 경우를 제외하고는 모든 차의 앞이나 뒤로 횡단하여서는 안 되며(같은 조 제4항), 안전표지 등에 의하여 횡단이 금지되어 있는 도로의 부분에서는 그 도로를 횡단하여서는 아니된다(같은 조 제5항)고 하고 있으며, 이에 위반한 경우에 금 50,000원 이하의 벌금이나 구류 또는 과료에 처한다(제114조 제1호)>고 규정하고 있는바, 보행자의 통행방법에 관한 이러한 규정의 위반은 법상의 주의의무위반으로서 타인에 대한 의무위반을 내용으로 하는 것이고, 보행자가 이에 위반하여 사고를 야기케 하였다면 보행자의 그러한 잘못은 불법행위의 성립요건으로서의 과실에 해당하는 것으로 보아야 할 것이다.[94]

### 남소
피고소인이 고소인이 고소한 피의사실로 기소된 후 이에 대하여 무죄의 확정판결을 받은 사실이 있다 하더라도 그 고소가 권리의 남용이었다고 인정되는 고의 또는 중대한 과실에 의한 것이 아닌 이상 불법행위라고 할 수는 없다.

### 사무집행
- 원심은, 피고 회사의 경비원이던 원고 이기동이 1989.6.17. 23:30경 서울 중구 평동 108에 있는 피고 회사의 보영빌딩에서 경비근무를 하던 중, 술에 취한 채 승강기를 타고 내려오는 피고 회사 사원 제1심 공동피고를 위 빌딩 2층 승강기 앞에서 발견하고 그에게 “야, 이 자식아. 근무가 끝났으면 집에 갈 것이지, 술을 먹고 돌아다니느냐.”고 말한 게 발단이 되어 서로 싸우던 중, 제1심 공동피고에게 배를 걷어 차여 넘어지면서 시멘트 바닥에 머리를 부딪침으로써 그 판시 상해를 입은 사실, 제1심 공동피고는 피고 회사 시설과 영선실의 직원으로서 도장작업 등을 담당하고 있었는데, 위 사고일에 상사로부터 “오늘 오후부터 내일까지 보영빌딩 14층과 15층의 내부를 외부업체에 용역을 주어 페인트로 도장하라.”는 지시를 받고 사고일 오후부터 위 빌딩에 남아서 도장작업을 하는 인부들을 감독하게 되었는바, 그 날 21:30경 일단 밖으로 나가 분식점에서 저녁식사를 하면서 소주 한 병을 마신후 23:00경 작업상태를 확인하기 위하여 다시 위 건물 안으로 들어가 보았더니, 인부들이 그날의 작업을 마치고 가버린 후라서 도장작업을 한 14층과 15층 사무실들의 문이 잘 잠겨있는지 여부만 확인한 후 23:30경 승강기를 타고 2층 밖 주차장 쪽으로 나오다가, 마침 심야에 운행되는 승강기를 수상히 여기고 위 2층 승강기 밖에서 기다리고 있던 위 원고를 만나게 되었고, 위와 같이 자극적인 욕설을 듣게 되자 그와 멱살을 잡고 다툰 끝에 이 사건 사고를 일으킨 사실을 인정한 다음, 그렇다면, 제1심 공동피고의 이 사건 폭행행위를 그의 업무집행 자체로 볼 수 없음은 분명하나, 한편 이는 그가 밤늦게까지 도장작업을 감독한 후 그 업무를 마치고 귀가하기 위하여 피고 회사의 승강기를 타고 내려올 때 발생하였고, 또한 그 발생원인도 동인이 밤늦게까지 피고 회사의 사무실에 남아 있었던 사실에 대하여 위 원고가 시비를 걸었기 때문이므로, 위 폭행행위는 그의 사무집행과 관련하여 발생한 것이라고 판단하였는바, 원심의 이러한 판단은 옳고, 거기에 소론과 같은 위법이 있다고 할 수 없으니, 논지들은 모두 이유가 없다.[96]

### 공작물
- 공작물의 설치 또는 보존의 하자로 인하여 타인에게 손해를 가한 때에는 제1차적으로 공작물의 점유자가 손해를 배상할 책임이 있고 공작물의 소유자는 점유자가 손해의 방지에 필요한 주의를 해태하지 아니한 때에 비로소 제2차적으로 손해를 배상할 책임이 있는 것이지만, 공작물의 임차인인 직접점유자나 그와 같은 지위에 있는 것으로 볼 수 있는 사람이 공작물의 설치 또는 보존의 하자로 인하여 손해를 입은 경우에는 소유자가 그 손해를 배상할 책임이 있는 것이고, 이 경우에 공작물의 보존에 관하여 피해자에게 과실이 있다고 하더라도 과실상계의 사유가 될 뿐이다.[97]

### 구출자에 대한 의무
- 원심이 적법하게 사실을 확정한 바와 같이, 성일고등학교 2학년에 재학중이던 망 A, B가 올림픽공원으로 소풍을 갔다가 서울대공원에 놀러가서 그 안에 있는 미술관으로 가기 위하여 위 저수지의 제방위로 걸어가다가 위 망 A가 이끼에 발이 미끄러지면서 저수지에 빠져 허우적거리자 위 망 B가 그를 구출하려고 위 저수지에 뛰어들었다가 함께 익사하였다면, 원심이 피고(서울대공원)가 위 망인들의 가족들인 원고들에게 배상하여야 할 손해(위 망인들이 사망함으로 인하여 그들 자신이나 원고들이 입은)의 금액을 정함에 있어서 위 망인들(A, B)의 과실을 같은 정도로 참작한 것은, 우리들의 건전한 윤리감정이나 사회정의와 형평의 이념에 부합된다고 판단된다.[98]

### 운전자의 의무
- 이 사건 교통사고가 발생한 강원도 인제읍 합강 3리 소재 44번 국도상에 아스팔트가 패여서 생긴 길이 1.2미터, 폭 0.7미터의 웅덩이가 있어서 이곳을 통과하던 소외 합자회사 중부관광여행사 소속 관광버스가 이를 피하기 위하여 중앙선을 침범운행한 과실로 마주오던 타이탄 화물트럭과 충돌하여 이 사건 교통사고가 발생하였는바, 피고(국가)는 위 도로의 관리책임자로서 위 도로를 주행하는 차량들의 안전운행을 위하여 도로상태의 안전점검을 철저하게 하였어야 함에도 불구하고 이를 게을리 하여 위와 같은 웅덩이를 방치함으로써 이 사건 교통사고의 발생에 한 원인을 제공하였으므로, 피고는 위 소외 회사(중부관광여행사)와 공동불법행위자로서 손해배상책임이 있다는 원심의 인정판단은 정당하고 거기에 소론과 같은 법리오해의 위법은 없다.[99]

### 공동불법행위
- 국가배상법 제2조 제1항 단서에 의하면 군인, 군무원 등이 직무집행과 관련하는 행위 등으로 인하여 전사·순직 또는 공상을 입은 경우에 다른 법령의 규정에 의하여 재해보상금, 유족연금, 상이연금 등의 보상을 지급받을 때에는 국가배상법 또는 민법의 규정에 의한 손해배상청구를 할 수 없도록 규정하고 있으므로 이들이 직접 국가에 대하여 손해배상청구권을 행사할 수 없음은 물론 국가와 공동불법행위의 책임이 있는 자가 그 배상채무를 이행하였음을 이유로 국가에 대하여 구상권을 행사하는 것도 허용되지 않는다고 할 것이다. 그리고 국가배상법 제2조 제1항 본문은 국가 또는 지방자치단체가 자동차손해배상보장법의 규정에 의하여 손해배상의 책임이 있는 때에는 이 법에 의하여 그 손해를 배상하여야 한다고 규정하고 있으므로 위 국가배상법 제2조 제1항 단서의 규정은 국가나 지방자치단체가 그 소유의 자동차사고로 인하여 책임을 지게 되는 경우에도 마찬가지라 할 것이다.[100]

### 공동불법행위자의 구상권
공동의 불법행위로 피해자에게 가한 손해를 연대하여 배상할 책임이 있는 공동불법행위자 중의 1인과 체결한 보험계약에 따라 보험자가 피해자에게 그 손해배상금을 보험금액으로 모두 지급함으로써 공동불법행위자들이 공동면책된 경우에, 보험금액을 지급한 보험자는 상법 제682조 소정의 보험자대위에 의하여 그 공동불법행위자가 공동면책됨으로써 다른 공동불법행위자의 부담부분에 대하여 행사할 수 있는 구상권을 취득한다.

### 인과관계
- 피해자들이 소유자를 사칭한 자 등과 매매계약을 체결하고 계약금 명목의 금원을 지급할 당시에는 동사무소 담당직원의 직무상의 과실이 개재되지 아니하였다면, 특단의 사정이 없는 한 위 동사무소 담당직원의 직무상의 과실과 피해자들의 계약금 상당의 손해 사이에는 상당한 인과관계가 있다고 단정할 수 없다[102].

소유자를 사칭한 자 등이 진정한 소유자의 개인별 주민등록표와 송부전을 위조하여 동사무소에 우송하자, 동사무소의 담당직원이 확인의무를 다하지 아니한 과실로 위조된 주민등록표를 그대로 접수하여 동사무소에 비치하였고, 이에 기하여 허위의 인감증명서를 발급함으로써 피해자들이 매매로 인한 중도금 명목의 금원을 지급하게 되었다면, 동사무소 담당직원의 직무상의 과실과 피해자들의 그와 같은 손해와는 상당한 인과관계가 있다.

### 사무집행의 의미
- 민법 제756조에 규정된 사용자책임의 요건인 “사무집행에 관하여"라는뜻은 피용자의 불법행위가 외형상 객관적으로 사용자의 사업활동 내지 사무집행행위 또는 그와 관련된 것이라고 보일 때에는 행위자의 주관적 사정을 고려함이 없이 이를 사무집행에 관하여 한 행위로 본다는 것이다[104].

- 사적인 전화를 받던 레스토랑 종업원이 지배인으로부터 욕설과 구타를 당한 후 레스토랑을 나가 약 8시간 동안 배회하다가 과도를 사 가지고 레스토랑에 들어왔는데 다시 지배인으로부터 욕설과 구타를 당하자 이에 대항하여 지배인을 과도로 찔러 사망에 이르게 한 경우, 종업원의 위 불법행위가 레스토랑의 영업시간 중에 사용자의 사업장소에서 이루어진 것이기는 하나, 그 종업원은 사용자에게 고용되어 담당하게 된 사무의 집행과는 관련이 없이 자기 개인의 인격과 신체에 대한 침해행위에 대항하여 살해행위를 저질렀다고 봄이 상당하고, 종업원의 위 불법행위를 외형적, 객관적으로 보아도 이를 사용자의 사무집행과 관련된 행위로 볼 수는 없다고 한 사례.[105]

### 영조물 하자로 인한 무과실책임
국가배상법 제5조 소정의 영조물의 설치·관리상의 하자로 인한 책임은 무과실책임이고 나아가 민법 제758조 소정의 공작물의 점유자의 책임과는 달리 면책사유도 규정되어 있지 않으므로, 국가 또는 지방자치단체는 영조물의 설치·관리상의 하자로 인하여 타인에게 손해를 가한 경우에 그 손해의 방지에 필요한 주의를 해태하지 아니하였다 하여 면책을 주장할 수 없다. 영조물의 설치 또는 관리상의 하자로 인한 사고라 함은 영조물의 설치 또는 관리상의 하자만이 손해발생의 원인이 되는 경우만을 말하는 것이 아니고, 다른 자연적 사실이나 제3자의 행위 또는 피해자의 행위와 경합하여 손해가 발생하더라도 영조물의 설치 또는 관리상의 하자가 공동원인의 하나가 되는 이상 그 손해는 영조물의 설치 또는 관리상의 하자에 의하여 발생한 것이라고 해석함이 상당하다.

### 민법 제758조의 제1항의 점유자의 의미
8.가. 계량기에 대하여 가스사용자의 점유를 전혀 부정할 수는 없다고 하더라도 / 가스공급업자도 또한 가스사용자와 함께 계량기에 대하여 직접 지배하면서 이를 점유관리하고 있었다 할 것이고, 오히려 계량기의 보수, 관리에 관련하는 한에 있어서는 가스사용자보다도 가스공급업자가 보다 직접적, 구체적인 지배를 하였다고 할 것이므로 / 가스공급업자는 민법 제758조 제1항 소정의 점유자에 해당한다고 할 것이다.

### 민법 제763조의 피해자에 포함되는 자
민법 제763조, 제396조 소정의 피해자의 과실에는, 피해자 본인의 과실만이 아니라, 사회공평의 이념상 피해자와 신분상 내지는 생활상 일체로 볼 수 있는 관계에 있는 자의 과실도 이른바 피해자측의 과실로 포함된다.

### 생활방해
의료법인이 운영하는 종합병원의 부지와 인근 주민들이 거주하는 연립주택의 부지는 모두 도시계획법에 의하여 일반상업지역으로 지정된 지역 내에 위치하고 있기는 하지만, 그 지역의 현황은 상가 등 근린생활시설과 주택이 혼재하여 있고, 그 연립주택의 전면이 그 병원의 부지 쪽을 향하여 건축된 다음 상당한 기간이 지난 후에 그 병원이 건축되었으며 그 연립주택 부지와 병원 부지 사이의 경계로부터 그 병원의 3층 산부인과 입원실의 연립주택 쪽 창문까지의 직선거리는 차면시설의무가 있는 법정 거리인 2m에 미치지 못하는 경우, 비록 그 병원이 그 부지의 도시계획상 용도에 적합한 시설이고 그 병원과 같은 종합병원은 공익시설이며 이를 운영함에 있어서 응급실과 영안실의 설치가 필수적이라고 하더라도 그 병원 및 연립주택의 현황과 그 위치한 지역의 형태, 토지 이용의 선후 관계, 의료법인으로서는 그 병원의 운영에 지장을 초래하지 않는 범위 내에서 인근 주민들의 생활방해를 방지하거나 감소시키기 위한 조치를 할 수 있었을 것으로 보이는 점 등 제반 사정에 비추어 볼 때, 의료법인이 그와 같은 조치를 하지 아니함으로써 발생한 생활방해는 인근 주민들에게 사회통념상 요구되는 수인의 한도를 넘은 것이라고 봄이 상당하다.

### 운전자의 주의의무
도로교통법상 차량의 안전지대 횡단은 일반적으로 금지되어 있으므로 안전지대의 표시에도 불구하고 차량의 안전지대 횡단이 특별히 허용되고 있었던 사정이 인정되지 않는 한 안전지대 옆을 통과하는 차량의 운전자로서는 그 부근을 운전하는 다른 차량이 그 안전지대를 횡단하여 자기 차량의 진로 앞에 달려드는 일이 없으리라고 신뢰하는 것은 당연한 것이므로, 운전자에게 그 안전지대를 횡단하여 오는 차량이 있을 것을 미리 예상하고 운전할 업무상 주의의무를 기대할 수는 없다.

### 공작물의 설치 또는 보존상의 하자
민법 제758조 제1항 소정의 공작물의 설치 또는 보존상의 하자라 함은 공작물이 그 용도에 따라 통상 갖추어야 할 안전성을 갖추지 못한 상태에 있음을 말하는 것으로서, 이와 같은 안전성의 구비 여부를 판단함에 있어서는 당해 공작물의 설치보존자가 그 공작물의 위험성에 비례하여 사회통념상 일반적으로 요구되는 정도의 방호조치의무를 다하였는지의 여부를 기준으로 삼아야 한다. 지게차 자체에 물적 하자가 있는 것이 아니고 그 용도로 사용되는 한 그 위험성이 높다고 할 수 없으므로, 그 관리자가 지게차의 위험성에 비례하여 사회통념상 일반적으로 요구되는 정도의 위험방지 조치를 다하지 않았다고 보기 어렵다는 이유로 공작물책임을 부정한 원심판단을 수긍한 사례.
14.지입차주가 그 지입된 차량을 직접 운행·관리하면서 화물운송 계약을 체결한 경우에 있어 지입차주가 대외적으로는 그 차량의 소유자인 회사의 위임을 받아 운행·관리를 대행하는 지위에 있는 것이므로, 그 운행·관리에 관한 행위의 법률상 효과는 지입회사에 귀속되는 것이고 운임 등 경제적 이익이 지입차주에게 귀속된다고 하여 법률행위의 효과까지도 그 귀속을 같이할 의도였다고 볼 수는 없을 뿐만 아니라, 지입회사는 그 지입차량의 운전자를 직접 고용하여 지휘·감독을 한 바 없었더라도 객관적으로 지입차량의 운전자를 지휘·감독할 관계에 있는 사용자의 지위에 있다고 할 것이므로, 그 운전자의 과실로 타인에게 손해를 가한 경우에는 사용자책임을 부담한다.
15.[1] 일반적으로 사용자가 피용자의 업무수행과 관련하여 행하여진 불법행위로 인하여 직접 손해를 입었거나 그 피해자인 제3자에게 사용자로서의 손해배상책임을 부담한 결과로 손해를 입게 된 경우에 있어서, 사용자는 그 사업의 성격과 규모, 시설의 현황, 피용자의 업무내용과 근로조건 및 근무태도, 가해행위의 발생원인과 성격, 가해행위의 예방이나 손실의 분산에 관한 사용자의 배려의 정도, 기타 제반 사정에 비추어 손해의 공평한 분담이라는 견지에서 신의칙상 상당하다고 인정되는 한도 내에서만 피용자에 대하여 손해배상을 청구하거나 그 구상권을 행사할 수 있다.
[2] 피용자가 업무수행과 관련한 불법행위로 사용자가 입은 손해 전부를 변제하기로 하는 각서를 작성하여 사용자에게 제출한 사실이 있다고 하더라도, 그와 같은 각서 때문에 사용자가 공평의 견지에서 신의칙상 상당하다고 인정되는 한도를 넘는 부분에 대한 손해의 배상까지 구할 수 있게 되는 것은 아니다.
1.[1] 교통사고의 피해자가 사고로 인한 상해의 후유증으로 노동능력의 일부를 상실하게 됨으로 말미암아 입게 된 일실이익 손해를 피해자의 노동능력상실률을 인정·평가하는 방법에 의하여 산정할 경우, 그 노동능력상실률은 피해자의 연령, 교육 정도, 종전에 종사하였던 직업의 성질 및 경력과 기능의 숙련 정도, 신체적 기능의 장애 정도와 유사한 직종이나 다른 직종으로서의 전업 가능성 및 그 확률, 기타 사회적 경제적인 조건 등을 모두 참작하여 경험칙에 따라 정하여지는 수익상실률이어야 하므로, 법원이 피해자의 노동능력상실률을 정당하게 인정·평가하였다면, 피해자가 사고로 인한 상해로 인한 후유증에도 불구하고 사실심의 변론종결시까지 종전과 같은 직장에서 계속 근무하고 있다 하더라도, 달리 특별한 사정이 없는 한 피해자가 신체적인 기능의 장애로 인하여 아무런 재산상 손해도 입지 않았다고 단정할 수는 없다.
[2] 가해자의 불법행위로 인하여 피해자의 가동능력이 일부나마 상실된 이상 일실퇴직금을 구하는 피해자의 임금 또한 그만큼 감소될 것이고, 그 퇴직금 또한 이와 같이 감소된 임금을 기초로 하여 산정될 것임은 논리상 명백한 것이므로 일실퇴직금을 구하는 피해자가 변론종결 당시 실제로 퇴직하지 않았다고 하더라도, 특단의 사정이 없는 한 그 피해자는 남은 가동능력을 가지고 그 사업장에서 정년까지 근무할 것이라고 보아 노동능력상실률 상당의 일실퇴직금을 인정하는 것이 타당하다.
[1] 불법행위로 인한 손해배상 사건에서 피해자의 일실수입은 사고 당시 피해자의 실제소득을 기준으로 하여 산정할 수도 있고 통계소득을 포함한 추정소득에 의하여 평가할 수도 있는 것이며, 이와 같은 일실수입의 산정은 불확정한 미래 사실의 예측이므로 당해 사건에 현출된 구체적 사정을 기초로 하여 합리적이고 객관성 있는 기대수입을 산정할 수 있으면 족하고 반드시 어느 한 쪽을 정당한 산정 방법이라고 할 수는 없으나, 피해자가 사고 당시 직장에 근무하면서 일정한 수입을 얻고 있는 경우에 있어서, 피해자에 대한 사고 당시의 실제수입을 확정할 수 있는 객관적인 자료가 현출되어 있어 그에 기하여 합리적이고 객관성 있는 기대수입을 산정할 수 있다면 사고 당시의 실제수입을 기초로 일실수입을 산정하여야 하고, 통계소득이 실제수입보다 높다면 사고 당시에 실제로 얻고 있던 수입보다 높은 통계소득만큼 수입을 장차 얻을 수 있으리라는 특수 사정이 인정되는 경우에 한하여 그러한 통계소득을 기준으로 일실수입을 산정할 수 있다.
[2] 실제임금 자료가 현출되어 있는 교량공사 일용근로자의 일실수입은 교량공사 준공 기한까지는 실제소득을 기준으로 산정해야 한다는 이유로, 전 기간의 일실수입을 통계소득인 정부노임단가를 기초로 산정한 원심판결을 파기한 사례.
3.피고(한국도로공사는 고속국도법 제6조 제1항의 규정에 의하여 건설부장관을 대행하여 이 사건 경부고속도로를 관리하여 왔음을 알 수 있는바, 사실관계가 이와 같다면 피고는 민법 제758조 제1항이 정하는 공작물의 점유자에 해당하는 것으로 보아야 할 것이다.
이 사건 고속도로의 추월선에 각목이 방치되어 있었던 것은 공작물 보존의 하자에 해당한다 할 것이고, 또한 피고가 손해의 방지에 필요한 주의를 해태하지 아니하였다고 보기는 어렵다.
4.[1] 공동불법행위자 중의 1인이 피해자로부터 손해배상청구소송을 제기당함에 따라 응소하여 적극적으로 다투었으나 패소함에 따라 그 판결에서 인정된 금원을 손해배상금으로 지급함으로써 공동면책된 때에는, 그것이 부당응소라는 등의 특별한 사정이 없는 한 공동면책된 금액 중 다른 공동불법행위자의 과실비율에 상당하는 금액은 물론이고 그에 대한 공동면책일 이후의 법정이자 및 피할 수 없는 비용 기타의 손해배상을 구상할 수 있는바, 여기서의 피할 수 없는 비용 기타 손해배상에는 소송을 제기당한 공동불법행위자가 피해자에게 지급한 소송비용상환액뿐만 아니라 위 소송을 수행하는 과정에서 지출한 소송비용도 포함되고, 그가 지출한 변호사비용 중에서 변호사보수의소송비용산입에관한규칙에 의한 보수기준, 소속 변호사회의 규약, 소송물가액, 사건의 난이도, 소송 진행과정, 판결결과 등 여러 가지 사정을 참작하여 합리적으로 판단하여 상당하다고 인정되는 범위 내의 금원은 피할 수 없는 비용 기타 손해로서 구상할 수 있다.
[2] 공동불법행위자 중의 1인만이 제소당하여 소송을 수행하고 있던 중에 다른 공동불법행위자가 상소심에 이르러 비로소 보조참가인으로 참가하여 소송을 수행한 경우에는 보조참가가 있은 상소심 이후에 피참가인이 지출한 소송비용은 자신의 권리를 방어하기 위한 것으로서 공동면책을 위한 비용으로 볼 수 없으므로 이를 보조참가를 한 공동불법행위자에 대하여 구상하는 것은 허용되지 않지만, 보조참가를 하기 전의 심급까지 지출한 소송비용은 그 응소가 부당응소라는 등의 특별한 사정이 없는 한 공동면책을 위한 비용으로 보아 이를 다른 공동불법행위자에 대하여 구상할 수 있다.
5.상고이유를 본다.
[1] 제1점에 대하여
원심판결 이유에 의하면, 원심은, 이 사건 화재의 발생 원인이 전기합선이라는 원고의 주장에 대하여, 이에 부합하는 판시 증거를 판시와 같은 이유로 배척하고서 그 밖에 달리 이 사건 화재의 원인이 전기합선이라는 점을 인정할 증거가 없다는 이유로 원고의 위 주장을 배척하였는바, 기록에 의하여 살펴보면, 피고는 이 사건 화재로 인하여 업무상 실화죄로 형사입건되었으나 그 화재 원인을 알 수 없다는 이유로 무혐의 처분을 받은 사실을 인정할 수 있으므로 원심의 위 인정과 판단은 정당한 것으로 여겨지고, 거기에 소론과 같은 채증법칙 위반이나 사실오인의 위법이 있다고 할 수 없다.
[2] 제2점에 대하여
공작물 자체의 설치보존상의 하자에 의하여 직접 발생한 화재로 인한 손해배상책임에 관하여는 민법 제758조 제1항을 적용하고 그 화재로부터 연소한 부분에 대한 손해배상책임에 대하여는 실화책임에관한법률을 적용한다고 해석함이 상당하다.
같은 취지에서 원심이, 이 사건 화재는 피고 경영의 목재소에서 발생하여 목재소 가건물 및 적재된 목재를 태우고 그 불이 피고가 원고 소유의 건물 외벽에 기대어 세워 놓은 미송목재 등을 타고 위로 옮겨 붙은 것인데 그 화재 원인이 밝혀지지 아니하였으므로 위 화재가 피고 소유의 목재소 가건물의 설치보존상의 하자로 인하여 발생하였음을 전제로 하는 원고의 주장은 나머지 점에 관하여 판단할 것이 없이 이유 없다고 배척한 것은 정당하고, 거기에 소론(화재의 발생 후 제3자의 중대한 과실이 개입되어 그 화재가 확대되어 발생한 손해 부분에 대한 배상책임의 판단에 나아가지 않았다는 점과 같은 법리오해의 위법이 없다.
[3] 제3점에 대하여
실화책임에관한법률에서 말하는 중대한 과실이란 '통상인에게 요구되는 정도의 상당한 주의를 하지 않더라도 약간의 주의를 한다면 손쉽게 위법 유해한 결과를 예견할 수 있는 경우임에도 만연히 이를 간과함과 같은 거의 고의에 가까운 현저한 주의를 결여한 상태'를 말하는 것이다.
원심은, 이 사건 화재가 피고 경영의 목재소에서 발생하였다는 것 외에 그 화재가 누구의 어떠한 행위로 발생할 것인지 전혀 밝혀지지 아니한 이 사건에 있어서는 피고의 과실책임을 물을 수 없고, 또 피고가 화재가 발생할 경우의 연소 위험성에 대비하여 원고 소유의 건물 외벽에 기대어 세워둔 피고 소유의 미송목재를 치우지 않았다 하여 이러한 사유만으로 곧 피고에게 중대한 과실이 있었다고 단정할 수도 없다고 판단하였는바, 기록에 비추어 살펴보면, 원심의 위 인정과 판단은 정당하고, 거기에 소론과 같은 채증법칙 위반 및 사실오인의 위법이 없다.
6.[1] 성적 표현행위의 위법성 여부는, 쌍방 당사자의 연령이나 관계, 행위가 행해진 장소 및 상황, 성적 동기나 의도의 유무, 행위에 대한 상대방의 명시적 또는 추정적인 반응의 내용, 행위의 내용 및 정도, 행위가 일회적 또는 단기간의 것인지 아니면 계속적인 것인지 여부 등의 구체적 사정을 종합하여, 그것이 사회공동체의 건전한 상식과 관행에 비추어 볼 때 용인될 수 있는 정도의 것인지 여부 즉 선량한 풍속 또는 사회질서에 위반되는 것인지 여부에 따라 결정되어야 하고, 상대방의 성적 표현행위로 인하여 인격권의 침해를 당한 자가 정신적 고통을 입는다는 것은 경험칙상 명백하다.
[2] 피해자가 엔엠알기기 담당 유급조교로서 정식 임용되기 전후 2, 3개월 동안, 가해자가 기기의 조작 방법을 지도하는 과정에서 피해자의 어깨, 등, 손 등을 가해자의 손이나 팔로 무수히 접촉하였고, 복도 등에서 피해자와 마주칠 때면 피해자의 등에 손을 대거나 어깨를 잡았고, 실험실에서 "요즘 누가 시골 처녀처럼 이렇게 머리를 땋고 다니느냐."고 말하면서 피해자의 머리를 만지기도 하였으며, 피해자가 정식 임용된 후에는 단둘이서 입방식을 하자고 제의하기도 하고, 교수연구실에서 피해자를 심부름 기타 명목으로 수시로 불러들여 위아래로 훑어보면서 몸매를 감상하는 듯한 태도를 취하여 피해자가 불쾌하고 곤혹스러운 느낌을 가졌다면, 화학과 교수 겸 엔엠알기기의 총책임자로서 사실상 피해자에 대하여 지휘·감독관계에 있는 가해자의 위와 같은 언동은 분명한 성적인 동기와 의도를 가진 것으로 보여지고, 그러한 성적인 언동은 비록 일정 기간 동안에 한하는 것이지만 그 기간 동안만큼은 집요하고 계속적인 까닭에 사회통념상 일상생활에서 허용되는 단순한 농담 또는 호의적이고 권유적인 언동으로 볼 수 없고, 오히려 피해자로 하여금 성적 굴욕감이나 혐오감을 느끼게 하는 것으로서 피해자의 인격권을 침해한 것이며, 이러한 침해행위는 선량한 풍속 또는 사회질서에 위반하는 위법한 행위이고, 이로써 피해자가 정신적으로 고통을 입었음은 경험칙상 명백하다.
[3] 이른바 성희롱의 위법성의 문제는 종전에는 법적 문제로 노출되지 아니한 채 묵인되거나 당사자 간에 해결되었던 것이나 앞으로는 빈번히 문제될 소지가 많다는 점에서는 새로운 유형의 불법행위이기는 하나, 이를 논함에 있어서는 이를 일반 불법행위의 한 유형으로 파악하여 행위의 위법성 여부에 따라 불법행위의 성부를 가리면 족한 것이지, 불법행위를 구성하는 성희롱을 고용관계에 한정하여, 조건적 성희롱과 환경형 성희롱으로 구분하고, 특히 환경형의 성희롱의 경우, 그 성희롱의 태양이 중대하고 철저한 정도에 이르러야 하며, 불법행위가 성립하기 위하여는 가해자의 성적 언동 자체가 피해자의 업무수행을 부당히 간섭하고 적대적 굴욕적 근무환경을 조성함으로써 실제상 피해자가 업무능력을 저해당하였다거나 정신적인 안정에 중대한 영향을 입을 것을 요건으로 하는 것이므로 불법행위에 기한 손해배상을 청구하는 피해자로서는 가해자의 성희롱으로 말미암아 단순한 분노, 슬픔, 울화, 놀람을 초과하는 정신적 고통을 받았다는 점을 주장·입증하여야 한다는 견해는 이를 채택할 수 없다. 또한 피해자가 가해자의 성희롱을 거부하였다는 이유로 보복적으로 해고를 당하였든지 아니면 근로환경에 부당한 간섭을 당하였다든지 하는 사정은 위자료를 산정하는 데에 참작사유가 되는 것에 불과할 뿐 불법행위의 성립 여부를 좌우하는 요소는 아니다.
[4] 민법 제756조에 규정된 사용자 책임의 요건인 '사무집행에 관하여'라는 뜻은 피용자의 불법행위가 외형상 객관적으로 사용자의 사업활동 내지 사무집행 행위 또는 그와 관련된 것이라고 보여질 때에는 행위자의 주관적 사정을 고려함이 없이 이를 사무집행에 관하여 한 행위로 본다는 것이고, 외형상 객관적으로 사용자의 사무집행에 관련된 것인지의 여부는 피용자의 본래 직무와 불법행위와의 관련 정도 및 사용자에게 손해 발생에 대한 위험 창출과 방지조치 결여의 책임이 어느 정도 있는지를 고려하여 판단하여야 한다.
[5] 고용관계 또는 근로관계는 이른바 계속적 채권관계로서 인적 신뢰관계를 기초로 하는 것이므로, 고용계약에 있어 피용자가 신의칙상 성실하게 노무를 제공할 의무를 부담함에 대하여, 사용자로서는 피용자에 대한 보수지급의무 외에도 피용자의 인격을 존중하고 보호하며 피용자가 그 의무를 이행하는 데 있어서 손해를 받지 아니하도록 필요한 조치를 강구하고 피용자의 생명, 건강, 풍기 등에 관한 보호시설을 하는 등 쾌적한 근로환경을 제공함으로써 피용자를 보호하고 부조할 의무를 부담하는 것은 당연한 것이지만, 어느 피용자의 다른 피용자에 대한 성희롱 행위가 그의 사무집행과는 아무런 관련이 없을 뿐만 아니라, 가해자의 성희롱 행위가 은밀하고 개인적으로 이루어지고 피해자로서도 이를 공개하지 아니하여 사용자로서는 이를 알거나 알 수 있었다고 보여지지도 아니한다면, 이러한 경우에까지 사용자가 피해자에 대하여 고용계약상의 보호의무를 다하지 아니하였다고 할 수는 없다.
7.[1] 책임능력 있는 미성년자의 불법행위로 인하여 손해가 발생한 경우 그 손해가 미성년자의 감독의무자의 의무위반과 상당인과관계가 있는 경우 감독의무자는 일반불법행위자로서 손해배상의무가 있다.
[2] 사고 당시 18세 남짓한 미성년자가 운전면허가 없음에도 가끔 숙부 소유의 화물차를 운전한 경우, 부모로서는 미성년의 아들이 무면허운전을 하지 못하도록 보호감독하여야 할 주의의무가 있음에도 이를 게을리하여 화물차를 운전하도록 방치한 과실이 있고, 부모의 보호감독상의 과실이 사고 발생의 원인이 되었으므로, 부모들이 피해자가 입은 손해를 배상할 책임이 있다고 판단한 원심판결을 수긍한 사례.
8.[1] 피해자에게 손해배상을 한 공동불법행위자의 다른 공동불법행위자에 대한 구상권은 피해자의 다른 공동불법행위자에 대한 손해배상채권과는 그 발생 원인과 법적 성질을 달리하는 별개의 독립한 권리이므로, 공동불법행위자가 다른 공동불법행위자에 대한 구상권을 취득한 이후에 피해자의 그 다른 공동불법행위자에 대한 손해배상채권이 시효로 소멸되었다고 하여 그러한 사정만으로 이미 취득한 구상권이 소멸된다고 할 수 없다.
[2] 공동불법행위자의 다른 공동불법행위자에 대한 구상권의 소멸시효는 그 구상권이 발생한 시점, 즉 구상권자가 공동면책행위를 한 때로부터 기산하여야 할 것이고, 그 기간도 일반 채권과 같이 10년으로 보아야 한다.
[3] 공제조합이 공동불법행위자 중의 1인과 체결한 공제계약에 따라 그 공동불법행위자를 위하여 직접 피해자에게 배상함으로써 그 공동불법행위자의 다른 공동불법행위자에 대한 구상권을 보험자대위의 법리에 따라 취득한 경우, 공제계약이 상행위에 해당한다고 하여 그로 인하여 취득한 구상권 자체가 상사채권(소멸시효 5년으로 변한다고 할 수 없다.
9.[1] 본인의 승낙을 받고 승낙의 범위 내에서 그의 사생활에 관한 사항을 공개할 경우 이는 위법한 것이라 할 수 없다 할 것이나, 본인의 승낙을 받은 경우에도 승낙의 범위를 초과하여 승낙 당시의 예상과는 다른 목적이나 방법으로 이러한 사항을 공개할 경우 이는 위법한 것이라 아니할 수 없다.
[2] 피해자가 자신을 알아볼 수 없도록 해 달라는 조건하에 사생활에 관한 방송을 승낙하였는데 방영 당시 피해자의 모습이 그림자 처리되기는 하였으나 그림자에 옆모습 윤곽이 그대로 나타나고 음성이 변조되지 않는 등 방송기술상 적절한 조치를 취하지 않음으로써 피해자의 신분이 주변 사람들에게 노출된 사안에서, 피해자의 승낙 범위를 초과하여 승낙 당시의 예상과는 다른 방법으로 부당하게 피해자의 사생활의 비밀을 공개하였다고 하여 불법행위에 의한 손해배상책임을 인정한 사례.
10.[다수의견] 헌법 제29조 제2항, 국가배상법 제2조 제1항 단서의 입법 취지를 관철하기 위하여는, 국가배상법 제2조 제1항 단서가 적용되는 공무원의 직무상 불법행위로 인하여 직무집행과 관련하여 피해를 입은 군인 등에 대하여 위 불법행위에 관여한 일반국민(법인을 포함한다. 이하 '민간인'이라 한다이 공동불법행위책임, 사용자책임, 자동차운행자책임 등에 의하여 그 손해를 자신의 귀책부분을 넘어서 배상한 경우에도, 국가 등은 피해 군인 등에 대한 국가배상책임을 면할 뿐만 아니라, 나아가 민간인에 대한 국가의 귀책비율에 따른 구상의무도 부담하지 않는다고 하여야 할 것이다. 그러나 위와 같은 경우, 민간인은 여전히 공동불법행위자 등이라는 이유로 피해 군인 등의 손해 전부를 배상할 책임을 부담하도록 하면서 국가 등에 대하여는 귀책비율에 따른 구상을 청구할 수 없도록 한다면, 공무원의 직무활동으로 빚어지는 이익의 귀속주체인 국가 등과 민간인과의 관계에서 원래는 국가 등이 부담하여야 할 손해까지 민간인이 부담하는 부당한 결과가 될 것이고(가해 공무원에게 경과실이 있는 경우에는 그 공무원은 손해배상책임을 부담하지 아니하므로 민간인으로서는 자신이 손해발생에 기여한 귀책부분을 넘는 손해까지 종국적으로 부담하는 불이익을 받게 될 것이고, 가해 공무원에게 고의 또는 중과실이 있는 경우에도 그 무자력 위험을 사용관계에 있는 국가 등이 부담하는 것이 아니라 오히려 민간인이 감수하게 되는 결과가 된다., 이는 위 헌법과 국가배상법의 규정에 의하여도 정당화될 수 없다고 할 것이다. 이러한 부당한 결과를 방지하면서 위 헌법 및 국가배상법 규정의 입법 취지를 관철하기 위하여는, 피해 군인 등은 위 헌법 및 국가배상법 규정에 의하여 국가 등에 대한 배상청구권을 상실한 대신에 자신의 과실 유무나 그 정도와 관계없이 무자력의 위험부담이 없는 확실한 국가보상의 혜택을 받을 수 있는 지위에 있게 되는 특별한 이익을 누리고 있음에 반하여 민간인으로서는 손해 전부를 배상할 의무를 부담하면서도 국가 등에 대한 구상권을 행사할 수 없다고 한다면 부당하게 권리침해를 당하게 되는 결과가 되는 것과 같은 각 당사자의 이해관계의 실질을 고려하여, 위와 같은 경우에는 공동불법행위자 등이 부진정연대채무자로서 각자 피해자의 손해 전부를 배상할 의무를 부담하는 공동불법행위의 일반적인 경우와 달리 예외적으로 민간인은 피해 군인 등에 대하여 그 손해 중 국가 등이 민간인에 대한 구상의무를 부담한다면 그 내부적인 관계에서 부담하여야 할 부분을 제외한 나머지 자신의 부담부분에 한하여 손해배상의무를 부담하고, 한편 국가 등에 대하여는 그 귀책부분의 구상을 청구할 수 없다고 해석함이 상당하다 할 것이고, 이러한 해석이 손해의 공평·타당한 부담을 그 지도원리로 하는 손해배상제도의 이상에도 맞는다 할 것이다.
[반대의견] 불법행위법은 피해자의 구제와 손해의 공평·타당한 부담·분배를 그 목적으로 하는 바, 이러한 목적에 입각한 불법행위법의 일반원칙에 따르면 직접 불법행위를 한 자 뿐만 아니라 그 사용자, 자동차운행자 등 손해의 발생에 대하여 일정한 책임이 있는 자들로 하여금 각자 피해자의 손해 전부를 배상할 의무를 부담하게 함으로써 피해자를 두텁게 보호하고, 한편 불법행위로 인한 손해발생에 관한 복수의 책임주체 중 일방이 피해자에게 그 손해를 자신의 귀책부분을 넘어서 배상한 때에는 다른 책임주체에 대하여 그들 사이에서 손해발생에 기여한 정도 등 실질관계에 따라 정하여지는 부담부분을 구상할 수 있도록 함으로써 손해의 공평·타당한 부담·분배를 도모하게 되는 것이다. 이러한 불법행위법의 목적과 일반원칙에 비추어 볼 때, 가해 공무원의 사용자로서의 지위에서 피해 군인 등의 손해발생에 책임이 있는 국가 등의 손해배상의무가 위 헌법 및 국가배상법의 규정에 의하여 배제 또는 면제되었다고 하더라도, 피해자를 보호하기 위해서는 그 손해발생의 다른 책임주체인 민간인의 손해배상의무까지 감축된다고 할 수 없고 그 민간인은 여전히 피해 군인 등의 손해 전부를 배상할 의무가 있는 것이다. 한편, 손해의 공평·타당한 부담·배분을 위해서는 군인 등의 손해를 배상한 민간인이 국가 등에 대하여 구상권을 행사할 수 있다고 해석하여야 한다. 만약 국가 등이 군인 등의 손해 전부를 배상한 민간인에 대한 구상의무까지 부담하지 않는다면, 국가 등은 공무원의 직무행위로 빚어지는 이익의 귀속주체로서 그 손해의 발생에 책임이 있는 경우에도 그 손해 중 민간인과의 관계에서 원래는 자신이 부담함이 마땅한 부분을 민간인에게 전가시킴으로써 재산상 불이익을 주게 될 것인데, 이러한 결과는 공평과 재산권 보장의 정신에 반하고, 그것은 다수의견도 지적하는 바와 같이 위 헌법 및 국가배상법의 규정에 의하여 정당화될 수는 없기 때문이다.
[보충의견] 다수의견은 공동불법행위자의 책임에 관하여 피해자를 두텁게 보호하기 위하여 그동안 우리의 지배적 학설과 판례가 취하여 온, 공동불법행위자는 각자 손해 전부에 대한 배상의무를 부담한다는 원칙은 여전히 타당하다고 보지만, 법률에 의하여 보장되는 국가보상청구권제도에 의하여 피해자의 구제가 확실해 보이는 이 사건과 같은 경우에 민간인이 국가에 대하여 구상권을 행사할 수 없다고 봄으로 인하여 민간인이 부당한 손해를 입을 수 있는 위험을 방지하기 위하여 앞에서 본 바와 같은 특별한 사정을 기초로 예외적으로 공동불법행위자인 민간인의 손해배상의무를 제한하려는 것이므로, 이로 인하여 불법행위제도에 의한 피해자 보호의 취지가 특별히 훼손된다거나 불법행위로 인한 피해자의 구제에 관하여 일관성 없는 차별적 처리를 초래할 위험이 있다고 볼 수는 없으며, 민간인의 손해배상의무가 제한된다고 보는 것은 피해자가 누구로부터 먼저 배상이나 보상을 받느냐에 따라 민간인이 최종적으로 부담할 손해배상액에 차이가 생기고, 경우에 따라서는 민간인의 부담 아래 피해자가 과잉배상을 받게 되는 부당한 결과를 방지하기 위한 것으로서, 민간인은 그 손해배상의무의 제한으로 인하여 부당한 이득을 얻는 것이 아니라, 그 반대의 경우에 발생할 수 있는 부당한 손해를 입을 위험이 없게 될 뿐이므로 다수의견이 피해자보다 민간인을 부당하게 더 두텁게 보호하려는 것으로 볼 수도 없다.
[1] 불법행위에 있어 사용자책임이 성립하려면 사용자와 불법행위자 사이에 사용관계 즉 사용자가 불법행위자를 실질적으로 지휘·감독하는 관계가 있어야 하는 것으로, 위임의 경우에도 위임인과 수임인 사이에 지휘·감독관계가 있고 수임인의 불법행위가 외형상 객관적으로 위임인의 사무집행에 관련된 경우 위임인은 수임인의 불법행위에 대하여 사용자책임을 진다.
[2] 상속재산 분할 등의 사무를 수임한 변호사가 당해 부동산을 타에 처분하여 매각대금을 편취한 사안에서 위임인(의뢰인의 사용자책임을 인정한 사례.
2.민법 제758조는 공작물의 설치·보존의 하자로 인하여 타인에게 손해를 가한 경우 그 점유자 또는 소유자에게 일반 불법행위와 달리 이른바 위험책임의 법리에 따라 책임을 가중시킨 규정일 뿐이고, 그 공작물 시공자가 그 시공상의 고의·과실로 인하여 피해자에게 가한 손해를 민법 제750조에 의하여 직접 책임을 부담하게 되는 것을 배제하는 취지의 규정은 아니다.
3.[1] 불법행위로 인한 손해배상에 관하여 가해자와 피해자 사이에 피해자가 일정한 금액을 지급받고 그 나머지의 청구를 포기하기로 약정한 때에는 그 후에 그 이상의 손해가 사후에 발생하였다는 이유로 합의금액을 넘는 손해배상 청구를 하는 것을 인용해 줄 수 없으나, 모든 손해가 확실하게 파악되지 않는 상황 아래서 조급하게 적은 금액을 받고 합의를 한 경우에는 합의 당시 피해자가 포기한 손해배상청구권은 그 당시에 예측이 가능했던 손해에 대한 것뿐이라고 해석해야 할 것이지 당시에 예상할 수 없었던 손해가 그 후에 생긴 경우 그 손해에 대하여서까지 배상청구권을 포기했다고 해석할 것은 아니다.
[2] 교통사고로 인하여 상해를 입은 피해자가 치료를 받던 중 치료를 하던 의사의 과실 등으로 인한 의료사고로 증상이 악화되거나 새로운 증상이 생겨 손해가 확대된 경우에는, 다른 특별한 사정이 없는 한 그와 같은 손해와 교통사고 사이에도 상당인과관계가 있다고 보아야 하므로, 교통사고와 의료사고가 각기 독립하여 불법행위의 요건을 갖추고 있으면서 객관적으로 관련되고 공동하여 위법하게 피해자에게 손해를 가한 것으로 인정된다면, 공동불법행위가 성립되어 공동불법행위자들이 연대하여 그 손해를 배상할 책임이 있다.
[3] 피해자에 대하여 1, 2차 수술을 시행하여도 피해자의 심장에 아무런 문제가 없었으며, 심전도검사 결과도 정상으로 나타났고, 병원에 혈관조영술 등 정밀검사를 시행할 설비가 없었다고 하더라도 전신마취 후 심근경색이 재발하면 치사율이 매우 높고, 피해자에게는 당초부터 심근경색이 있다는 의심이 있었으며 이 때문에 심질환을 위한 치료제를 투여하였다면 막상 심전도검사 결과로는 정상으로 나타날 가능성이 있으므로, 척추마취 아닌 전신마취를 실시하는 3차 수술을 시행함에 있어서는 그 수술이 반드시 필요한 것이라고 하더라도 시급히 하여야 할 것이 아닌 이상 다른 병원에 의뢰하여서라도 정밀검사를 거쳐 심장질환 여부를 확인한 다음 하여야 할 것인데도 병원의 마취과 의사는 정밀검사 없이 성급하게 전신마취를 한 것이라 할 것이고, 이를 두고 병원이 현재의 의학수준 및 당시 임상의학분야에서 실천되고 있는 의료행위의 수준에 비추어 필요하고 적절한 진료조치를 다하였다고 볼 수는 없으므로 이는 병원의 의료과실에 해당한다고 한 사례.
4.[1] 혈액관리법의 관련 규정에 따라 혈액원을 개설하여 수혈 또는 혈액제제의 제조에 필요한 혈액을 채혈·조작·보존 또는 공급하는 업무는 성질상 전문적인 지식을 요하는 것일 뿐만 아니라 수혈자나 혈액제제의 이용자 등의 생명·신체에 직접적인 영향을 미치는 것이어서 만일 그 업무가 적정하게 수행되지 못할 경우에는 국민 보건에 광범위하고도 중대한 위해를 가하게 될 것임이 분명하므로, 이와 같은 혈액원의 업무를 수행하는 자는 수혈 또는 혈액제제의 제조를 위한 혈액의 순결을 보호하고 혈액 관리의 적정을 기하기 위하여 최선의 조치를 다하여야 할 고도의 주의의무가 있고, 이러한 주의의무의 구체적 내용은 혈액을 채혈하는 시기에 있어 현실적으로 가능한 범위 내에서 최고의 의학기술 수준에 맞추어 병원균 감염 여부를 검사하여 하자를 제거하는 노력을 기울이고 에이즈 감염 위험군으로부터의 헌혈을 배제하는 등 위험성에 대한 예견의무와 결과회피의무이며, 이러한 주의의무의 위반 여부를 판단함에 있어서는 문제로 된 행위 당시의 일반적인 의학의 수준과 그 행위로부터 생기는 결과 발생의 가능성의 정도, 피침해법익의 중대성, 결과회피의무를 부담함에 의해서 희생되는 이익 등이 함께 고려되어야 한다.
[2] 현재의 의학적 수준과 경제적 사정 및 혈액 공급의 필요성 측면에서 항체 미형성 기간 중에 있는 에이즈 감염자가 헌혈한 혈액은 에이즈 바이러스 검사를 시행하더라도 감염 혈액임을 밝혀내지 못하게 되어 이러한 혈액의 공급을 배제할 적절한 방법이 없으므로 위와 같은 경로로 인한 수혈에 따른 에이즈 감염의 위험에 대하여는 무방비 상태에 있다 할 것인데, 수혈로 인한 에이즈 감염이라는 결과와 그로 인한 피침해이익의 중대성에 비추어 볼 때, 혈액원의 업무를 수행하는 대한적십자사로서는 사전에 동성연애자나 성생활이 문란한 자 등 에이즈 감염 위험군으로부터의 헌혈이 배제될 수 있도록 헌혈의 대상을 비교적 건강한 혈액을 가졌다고 생각되는 집단으로 한정하고, 헌혈자가 에이즈 바이러스에 감염되어 있을 위험이 높은 자인지를 판별하여 그러한 자에 대하여는 스스로 헌혈을 포기하도록 유도하기 위하여 그의 직업과 생활관계, 건강 상태 등을 조사하고 필요한 설명과 문진을 하는 등 가두 헌혈의 대상이나 방법을 개선하여야 할 의무가 있음에도 불구하고, 에이즈 감염 위험군을 헌혈 대상에서 제외하기는커녕, 오히려 헌혈시 에이즈 바이러스 감염 여부의 검사를 무료로 해준다고 홍보함으로써 에이즈 감염 위험자들이 헌혈을 에이즈 바이러스 감염 여부를 확인할 기회로 이용하도록 조장하였을 뿐만 아니라, 에이즈 바이러스 감염자로부터 헌혈받을 당시 헌혈자의 직업이나 생활관계 등에 대하여는 아무런 조사를 하지 아니하고 에이즈 감염 여부에 대하여는 설문사항에 포함시키지도 아니하였으며 전혀 문진을 하지 아니하여 동성연애자인 위 감염자의 헌혈을 무방비 상태에서 허용함으로써 감염자가 헌혈한 혈액을 수혈받은 피해자로 하여금 에이즈 바이러스에 감염되게 하였다는 이유로, 대한적십자사에게 혈액원의 업무를 수행하는 자로서의 주의의무를 다하지 아니한 과실이 있다고 본 사례.
[3] 의사는 응급환자의 경우나 그 밖의 특별한 사정이 없는 한, 환자에게 수술 등 인체에 위험을 가하는 의료행위를 함에 있어 그에 대한 승낙을 얻기 위한 전제로서, 당해 환자에 대하여 사전에 질병의 증상, 치료 방법의 내용 및 필요성, 예후 및 예상되는 생명, 신체에 대한 위험과 부작용 등에 관하여 당시의 의료수준에 비추어 상당하다고 생각되는 사항을 설명함으로써 환자로 하여금 수술이나 투약에 응할 것인가의 여부를 스스로 결정할 기회를 가지도록 할 의무가 있고, 이와 같은 의사의 설명의무는 그 예상되는 생명, 신체에 대한 위험과 부작용 등의 발생가능성이 희소하다는 사정만으로는 면제될 수 없으며, 위험과 부작용 등이 당해 치료행위에 전형적으로 발생하는 위험이거나 회복할 수 없는 중대한 경우에는 그 발생가능성의 희소성에도 불구하고 설명의 대상이 된다고 보아야 하고, 이러한 설명을 하지 아니한 채 환자의 승낙 없이 의료행위를 한 경우에는, 설령 의사에게 치료상의 과실이 없는 경우에도 그 의료행위는 환자의 승낙권을 침해하는 위법한 행위가 된다.
[4] 수혈에 의한 에이즈 바이러스의 감염은 수혈행위에 전형적으로 발생하는 위험이고, 그로 인하여 에이즈 바이러스에 감염되는 경우 현대의학으로는 치료 방법이 없어 결국 사망에 이르게 되는 것으로서 그 피해는 회복할 수 없는 중대한 것인 데다가 의학적으로 문외한인 환자로서는 예상할 수 없는 의외의 것이므로, 위험 발생가능성의 희소성에도 불구하고 의사들의 설명의무가 면제될 수 없다고 보아야 하고, 수술 후 수술중의 출혈로 인하여 수혈하는 경우에는 수혈로 인한 에이즈 바이러스 감염 위험은 당해 수술과는 별개의 수혈 그 자체에 특유한 위험으로서 당해 수술 자체로 인한 위험 못지않게 중대한 것이므로 의사는 환자에게 그 수술에 대한 설명, 동의와는 별개로 수혈로 인한 위험 등을 설명하여야 한다.
[5] 수인이 공동하여 타인에게 손해를 가하는 민법 제760조 제1항의 공동불법행위가 성립하려면 각 행위가 독립하여 불법행위의 요건을 갖추고 있으면서 객관적으로 관련되고 공동하여 위법하게 피해자에게 손해를 가한 것으로 인정되어야 한다.
[6] 에이즈 바이러스에 감염된 혈액을 환자가 수혈받음으로써 에이즈에 감염될 위험을 배제할 의무 및 그와 같은 결과를 회피할 의무를 다하지 아니하여 감염된 혈액을 수혈받은 환자로 하여금 에이즈 바이러스 감염이라는 치명적인 건강 침해를 입게 한 대한적십자사의 과실 및 위법행위는 신체상해 자체에 대한 것인 데 비하여, 수혈로 인한 에이즈 바이러스 감염 위험 등의 설명의무를 다하지 아니한 의사들의 과실 및 위법행위는 신체상해의 결과 발생 여부를 묻지 아니하는 수혈 여부와 수혈 혈액에 대한 환자의 자기결정권이라는 인격권의 침해에 대한 것이므로, 대한적십자사와 의사의 양 행위가 경합하여 단일한 결과를 발생시킨 것이 아니고 각 행위의 결과 발생을 구별할 수 있으니, 이와 같은 경우에는 공동불법행위가 성립한다고 할 수 없다.
5.[1] 민법 제756조의 사용자와 피용자의 관계는 반드시 유효한 고용관계가 있는 경우에 한하는 것이 아니고, 사실상 어떤 사람이 다른 사람을 위하여 그 지휘·감독 아래 그 의사에 따라 사업을 집행하는 관계에 있을 때에도 그 두 사람 사이에 사용자, 피용자의 관계가 있다.
[2] 이삿짐센터와 고용관계에 있지는 않았으나, 오랫동안 그 이삿짐센터의 이삿짐 운반에 종사해 온 작업원들을 사용자의 손해배상책임에 있어서 피용자라고 본 사례.
6.[1] 책임능력 있는 미성년자의 불법행위로 인하여 손해가 발생한 경우 그 손해와 미성년자에 대한 감독의무자의 의무위반과 사이에 상당인과관계가 있으면 감독의무자에게 민법 제750조에 의한 손해배상책임이 있다.
[2] 경제적인 면에서 전적으로 부모에게 의존하며 부모의 보호·감독을 받고 있었고 이미 두 차례에 걸친 범죄로 집행유예기간 중에 있던 만 19세 10개월 된 전문대학 1학년 재학중의 아들이 폭력행위로 타인에게 손해를 가한 경우, 부모로서는 아들이 다시 범죄를 저지르지 않고 정상적으로 사회에 적응할 수 있도록 일상적인 지도 및 조언을 계속하여야 할 보호·감독의무가 있음에도 불구하고 이를 게을리한 과실이 있다는 이유로, 부모의 손해배상책임을 인정한 사례.
7.[1] 도급인이 수급인에 대하여 특정한 행위를 지휘하거나 특정한 사업을 도급시키는 경우와 같은 이른바 노무도급의 경우에 있어서는 도급인이라고 하더라도 민법 제756조가 규정하고 있는 사용자책임의 요건으로서의 사용관계가 인정된다.
[2] 민법 제756조 소정의 '사무집행에 관하여'라는 뜻은 피용자의 불법행위가 외형상 객관적으로 사용자의 사업 활동 내지 사무집행 행위 또는 그와 관련된 것이라고 보여질 때에는 행위자의 주관적 사정을 고려함이 없이 이를 사무집행에 관하여 한 행위로 본다는 것이고, 외형상 객관적으로 사용자의 사무집행에 관련된 것인지 여부는 피용자의 본래의 직무와 불법행위의 관련 정도 및 사용자에게 손해 발생에 대한 위험 창출과 방지조치 결여의 책임이 어느 정도 있는지를 고려하여 판단하여야 한다.
[3] 도급인의 지시·감독하에 선박의 수리작업을 수행하던 노무수급인이 인근에 있는 다른 선박에 대한 수리를 독자적으로 의뢰받아 그 수리작업 중 사고를 낸 경우, 그 당시 노무수급인이 도급인을 대리하여 수리계약을 체결할 권한이 있는 것과 같은 외관을 보였다거나 도급인과 사이에 명의대여의 관계에 있었던 것이 아닌 이상, 그 수리작업이 외형으로 관찰할 때 도급인의 직무 범위 내에 속하는 것으로 볼 수 없다는 이유로, 도급인의 사용자책임을 부인한 사례.
8.[1] 민법 제758조 제1항은 일종의 무과실책임을 인정한 것이고, 실화책임에관한법률은 실화로 인하여 일단 화재가 발생한 경우는 부근 가옥 기타 물건에 연소하여 예상외의 피해가 확대되어 실화자의 책임이 과다하게 되는 점을 고려하여 그 책임을 중대한 과실로 인한 경우에 한정한 것이므로, 공작물 자체의 설치·보존상의 하자에 의하여 직접 발생한 화재로 인한 손해배상책임에 관하여는 민법 제758조 제1항이 적용될 뿐 실화책임에관한법률의 적용이 없으며, 그 화재로부터 연소한 부분에 대한 손해배상책임에 대하여는 실화책임에관한법률이 적용된다고 해석함이 상당하고, 여기에서 말하는 공작물의 설치·보존상의 하자에 의하여 직접 발생한 화재라 함은 반드시 그 공작물 자체에 일어난 화재만을 가리키는 것은 아니다.
[2] 경사로에 주차중인 석유 배달 차량에서 원인 미상의 화재가 발생하여 보조잠금장치가 풀리면서 차량이 움직여 인근 건물을 들이받고 불이 옮겨 붙은 경우, 그 건물 화재는 공작물인 차량의 설치·보존상의 하자에 의하여 직접 발생한 것에 해당한다고 본 사례.
9.[1] 민법 제758조 제1항에 규정된 공작물의 설치·보존상의 하자라 함은 공작물이 그 용도에 따라 통상 갖추어야 할 안전성을 갖추지 못한 상태에 있음을 말하는 것으로서, 이와 같은 안전성의 구비 여부를 판단함에 있어서는 당해 공작물의 설치·보존자가 그 공작물의 위험성에 비례하여 사회통념상 일반적으로 요구되는 정도의 방호조치 의무를 다하였는지의 여부를 기준으로 삼아야 할 것이고, 따라서 공작물에서 발생한 사고라도 그것이 공작물의 통상의 용법에 따르지 아니한 이례적인 행동의 결과 발생한 사고라면, 특별한 사정이 없는 한 공작물의 설치·보존자에게 그러한 사고에까지 대비하여야 할 방호조치 의무가 있다고 할 수는 없다.
[2] 배수관이 설치된 여관 앞 골목길은 평소에 여관 내부를 엿보려고 하는 행인들이 있었고 그러한 사람들이 배수관을 잡고 올라가는 경우가 있어 배수관이 자주 훼손되므로 여관 주인이 이를 방지하기 위하여 보호벽을 설치하게 되었으며, 보호벽을 설치하면서 보호벽의 맨 윗부분에 여러 개의 못까지 박아 두었는데, 행인이 음주를 한 상태에서 여관의 내부를 들여다보기 위하여 그 보호벽을 타고 올라가다가 보호벽이 무너지는 바람에 사고를 당하게 된 경우, 그 보호벽의 본래의 용도는 어디까지나 배수관이 훼손되는 것을 방지하기 위한 것이므로, 보호벽이 스스로 넘어지지 않을 만큼의 견고성을 갖도록 설치하였다면 이로써 보호벽은 일단 본래의 용도에 따른 통상적인 안전성을 갖추었다고 할 것이고, 그와 같이 보호벽 윗부분에 못을 박아 사람들이 보호벽 위로 올라가서 여관방을 들여다보는 것을 방지하는 조치까지 취하였음에도 불구하고 행인들이 윗부분에 꽂혀 있는 못에 찔려 다칠 위험을 무릅쓰고 보호벽에 올라가 여관 내부를 들여다보는 부정한 행위를 저지를 것까지 예상하여 보호벽을 설치·관리하는 여관 주인에게 이러한 경우까지 대비한 방호조치를 취할 의무는 없다는 이유로 그 보호벽의 설치·보존상의 하자를 부인한 사례.
(97다25118
10.공동불법행위의 성립에는 공동불법행위자 상호간에 의사의 공통이나 공동의 인식이 필요하지 아니하고 객관적으로 각 그 행위에 관련공동성이 있으면 족하고 그 관련공동성 있는 행위에 의하여 손해가 발생하였다면 그 손해배상책임을 면할 수 없다 할 것이다.
원심판결 이유에 의하면, 원심은, 피고는 1995. 4. 29. 22:10경 부산 영도구 동삼 3동 소재 유성노래연습장에서 동네 선배되는 원고가 술에 취한 채 성명불상의 여자 손님들과 말다툼하는 것을 보고 이를 말리다가 원고와 시비가 되어 서로 상대방의 뺨을 수회씩 때리고, 같이 있던 원심 공동피고 이용석은 피고에게 가세하여 발과 주먹으로 원고의 얼굴과 가슴, 다리 등을 수회 구타하여, 원고에게 우안 맥락막 파열상 등의 상해를 입히고 이로 인하여 원고의 우안이 실명되게 한 사실을 인정한 다음, 피고와 원심 공동피고은 각자 그들의 공동폭행행위로 인하여 원고가 입은 손해를 배상할 책임이 있다고 판단하였다.
11.[1] 피용자 또는 피용자와 공동불법행위 관계에 있는 다른 불법행위자가 불법행위 성립 후에 피해자에게 손해액 일부를 변제하였다면, 변제금 중 사용자의 과실비율에 상응하는 만큼은 사용자가 배상하여야 할 손해액 일부로 변제된 것으로 보아 사용자의 손해배상책임이 그 범위 내에서는 소멸하게 되고, 이러한 법리는 피용자 또는 피용자와 공동불법행위 관계에 있는 다른 불법행위자가 불법행위 성립 후에 피해자에게 일부 돈을 지급하면서 명시적으로 손해배상의 일부 변제조로 지급한 것은 아니지만, 불법행위를 은폐하거나 기망 수단으로 지급한 경우에도 마찬가지로 적용되어야 한다.
[2] 갑 주식회사의 피용자 을이 업무상 보관하던 갑 회사의 업무용 인감을 이용하여 독점판매계약서 등을 위조한 다음 병 주식회사에 보여주어 병 회사로 하여금 정 주식회사에 돈을 대여하도록 하였는데, 그 후 자신의 불법행위를 은폐할 목적으로 병 회사와 변제약정을 체결하여 일부 돈을 지급한 사안에서, 변제약정에 따른 을의 채무가 갑 회사의 사용자책임에 따른 손해배상채무와 별개 원인으로 발생한 독립된 채무라고 보기 어려우므로, 위 변제금 중 갑 회사의 과실비율에 상응하는 만큼 갑 회사의 손해배상채무가 변제된 것으로 보아야 하는데도, 을이 지급한 돈이 변제약정 이행이라는 형태를 취한 사정에만 근거하여 을이 단독으로 채무를 부담하는 부분에 먼저 충당된다고 본 원심판결에 피용자 본인이 손해액 일부를 변제한 경우에 사용자가 배상할 책임이 있는 손해의 범위에 관한 법리오해의 위법이 있다고 한 사례.
민법 750조 불법행위의 내용고의 또는 과실로 인한 위법행위로 타인에게 손해를 가한 자는 그 손해를 배상할 책임이 있다.
민법 758조 공작물등의 점유자, 소유자의 책임
①공작물의 설치 또는 보존의 하자로 인하여 타인에게 손해를 가한 때에는 공작물점유자가 손해를 배상할 책임이 있다. 그러나 점유자가 손해의 방지에 필요한 주의를 해태하지 아니한 때에는 그 소유자가 손해를 배상할 책임이 있다.
②전항의 규정은 수목의 재식 또는 보존에 하자있는 경우에 준용한다.
③전2항의 경우에 점유자 또는 소유자는 그 손해의 원인에 대한 책임있는 자에 대하여 구상권을 행사할 수 있다.
1.[1] 타인에게 어떤 사업에 관하여 자기의 명의를 사용할 것을 허용한 경우에 그 사업이 내부적으로는 그 타인과 명의자가 이를 공동운영하는 관계로서 그 타인이 명의자의 고용인이 아니라 하더라도 외부적으로는 그 타인이 명의자의 고용인임을 표명한 것과 다름이 없으므로 명의사용을 허가받은 사람이 업무수행을 함에 있어 고의 또는 과실로 다른 사람에게 손해를 끼쳤다면 명의사용을 허가한 사람은 민법 제756조 제1항에 의하여 그 손해를 배상할 책임이 있다.
[2] 민법 제756조 제2항에 정한 '사용자에 갈음하여 사무를 감독하는 자'란 객관적으로 볼 때 사용자에 갈음하여 현실적으로 구체적인 사업을 감독하는 지위에 있는 자를 뜻한다.
[3] 회사의 대표이사가 타인에게 회사의 사장 직함을 사용하면서 회사 명의로 고철 관련 사업을 전담하되 사업 경비는 회사가 부담하고 이익금은 서로 분배하며 타인에게 급여는 따로 지급하지 아니하기로 하여 그 사무를 집행하도록 하는 한편, 업무에 관하여 타인으로부터 보고를 받고 이를 지휘한 경우, 대표이사는 회사에 갈음하여 현실적으로 타인을 선임 및 감독하는 지위에 있었던 자라 할 것이므로, 타인의 불법행위에 대하여 민법 제756조 제2항 소정의 사용자책임이 있다고 한 사례.
[4] 민법 제756조 제1항 및 제2항의 책임에 있어서 사용자나 그에 갈음하여 사무를 감독하는 자는 그 피용자의 선임과 사무감독에 상당한 주의를 하였거나 상당한 주의를 하여도 손해가 있을 경우에는 손해배상의 책임이 없으나, 이러한 사정은 사용자 등이 주장 및 입증을 하여야 한다.
2.[1] 영조물인 도로의 설치·관리상의 하자는 도로의 위치 등 장소적인 조건, 도로의 구조, 교통량, 사고시에 있어서의 교통 사정 등 도로의 이용 상황과 본래의 이용 목적 등 제반 사정과 물적 결함의 위치, 형상 등을 종합적으로 고려하여 사회통념에 따라 구체적으로 판단하여야 하는 바, 도로의 설치 후 집중호우 등 자연력이 작용하여 본래 목적인 통행상의 안전에 결함이 발생한 경우에는 그 결함이 제3자의 행위에 의하여 발생한 경우와 마찬가지로, 도로에 그와 같은 결함이 있다는 것만으로 성급하게 도로의 보존상 하자를 인정하여서는 안 되고, 당해 도로의 구조, 장소적 환경과 이용 상황 등 제반 사정을 종합하여 그와 같은 결함을 제거하여 원상으로 복구할 수 있는데도 이를 방치한 것인지 여부를 개별적·구체적으로 심리하여 하자의 유무를 판단하여야 한다.
[2] 종단면상 유(U자형 도로의 가운데 부분에 빗물이 고여 있어 그 곳을 진행하는 차량이 그 고인 빗물을 피하려고 중앙선을 침범하여 교통사고를 일으킨 사안에서, 도로관리청이 사고지점 도로에 빗물이 고여 차량의 통행에 장애가 되는 것을 막을 수 있었는데도 이를 방치한 것인지 여부를 심리하여야 함에도 불구하고 이에 이르지 않은 채 사고가 운전자의 일방적 과실로 인하여 발생한 것이라고 판단한 원심판결을 파기한 사례.
3.[1] 도로의 설치 또는 관리·보존상의 하자는 도로의 위치 등 장소적인 조건, 도로의 구조, 교통량, 사고시에 있어서의 교통 사정 등 도로의 이용 상황과 그 본래의 이용 목적 등 제반 사정과 물적 결함의 위치, 형상 등을 종합적으로 고려하여 사회통념에 따라 구체적으로 판단하여야 하는 바, 도로의 설치 후 제3자의 행위에 의하여 그 본래의 목적인 통행상의 안전에 결함이 발생한 경우에는 도로에 그와 같은 결함이 있다는 것만으로 성급하게 도로의 보존상 하자를 인정하여서는 안 되고, 당해 도로의 구조, 장소적 환경과 이용 상황 등 제반 사정을 종합하여 그와 같은 결함을 제거하여 원상으로 복구할 수 있는데도 이를 방치한 것인지 여부를 개별적·구체적으로 심리하여 하자의 유무를 판단하여야 한다.
[2] 편도 2차선 도로의 1차선 상에 교통사고의 원인이 될 수 있는 크기의 돌멩이가 방치되어 있는 경우, 도로의 점유·관리자가 그에 대한 관리 가능성이 없다는 입증을 하지 못하는 한 이는 도로의 관리·보존상의 하자에 해당한다고 한 사례.
4.[1] 초등학교의 교장이나 교사는 학생을 보호·감독할 의무를 지는 것이나 이러한 학생에 대한 보호·감독의무는 학교 내에서의 학생의 모든 생활관계에 미치는 것은 아니고 학교에서의 교육활동 및 이에 밀접불가분의 관계에 있는 생활관계에 한하며, 그 의무의 범위 내의 생활관계라고 하더라도 사고가 학교생활에서 통상 발생할 수 있다고 하는 것이 예측되거나 또는 예측가능성(사고발생의 구체적 위험성이 있는 경우에만 교장이나 교사는 보호·감독의무위반에 대한 책임을 진다고 할 것이고, 그 예측가능성에 대하여는 교육활동의 때, 장소, 가해자의 분별능력, 가해자의 성행, 가해자와 피해자의 관계, 기타 여러 사정을 고려하여 판단할 필요가 있다.
[2] 가해자와 피해자가 초등학교 6학년생들로서 비록 책임을 변식할 지능을 갖추지 못하고 있다고 하더라도 초등학교 6학년 정도라면, 대체로 학교생활에 적응하여 상당한 정도의 자율능력, 분별능력을 가지고 있다고 보아야 할 것이고, 가해자의 성격도 친구들과 잘 사귀고, 책임감이 강한 학생이었으며 피해자와도 원만한 사이였고, 이전에는 교실에서 학생들 사이에 아크릴판을 던지는 등의 장난 등은 없었던 경우, 호기심이 많은 학생들이 장난 등 돌발적인 행동을 할 가능성이 많다고 하여 자율학습이 시작되기 전에 교실에서 주인을 찾아주려는 마음에서 실과수업교재인 아크릴판을 던지는 등으로 인하여 잘못되면, 신체에 커다란 충격을 줄 수 있는 위험한 행위를 하리라는 구체적인 위험성이 있다거나 담임교사 등이 이를 예측하였거나 예측가능하였다고 보여지지는 아니하다면, 특별한 사정이 없는 한 돌발적이거나 우연한 사고에 대해서까지 교사 등에게 보호·감독의무위반의 책임을 지울 수는 없다고 한 사례.
5.[1] 당사자 사이에서 보험약관을 기초로 하여 보험계약이 체결된 때에는 특별한 사정이 없는 한 그 보험약관은 계약 내용에 포함시키기로 합의된 것으로서 계약당사자에 대하여 구속력을 갖는다.
[2] 개인용자동차종합보험 보통약관 중 무보험자동차에 의한 상해조항에서, 보험회사가 무보험자동차에 의한 사고로 지급책임을 지는 금액은 피보험자 1인당 금 1억 원을 한도로 하며(약관 제41조 제1항, 회사가 지급하는 보험금은 <별표 1>의 보험금 지급 기준 중 대인배상Ⅱ에 의하여 산출한 금액과 약관 40.(비용에서 정한 비용을 합친 금액에서 다음 각 호의 금액을 공제한 액수로 한다(약관 제41조 제2항고 규정하고, 그 공제 항목의 하나로서 자동차손해배상보장법에 의한 대인배상 I 또는 책임공제에 의하여 지급될 수 있는 금액을 열거하며, 또한 약관 <별표 1>은 '1. 대인배상Ⅰ-책임보험, 2. 대인배상Ⅱ-책임보험초과손해, 3. 대물배상, 4. 과실상계 등'으로 나누어져 있고, 위 '1. 대인배상Ⅰ' 항목 안에는 '라. 과실상계 등'을 규정하고 있는 데 반해, 위 '2. 대인배상Ⅱ' 항목과 '3. 대물배상' 항목에는 '과실상계 등' 항목을 규정하지 않고, 별도로 '4. 과실상계 등'이라는 항목을 만들어 그 항목에서 "대인배상Ⅱ 및 대물배상에 의하여 산출한 금액에 대하여 피해자측의 과실비율에 따라 상계한다."고 규정하고 있는 경우, 위 약관 제41조 제2항에 '2. 대인배상Ⅱ에 의하여 산출한 금액'이라고 하지 않고 '대인배상Ⅱ에 의하여 산출한 금액'이라고 하고 있으며, 대인배상Ⅱ에 의하여 지급되는 보험금은 '2. 대인배상Ⅱ' 항목에 의하여 산출한 금액에 '4. 과실상계 등' 항목에 의해 과실상계를 한 금액을 말하므로 결국 대인배상Ⅱ에 의하여 산출한 금액이란 '2. 대인배상Ⅱ에 의하여 산출한 금액'에 '4. 과실상계 등' 항목을 적용하여 산출한 금액을 뜻한다고 해석하여야 한다고 본 사례.
[3] 불법행위에 있어서 가해자의 과실은 의무위반이라는 강력한 과실인 데 반하여 피해자의 과실을 따지는 과실상계에 있어서의 과실은 전자의 것과는 달리 사회통념상, 신의성실의 원칙상, 공동생활상 요구되는 약한 의미의 부주의를 가리키는 것으로 보아야 한다.
[4] 불법행위로 인한 손해배상의 책임 및 그 범위를 정함에 있어 피해자의 과실을 참작하는 이유는 불법행위로 인하여 발생한 손해를 가해자와 피해자 사이에 공평하게 분담시키고자 함에 있으므로, 피해자의 과실에는 피해자 본인의 과실뿐 아니라 그와 신분상 내지 사회생활상 일체(일체를 이루는 관계에 있는 자의 과실도 피해자측의 과실로서 참작되어야 하고, 어느 경우에 신분상 내지 사회생활상 일체를 이루는 관계라고 할 것인지는 구체적인 사정을 검토하여 피해자측의 과실로 참작하는 것이 공평의 관념에서 타당한지에 따라 판단하여야 한다.
[5] 교통사고의 피해자인 미성년자가 부모의 이혼으로 인하여 친권자로 지정된 모(모와 함께 살고 있었으나, 사고 당시 부(부가 재결합하려고 모(모와 만나고 있던 중이었으며 부(부가 그 미성년자와 모(모를 비롯한 처가식구들을 차에 태우고 장인, 장모의 묘소에 성묘를 하기 위해 가던 중 사고가 발생한 경우, 사고 당시 부녀간이나 부부간에 완전한 별거상태가 아니라 왕래가 있었던 것으로 추정되고, 그 미성년자는 사고로 사망한 부(부의 상속인으로서 상대방 가해자가 피해자인 미성년자의 손해를 배상하고 피해차량의 과실부분에 관하여 운전자인 부에게구상권을 행사할 경우 결국 그 구상채무를 부담하게 된다는 점에 비추어, 이들을 신분상 내지 사회생활상 일체를 이루는 관계로 보아 그 미성년자에 대한 개인용자동차종합보험 보통약관 중 무보험자동차에 의한 상해조항에 따른 보험금 산정시 부(부의 운전상 과실을 피해자측 과실로 참작하는 것이 공평의 관념에서 상당하다고 본 사례.
6.[1] 법원은 당사자의 고의 또는 중대한 과실로 시기에 늦게 제출한 공격 또는 방어방법이 그로 인하여 소송의 완결을 지연하게 하는 것으로 인정될 때에는 이를 각하할 수 있고, 이는 독립된 결정의 형식으로 뿐만 아니라 판결이유 중에서 판단하는 방법에 의하여 할 수도 있으나, 법원이 당사자의 공격방어방법에 대하여 각하결정을 하지 아니한 채 그 공격방어방법에 관한 증거조사까지 마친 경우에 있어서는 더 이상 소송의 완결을 지연할 염려는 없어졌으므로, 그러한 상황에서 새삼스럽게 판결이유에서 당사자의 공격방어방법을 각하하는 판단은 할 수 없고, 더욱이 실기한 공격방어방법이라 하더라도 어차피 기일의 속행을 필요로 하고 그 속행기일의 범위 내에서 공격방어방법의 심리도 마칠 수 있거나 공격방어방법의 내용이 이미 심리를 마친 소송자료의 범위 안에 포함되어 있는 때에는 소송의 완결을 지연시키는 것으로 볼 수 없으므로, 이와 같은 경우에도 각하할 수 없다고 보아야 한다.
[2] 공동불법행위자는 채권자에 대한 관계에서는 연대책임(부진정연대채무을 지되, 공동불법행위자들 내부관계에서는 일정한 부담 부분이 있고, 이 부담 부분은 공동불법행위자의 과실의 정도에 따라 정하여지는 것으로서 공동불법행위자 중 1인이 자기의 부담 부분 이상을 변제하여 공동의 면책을 얻게 하였을 때에는 다른 공동불법행위자에게 그 부담 부분의 비율에 따라 구상권을 행사할 수 있다.
[3] 불법행위에 있어서 피해자의 과실을 따지는 과실상계에서의 과실은 가해자의 과실과 달리 사회통념이나 신의성실의 원칙에 따라 공동생활에 있어 요구되는 약한 의미의 부주의를 가리키는 것으로 보아야 한다.
[4] 원고가 피고의 불법행위로 인한 피해자임과 동시에 피고와 공동불법행위자로서 제3자에게 손해배상책임을 지는데 원고가 피고에게 불법행위로 인한 손해배상을 구함에 대하여 피고가 제3자에 대한 손해배상금을 지출하였음을 이유로 그 중 원고의 부담 부분에 상응하는 구상금의 공제를 주장한 경우, 피고의 원고에 대한 구상금채권을 인정하기 위하여는 원·피고의 가해자로서의 과실 내용 및 비율을 정하여야 하고, 원고의 피해자로서의 과실상계의 대상이 되는 과실 내용 및 비율에 따라 구상금채권액을 정할 수는 없다.
7.[1] 전신마취에 의한 수술을 함에 있어 사전에 실시한 심전도검사에서 이상이 발견되었으나 심전도검사 결과가 전신마취에 부적합한 정도에 이르는지 여부를 보다 정밀한 검사를 통하여 확인하는 등의 절차 없이 그대로 일반적인 마취 방법으로 수술을 시행하던 중 마취로 인한 부작용으로 환자가 사망한 사고에서 병원 의사들의 의료행위에 과실이 있었다고 본 사례.
[2] 교통사고로 인하여 상해를 입은 피해자가 치료를 받던 중 치료를 하던 의사의 과실로 인한 의료사고로 증상이 악화되거나 새로운 증상이 생겨 손해가 확대된 경우, 의사에게 중대한 과실이 있다는 등의 특별한 사정이 없는 한 확대된 손해와 교통사고 사이에도 상당인과관계가 있고, 이 경우 교통사고와 의료사고가 각기 독립하여 불법행위의 요건을 갖추고 있으면서 객관적으로 관련되고 공동하여 위법하게 피해자에게 손해를 가한 것으로 인정되면 공동불법행위가 성립한다.
8.[1] 사용자책임은 타인을 사용하여 어느 사무에 종사하게 한 자로 하여금 피용자가 그 사무집행에 관하여 제3자에게 가한 손해를 배상하게 하는 것으로서, 사용자책임이 성립하려면 사용자와 불법행위자 사이에 사용관계, 즉 사용자가 불법행위자를 실질적으로 지휘·감독하는 관계에 있어야 한다.
[2] 국립대학교 소속 체조코치가 시체육회로부터 전국체전에 출전할 체조대표선수들에 대한 코치로 선발, 위촉되어 시체육회가 시행한 합동강화훈련을 지도하다가 대표선수로 선발된 같은 대학교 소속 학생이 훈련 중 사고를 당한 경우, 그 사고는 코치가 시체육회로부터 위촉받은 직무를 집행하는 과정에서 발생한 것이고, 대학교 측은 비록 위 체조코치가 합동강화훈련 기간 중에도 대학교의 체조코치로서의 신분을 그대로 보유하고 있었고, 사고를 입은 자가 같은 대학교 학생이었다고 하더라도, 적어도 위 체조코치가 시체육회로부터 위촉받은 체조대표선수들을 지도하는 코치의 직무를 집행함에 있어서는 그를 지휘·감독할 어떠한 권한이 있다거나 그러한 지위에 있다고 보기는 어려우므로 그 사고에서 국가는 위 체조코치의 사용자라고 볼 수 없다고 한 사례.
8.[1] 민법 제756조에 규정된 사용자책임의 요건인 '사무집행에 관하여'라는 뜻은 피용자의 불법행위가 외형상 객관적으로 사용자의 사업활동 내지 사무집행행위 또는 그와 관련된 것이라고 보여질 때에는 행위자의 주관적 사정을 고려함이 없이 이를 사무집행에 관하여 한 행위로 본다는 것이고, 외형상 객관적으로 사용자의 사무집행에 관련된 것인지 여부는 피용자의 본래 직무와 불법행위와의 관련 정도 및 사용자에게 손해발생에 대한 위험창출과 방지조치 결여의 책임이 어느 정도 있는지를 고려하여 판단하여야 한다.
[2] 피용자의 불법행위가 외관상 사무집행의 범위 내에 속하는 것으로 보이는 경우에 있어서도 피용자의 행위가 사용자나 사용자에 갈음하여 그 사무를 감독하는 자의 사무집행행위에 해당하지 않음을 피해자 자신이 알았거나 중대한 과실로 인하여 알지 못한 경우에는 사용자책임을 물을 수 없다고 할 것인바, 이 경우 중대한 과실이라 함은 거래의 상대방이 조금만 주의를 기울였더라면 피용자의 행위가 그 직무권한 내에서 적법하게 행하여진 것이 아니라는 사정을 알 수 있었음에도 만연히 이를 직무권한 내의 행위라고 믿음으로써 일반인에게 요구되는 주의의무에 현저히 위반하는 것으로 거의 고의에 가까운 정도의 주의를 결여하고, 공평의 관점에서 상대방을 구태여 보호할 필요가 없다고 봄이 상당하다고 인정되는 상태를 말한다.
[3] 심사역으로 근무하는 은행 차장의 어음배서위조행위가 외형상 객관적으로 은행의 사무집행에 관련된 것이고 피해자에게 중대한 과실이 있다고도 볼 수 없다고 하여, 은행의 사용자책임을 부정한 원심판결을 파기한 사례.
9.[1] 피용자의 불법행위가 외관상 사무집행의 범위 내에 속하는 것으로 보이더라도 그것이 사용자의 사무집행행위에 해당하지 않음을 피해자가 알았거나 중대한 과실로 알지 못한 때에는 사용자에 대하여 그 책임을 물을 수 없다.
[2] 고객이 증권회사 직원으로부터 특정 주식의 시세가 타 증권회사 직원의 시장조작에 의하여 변동될 것이라는 말을 듣고 자신들의 투자수익을 목적으로 이에 편승하여 주식을 매매하였다가 손해를 입은 경우, 고객으로서는 증권회사 직원의 시세조종 등 불공정행위가 직무집행행위에 해당하지 않음을 알았다고 보아 증권회사의 사용자책임을 부정한 사례.
10.[1] 의사가 기형아 판별확률이 높은 검사 방법에 관하여 설명하지 아니하여 임산부가 태아의 기형 여부에 대한 판별확률이 높은 검사를 받지 못한 채 다운증후군에 걸린 아이를 출산한 경우, 모자보건법 제14조 제1항 제1호는 인공임신중절수술을 할 수 있는 경우로 임산부 본인 또는 배우자가 대통령령이 정하는 우생학적 또는 유전학적 정신장애나 신체질환이 있는 경우를 규정하고 있고, 모자보건법시행령 제15조 제2항은 같은 법 제14조 제1항 제1호의 규정에 의하여 인공임신중절수술을 할 수 있는 우생학적 또는 유전학적 정신장애나 신체질환으로 혈우병과 각종 유전성 질환을 규정하고 있을 뿐이므로, 다운증후군은 위 조항 소정의 인공임신중절사유에 해당하지 않음이 명백하여 부모가 태아가 다운증후군에 걸려 있음을 알았다고 하더라도 태아를 적법하게 낙태할 결정권을 가지고 있었다고 보기 어렵다고 할 것이어서 부모의 적법한 낙태결정권이 침해되었다고 할 수 없다.
[2] 인간 생명의 존엄성과 그 가치의 무한함에 비추어 볼 때, 어떠한 인간 또는 인간이 되려고 하는 존재가 타인에 대하여 자신의 출생을 막아 줄 것을 요구할 권리를 가진다고 보기 어렵고, 장애를 갖고 출생한 것 자체를 인공임신중절로 출생하지 않은 것과 비교해서 법률적으로 손해라고 단정할 수도 없으며, 그로 인하여 치료비 등 여러 가지 비용이 정상인에 비하여 더 소요된다고 하더라도 그 장애 자체가 의사나 다른 누구의 과실로 말미암은 것이 아닌 이상 이를 선천적으로 장애를 지닌 채 태어난 아이 자신이 청구할 수 있는 손해라고 할 수는 없다.
11.[1] 채권자가 본래적 급부청구에 이를 대신할 전보배상을 부가하여 대상청구를 병합하여 소구한 경우 대상청구는 본래적 급부청구권이 현존함을 전제로 하여 이것이 판결확정 전에 이행불능되거나 또는 판결확정 후에 집행불능이 되는 경우에 대비하여 전보배상을 미리 청구하는 경우로서 양자의 병합은 현재 급부청구와 장래 급부청구의 단순병합에 속하는 것으로 허용된다. 이러한 대상청구를 본래의 급부청구에 예비적으로 병합한 경우에도 본래의 급부청구가 인용된다는 이유만으로 예비적 청구에 대한 판단을 생략할 수는 없다.
[2] 갑이 을을 상대로 주위적으로 근저당권설정등기의 회복등기절차 이행을 구하면서, 예비적으로 을이 병과 공모하여 등기를 불법말소한 데 대한 손해배상금과 지연손해금 지급을 구하였는데, 제1심법원이 주위적 청구를 인용하면서 예비적 청구를 기각하였고, 갑이 기각된 부분에 대하여 항소를 제기하자, 원심법원이 주위적 청구가 인용되어 전부 승소한 갑에게는 항소를 제기할 이익이 없다는 이유로 이 부분 항소를 각하한 사안에서, 위 예비적 청구는 주위적 청구인 근저당권설정등기 회복의무가 이행불능 또는 집행불능이 될 경우를 대비한 전보배상으로서 대상청구라고 보아야 하고, 이러한 주위적·예비적 병합은 현재 급부청구와 장래 급부청구의 단순병합에 속하므로, 갑이 항소한 부분인 예비적 청구의 당부를 판단하여야 함에도 주위적 청구가 인용된 이상 예비적 청구는 판단할 필요가 없다고 보아 이 부분 항소를 각하한 원심판결에는 법리오해 등의 위법이 있다.
[3] 공동저당의 목적인 채무자 소유 부동산과 물상보증인 소유 부동산에 각각 채권자를 달리하는 후순위저당권이 설정되어 있는 경우, 물상보증인 소유 부동산에 먼저 경매가 이루어져 경매대금의 교부에 의하여 1번저당권자가 변제를 받은 때에는 물상보증인은 채무자에 대하여 구상권을 취득함과 동시에 민법 제481조, 제482조의 규정에 의한 변제자대위에 의하여 채무자 소유 부동산에 대한 1번저당권을 취득하고, 이러한 경우 물상보증인 소유 부동산에 대한 후순위저당권자는 물상보증인에게 이전한 1번저당권으로부터 우선하여 변제를 받을 수 있으며, 자기 소유 부동산이 먼저 경매되어 1번저당권자에게 대위변제를 한 물상보증인은 1번저당권을 대위취득하고, 물상보증인 소유 부동산의 후순위저당권자는 1번저당권에 대하여 물상대위를 할 수 있다.
[4] 공동근저당의 목적인 채무자 갑 소유 부동산과 물상보증인 을 소유 부동산 중 을 소유 부동산이 먼저 경매가 이루어져 공동근저당권자인 병이 변제를 받았는데, 을 소유 부동산에 대한 후순위저당권자 정이 을 명의로 대위의 부기등기를 하지 않고 있는 동안 병이 임의로 갑 소유 부동산에 설정되어 있던 공동근저당권을 말소하였고, 그 후 갑 소유 부동산에 무 명의의 근저당권이 설정되었다가 경매로 그 부동산이 제3자에게 매각되어 대금이 완납된 사안에서, 정은 매각대금 완납으로 더 이상 을의 권리를 대위하여 공동근저당권설정등기의 회복등기절차 이행을 구하거나 경매절차에서 실제로 배당받은 자에 대하여 부당이득반환청구로서 배당금 한도 내에서 공동근저당권설정등기가 말소되지 않았더라면 배상받았을 금액의 지급을 구할 여지가 없으므로, 매각대금이 완납된 날 병의 공동근저당권 불법말소로 인한 정의 손해가 확정적으로 발생하였고, 을 소유 부동산의 매각대금으로 병이 배당을 받은 날과 공동근저당권이 말소된 날 사이에 정이 대위의 부기등기를 마치지 않은 사정만으로 병의 불법행위와 정의 손해 사이에 존재하는 인과관계가 단절된다고 할 수 없다.
[5] 공동근저당의 목적인 채무자 갑 소유 부동산과 물상보증인 을 소유 부동산 중 을 소유 부동산에 먼저 경매가 이루어져 공동근저당권자인 병이 변제를 받았는데, 을 소유 부동산에 대한 후순위저당권자 정이 을 명의로 대위의 부기등기를 하지 않고 있는 동안 병이 임의로 갑 소유 부동산에 설정되어 있던 공동근저당권을 말소하였고, 그 후 갑 소유 부동산에 무 명의의 근저당권이 설정되었다가 경매로 그 부동산이 매각된 사안에서, 민법 제482조 제2항 제1호에 의하여 갑과 정은 무에게 대항할 수 없다고 한 사례.
제756조 사용자의 배상책임
①타인을 사용하여 어느 사무에 종사하게 한 자는 피용자가 그 사무집행에 관하여 제삼자에게 가한 손해를 배상할 책임이 있다. 그러나 사용자가 피용자의 선임 및 그 사무감독에 상당한 주의를 한 때 또는 상당한 주의를 하여도 손해가 있을 경우에는 그러하지 아니하다.
②사용자에 가름하여 그 사무를 감독하는 자도 전항의 책임이 있다.
③전2항의 경우에 사용자 또는 감독자는 피용자에 대하여 구상권을 행사할 수 있다.
1.[1] 민법 제760조 제3항은 교사자나 방조자는 공동행위자로 본다고 규정하여 교사자나 방조자에게 공동불법행위자로서 책임을 부담시키고 있는바, 방조라 함은 불법행위를 용이하게 하는 직접, 간접의 모든 행위를 가리키는 것으로서 작위에 의한 경우뿐만 아니라 작위의무 있는 자가 그것을 방지하여야 할 제반 조치를 취하지 아니하는 부작위로 인하여 불법행위자의 실행행위를 용이하게 하는 경우도 포함하는 것이고, 이러한 불법행위의 방조는 형법과 달리 손해의 전보를 목적으로 하여 과실을 원칙적으로 고의와 동일시하는 민법의 해석으로서는 과실에 의한 방조도 가능하다고 할 것이며, 이 경우의 과실의 내용은 불법행위에 도움을 주지 않아야 할 주의의무가 있음을 전제로 하여 이 의무에 위반하는 것을 말하고, 방조자에게 공동불법행위자로서의 책임을 지우기 위하여는 방조행위와 피방조자의 불법행위 사이에 상당인과관계가 있어야 한다.
[2] 지방재정법 제72조, 제73조, 제76조, 같은법시행령 제80조 등 관계 법령에 의하면, 지방자치단체 소유의 행정재산인 임야와 같은 공유재산에 관하여는 관리청이나 그로부터 재산관리를 위임받은 공무원은 매년 그 재산의 실태를 조사하여 재산관리 및 변동상황을 기록·유지하고, 공유재산의 구분에 따라 등기·등록 기타 권리보전에 필요한 조치를 취하고 관계대장을 관리하는 등 공유재산의 보전·관리의무를 부담하고 있으나, 지방자치단체 소유의 교육용 행정재산인 임야에 대한 보존·관리 책임을 지고 있는 지방자치단체나 그 소속 공무원이 과실로 그 부하 직원의 임야 불법매각 행위를 가능하게 하거나 용이하게 하는 직접, 간접의 방조행위를 하였거나, 위 부하 직원의 불법행위를 알거나 예견하면서도 이를 방치하였다는 등의 특별한 사정을 인정할 수 없다면, 위 임야의 불법매각 전에도 위 부하 직원이 장기간에 걸쳐 지방자치단체 소유의 부동산을 불법매각한 비리를 저지른 적이 있었고, 공유재산을 관리하는 지방자치단체나 그 재산관리를 담당하는 공무원들이 지방자치단체 소유의 임야의 관리나 재산관리를 보조하는 위 부하 직원에 대한 감독을 철저히 하지 아니하고 직인 관리를 소홀히 하였다는 것만으로 이들이 위 부하 직원의 위 임야의 불법매각 행위를 방조하였다고 할 수는 없다고 한 사례.
2.민법 제426조가 연대채무에 있어서의 변제에 관하여 채무자 상호간에 통지의무를 인정하고 있는 취지는, 연대채무에 있어서는 채무자들 상호간에 공동목적을 위한 주관적인 연관관계가 있고 이와 같은 주관적인 연관관계의 발생 근거가 된 대내적 관계에 터잡아 채무자 상호간에 출연분담에 관한 관련관계가 있게 되므로, 구상관계에 있어서도 상호 밀접한 주관적인 관련관계를 인정하고 변제에 관하여 상호 통지의무를 인정함으로써 과실 없는 변제자를 보다 보호하려는 데 있으므로, 이와 같이 출연분담에 관한 주관적인 밀접한 연관관계가 없고 단지 채권만족이라는 목적만을 공통으로 하고 있는 부진정 연대채무에 있어서는 그 변제에 관하여 채무자 상호간에 통지의무 관계를 인정할 수 없고, 변제로 인한 공동면책이 있는 경우에 있어서는 채무자 상호간에 어떤 대내적인 특별관계에서 또는 형평의 관점에서 손해를 분담하는 관계가 있게 되는데 불과하다고 할 것이므로, 부진정 연대채무에 해당하는 공동불법행위로 인한 손해배상채무에 있어서도 채무자 상호간에 구상요건으로서의 통지에 관한 민법의 위 규정을 유추 적용할 수는 없다.
2.[1] 합동법무사사무소의 구성원인 법무사들이 위촉된 등기사무를 처리함에 있어서 실제로 그 구성원 법무사 중 누가 사무를 처리하든 관계없이 한 달을 열흘 단위로 나누어 구성원 1인의 이름으로 처리하기로 내부방침을 정하고 있었고, 위 방침에 따라 구성원인 법무사 중 1인이 등기신청 대행 업무를 처리하면서 다른 법무사를 서류상 작성명의인으로 기재한 경우, 서류상 작성명의인인 법무사는 합동사무소에 위촉되어 동업관계에 있는 법무사와 공동으로 처리하여야 할 업무를 위임하여 처리하도록 한 셈이므로 그 업무처리에 있어 실제 업무를 처리한 법무사를 지휘·감독하여야 할 사용자관계에 있다고 보아야 한다.
[2] 구 법무사법(1996. 12. 12. 법률 제5180호로 전문 개정되기 전의 것제23조는 법무사가 사건의 위촉을 받은 경우에는 위촉인에게 법령에 의하여 작성된 인감증명서나 주민등록증 등을 제출 또는 제시하게 하거나 기타 이에 준하는 확실한 방법으로 위촉인이 본인 또는 그 대리인임이 상위 없음을 확인하여야 하고 그 확인 방법 및 내용 등을 사건부에 기재하여야 한다고 규정하고 있는바, 그 취지는 법무사가 위촉인이 본인 또는 대리인임을 확인하기 위하여 주민등록증이나 인감증명서를 제출 또는 제시하도록 하여 특별히 의심할 만한 사정이 발견되지 아니하는 경우에는 그 증명서만으로 본인임을 확인할 수 있을 것이나, 그와 같은 확인 과정에서 달리 의심할 만한 정황이 있는 경우에는 가능한 여러 방법을 통하여 본인 여부를 한층 자세히 확인할 의무가 있다.
3.[1] 예금채권은 금전채권의 일종으로서 일반거래상 자유롭게 양도될 필요성이 큰 재산이므로, 은행거래약관에서 예금채권에 관한 양도금지의 특약을 정하고 있는 경우, 이러한 특약은 예금주의 이해관계와 밀접하게 관련되어 있는 중요한 내용에 해당하므로, 은행으로서는 고객과 예금계약을 체결함에 있어서 이러한 약관의 내용에 대하여 구체적이고 상세한 명시·설명의무를 지게 되고, 만일 은행이 그 명시·설명의무에 위반하여 예금계약을 체결하였다면, 은행거래약관에 포함된 양도금지의 특약을 예금계약의 내용으로 주장할 수 없다.
[2] 이른바 폰뱅킹(phone-banking; telebanking에 의한 자금이체신청의 경우에는 은행의 창구직원이 직접 손으로 처리하는 경우와는 달리 그에 따른 자금이체가 기계에 의하여 순간적으로 이루어지지만, 그것이 채권의 준점유자에 대한 변제로서 은행에 대하여 요구되는 주의의무를 다하였는지 여부를 판단함에 있어서는, 자금이체시의 사정만을 고려할 것이 아니라 그 이전에 행하여진 폰뱅킹의 등록을 비롯한 제반 사정을 총체적으로 고려하여야 하며, 한편 은행이 거래상대방의 본인 여부를 확인할 필요가 있는 경우에 담당직원으로 하여금 그 상대방이 거래명의인의 주민등록증을 소지하고 있는지 여부를 확인하는 것만으로는 부족하고 그 직무수행상 필요로 하는 충분한 주의를 다하여 주민등록증의 진정 여부 등을 확인함과 아울러 그에 부착된 사진과 실물을 대조하여야 할 것인바, 만일 실제로 거래행위를 한 상대방이 주민등록상의 본인과 다른 사람이었음이 사후에 밝혀졌다고 한다면, 특별한 사정이 없는 한, 은행으로서는 위와 같은 본인확인의무를 다하지 못한 과실이 있는 것으로 사실상 추정된다.
[3] 공동불법행위의 성립에는 공동불법행위자 상호간에 의사의 공통이나 공동의 인식이 필요하지 아니하고 객관적으로 각 그 행위에 관련공동성이 있으면 족하고 그 관련공동성이 있는 행위에 의하여 손해가 발생하였다면 그 손해배상책임을 면할 수 없으며, 또한 공동불법행위책임은 가해자 각 개인의 행위에 대하여 개별적으로 그로 인한 손해를 구하는 것이 아니라 그 가해자들이 공동으로 가한 불법행위에 대하여 그 책임을 추궁하는 것으로, 법원이 피해자의 과실을 들어 과실상계를 함에 있어서는 피해자의 공동불법행위자 각인에 대한 과실비율이 서로 다르더라도 피해자의 과실을 공동불법행위자 각인에 대한 과실로 개별적으로 평가할 것이 아니고 그들 전원에 대한 과실로 전체적으로 평가하여야 한다.
[4] 자신 명의의 예금거래를 위하여 타인에게 주민등록증을 교부한 결과 그 주민등록증이 사기범죄에 의한 예금의 부당인출에 이용된 사안에서, 그 주민등록증을 교부한 예금주와 사기범 등 사이에 은행에 대한 공동불법행위가 성립한다고 한 사례.
(98다20059
4.[1] 가압류신청에서 채권액보다 지나치게 과다한 가액을 주장하여 그 가액대로 가압류 결정이 된 경우 본안 판결에서 피보전권리가 없는 것으로 확인된 부분의 범위 내에서는 가압류채권자의 고의·과실이 추정되고 다만 특별한 사정이 있으면 고의·과실이 부정된다.
[2] 가압류채권자가 본안소송에서 패소하여 그의 과실이 추정되는 경우, 패소 확정된 금액에 관해서 제1심은 이를 인용하였으나 항소심에서 결론을 달리한 사정이 있기는 하지만 그 금액은 가압류채권자에게 귀책사유 있는 잘못된 충당행위로 인한 손해임이 본안소송에서 이미 확정된 이상 가압류채무자가 업무상배임죄로 유죄판결을 받았다거나 사실관계 및 소송의 경과가 복잡하였다는 사정만으로 부당 보전처분에 대한 가압류채권자의 과실 추정이 번복되지는 않는다고 본 사례.
[3] 민사상의 금전채권에 있어서 부당한 보전처분으로 인하여 그 채권금을 제때에 지급받지 못함으로써 발생하는 통상의 손해액은 그 채권금에 대한 민법 소정의 연 5푼의 비율에 의한 지연이자 상당액이라 할 것이고, 이 채권이 공탁되었다면 그 공탁금에 딸린 이자와의 차액 상당액이 손해액이 된다고 할 것이며, 이러한 이치는 가집행을 면하기 위하여 강제집행정지신청을 하면서 담보로 금전을 공탁하였는데 가집행이 실효된 경우에도 마찬가지라고 할 것이므로, 설사 부당한 보전처분으로 인해 채무자가 실제로 부당하게 가압류된 금원을 활용하여 얻을 수 있었던 금융상의 이익이나 강제집행정지의 담보제공을 위하여 공탁한 금원을 조달하기 위한 금융상의 이자 상당액에 해당하는 손해를 입었다고 하더라도 이는 특별손해로서 보전처분 채권자 또는 가집행 채권자가 이를 알았거나 알 수 있었을 경우에 한하여 그에 대한 배상책임이 있다.
5.자동차대여사업자가 자동차운전면허가 없는 사람에게 무면허자임을 알면서도 승용차를 대여하였고, 그 무면허자가 대여받은 승용차를 운전하던 중 운전미숙의 과실로 인하여 교통사고가 발생한 경우, 무면허운전은 도로교통법 제40조 제1항에 의하여 금지되어 있는 범죄행위임이 명백하고 운전기술이 없거나 미숙한 사람이 자동차를 운전할 경우에는 타인의 생명이나 신체에 위해를 미칠 위험이 큰 점에 비추어 볼 때, 달리 특별한 사정이 없는 한 자동차대여사업자가 무면허자에게 위 자동차를 대여한 행위와 무면허자의 위와 같은 운전미숙이 원인이 되어 발생한 교통사고 사이에는 상당인과관계가 있다고 보아야 한다.
6.가. 국가배상법 제2조 제1항 단서에는 군인, 군무원, 경찰공무원 또는 향토예비군대원이 전투, 훈련 기타 직무집행과 관련하여 전사, 순직 또는 공상을 입은 경우와 그들이 국방 또는 치안유지의 목적상 사용하는 시설 및 자동차, 함선, 항공기 기타 운반기구 안에서 전사, 순직 또는 공상을 입은 경우에 관한 것을 규정하고 있어, 헌법 제29조 제2항에서 규정하고 있는 군인, 군무원, 경찰공무원 기타 법률이 정하는 자가 전투, 훈련 등 직무집행과 관련하여 손해를 입은 경우보다 범위를 확대한 것같이 보이지만, 국가배상법에서 국방 또는 치안유지의 목적상 사용하는 시설 및 자동차, 함선, 항공기 기타 운반기구 안에서 사망하거나 부상한 경우 중 전사, 순직 또는 공상을 입은 경우에 한하여 그 배상청구를 제한하고 있어 결국 헌법 제29조 제2항에서 규정하고 있는 전투, 훈련등 직무집행과 관련하여 사망하거나 부상을 입은 경우에 해당된다 할 것이므로, 국가배상법 제2조 제1항 단서가 헌법 제29조 제2항의 위임범위를 벗어났다고 할 수 없다.
나. 헌법 제111조 제1항 제1호 및 헌법재판소법 제41조 제1항의 각 규정에 의하면 헌법재판소의 위헌심판권은 형식적 의미의 법률을 대상으로 할 뿐 헌법의 다른 규정 즉 강학상 인정되는 하위규범에까지 미친다고 할 수 없으므로, 헌법 규정 상호간의 충돌로 인한 효력문제는 사법심사의 대상이 아니라고 할 것이다.
다. 군인의 사망이 국가배상법 제2조 제1항 단서 소정의 “순직”에 해당하는지 여부는 그 군인이 자기의 직무수행과 관련하여 피해를 입었는지 여부에 따라 판단하여야 할 것이고, 가해자인 군대 상급자의 구타행위 등이 그 징계권 또는 훈계권의 한계를 넘어 불법행위를 구성하는지 여부는 순직 여부를 판단하는 데 직접적인 관계가 없다.
라. 군 내무반에서 상급자로부터 분실된 보급품을 찾아보라는 지시를 받고도 이를 이행하지 아니하여 이에 따른 훈계를 받는 과정에서 폭행을 당하고 이로 인하여 사망하였다면 그 군인의 사망은 국가배상법 제2조 제1항 단서 소정의 “순직"에 해당한다.
마. 국가유공자예우등에관한법률 및 군인연금법의 각 보상규정은 국가배상법 제2조 제1항 단서 소정의 “다른 법령의 규정”에 해당한다.
7.[1] 교통사고로 오른쪽 하퇴부에 광범위한 압궤상 및 연부조직 손상 등의 상해를 입은 고등학교 1학년 여학생이 사고 후 12개월 동안 병원에서 치료를 받았으나 다리부위에 보기 흉한 흉터가 남았고 목발을 짚고 걸어다녀야 했으며 치료도 계속하여 받아야 했는데 이로 인하여 사람들과의 접촉을 피하고 심한 우울증에 시달리다가 자신의 상태를 비관, 농약을 마시고 자살한 경우, 교통사고와 사망 사이에 상당인과관계가 있다고 본 사례.
[2] 만 16세 남짓한 고등학교 1학년 학생이 무면허로 오토바이를 운전하다 사고를 낸 경우, 사고 당시의 연령과 수학정도 등에 비추어 불법행위에 대한 책임을 변식할 능력은 있었으나, 경제적인 면에서 전적으로 그의 부모에게 의존하며 그들의 보호·감독을 받고 있었으므로, 부모로서는 그 자에 대하여 면허 없이 오토바이를 운전하지 못하도록 하는 등 보호·감독을 철저히 하여야 할 주의의무가 있는데도 이를 게을리한 잘못이 있다고 하여 그 부모에게도 교통사고에 대한 손해배상책임이 있다고 본 사례.
8.[1] 사용자는 근로계약에 수반되는 신의칙상의 부수적 의무로서 피용자가 노무를 제공하는 과정에서 생명, 신체, 건강을 해치는 일이 없도록 인적·물적 환경을 정비하는 등 필요한 조치를 강구하여야 할 보호의무를 부담하고, 이러한 보호의무를 위반함으로써 피용자가 손해를 입은 경우 이를 배상할 책임이 있다.
[2] 보호의무위반을 이유로 사용자에게 손해배상책임을 인정하기 위하여는 특별한 사정이 없는 한 그 사고가 피용자의 업무와 관련성을 가지고 있을 뿐 아니라 또한 그 사고가 통상 발생할 수 있다고 하는 것이 예측되거나 예측할 수 있는 경우라야 할 것이고, 그 예측가능성은 사고가 발생한 때와 장소, 가해자의 분별능력, 가해자의 성행, 가해자와 피해자의 관계 기타 여러 사정을 고려하여 판단하여야 한다.
[3] 야간에 회사 기숙사 내에서 발생한 입사자들 사이의 구타행위에 대하여 회사의 보호의무위반이나 불법행위상의 과실책임을 인정하지 않은 사례.
9.[1] 사고로 인하여 상해를 입은 피해자가 치료를 받던 중 치료를 하던 의사의 과실 등으로 인한 의료사고로 증상이 악화되거나 새로운 증상이 생겨 손해가 확대된 경우에는, 의사에게 중대한 과실이 있다는 등의 특별한 사정이 없는 한 확대된 손해와 최초의 사고 사이에도 상당인과관계가 있다고 할 것이고, 위와 같은 의사에게 중대한 과실이 있다는 등특별한 사정의 존재에 관한 입증책임은 최초의 사고를 야기한 자에게 있다.
[2] 원래 의료행위에 있어서 주의의무 위반으로 인한 불법행위 또는 채무불이행으로 인한 책임이 있다고 하기 위하여는 의료행위상의 주의의무의 위반과 손해의 발생과의 사이의 인과관계의 존재가 전제되어야 하나, 의료행위가 고도의 전문적 지식을 필요로 하는 분야이고, 그 의료의 과정은 대개의 경우 환자 본인이 그 일부를 알 수 있는 외에 의사만이 알 수 있을 뿐이며, 치료의 결과를 달성하기 위한 의료 기법은 의사의 재량에 달려 있기 때문에 손해 발생의 직접적인 원인이 의료상의 과실로 말미암은 것인지 여부는 전문가인 의사가 아닌 보통인으로서는 도저히 밝혀낼 수 없는 특수성이 있어서 환자측이 의사의 의료행위상의 주의의무 위반과 손해의 발생과 사이의 인과관계를 의학적으로 완벽하게 입증한다는 것은 극히 어려우므로, 환자가 치료 도중에 사망한 경우에 있어서는, 피해자측에서 일련의 의료행위 과정에 있어서 저질러진 일반인의 상식에 바탕을 둔 의료상의 과실 있는 행위를 입증하고 그 결과와 사이에 일련의 의료행위 외에 다른 원인이 개재될 수 없다는 점, 이를테면 환자에게 의료행위 이전에 그러한 결과의 원인이 될 만한 건강상의 결함이 없었다는 사정을 증명한 경우에 있어서는 의료행위를 한 측이 그 결과가 의료상의 과실로 말미암은 것이 아니라 전혀 다른 원인으로 말미암은 것이라는 입증을 하지 아니하는 이상 의료상 과실과 결과 사이의 인과관계를 추정하여 손해배상책임을 지울 수 있도록 입증책임을 완화하는 것이 손해의 공평·타당한 부담을 그 지도원리로 하는 손해배상제도의 이상에 맞는다고 하지 않을 수 없다.
[3] 진찰 결과 장파열, 복강내출혈 및 비장손상 등의 가능성이 있어 응급개복술의 시행이 필요한 부상자를 그 처의 요청으로 집 근처 병원으로 이송시키던 중 부상자가 복강내출혈 등으로 사망한 경우, 다른 사망원인이나 의사가 즉시 개복수술을 시행하였어도 사망하였을 것이라는 점에 대한 입증이 없는 이상 의사가 수술을 실시하지 아니한 채 만연히 부상자를 다른 병원으로 이송하도록 한 과실로 수술이 지연되어 부상자가 사망하였다고 추정함이 상당하다고 본 사례.
[4] 공동불법행위 책임은 가해자 각 개인의 행위에 대하여 개별적으로 그로 인한 손해를 구하는 것이 아니라 그 가해자들이 공동으로 가한 불법행위에 대하여 그 책임을 추궁하는 것으로, 법원이 피해자의 과실을 들어 과실상계를 함에 있어서는 피해자의 공동불법행위자 각인에 대한 과실비율이 서로 다르더라도 피해자의 과실을 공동불법행위자 각인에 대한 과실로 개별적으로 평가할 것이 아니고 그들 전원에 대한 과실로 전체적으로 평가하여야 한다.
10.[1] 국가배상법 제5조 제1항 소정의 '영조물 설치 관리상의 하자'라 함은 공공의 목적에 공여된 영조물이 그 용도에 따라 통상 갖추어야 할 안전성을 갖추지 못한 상태에 있음을 말하고, 영조물의 설치 및 관리에 있어서 항상 완전무결한 상태를 유지할 정도의 고도의 안전성을 갖추지 아니하였다고 하여 영조물의 설치 또는 관리에 하자가 있는 것으로는 할 수 없는 것으로서, 영조물의 설치자 또는 관리자에게 부과되는 방호조치의무의 정도는 영조물의 위험성에 비례하여 사회통념상 일반적으로 요구되는 정도의 것을 말하므로, 영조물인 도로의 경우도 다른 생활필수시설과의 관계나 그것을 설치하고 관리하는 주체의 재정적, 인적, 물적 제약 등을 고려하여 그것을 이용하는 자의 상식적이고 질서 있는 이용 방법을 기대한 상대적인 안전성을 갖추는 것으로 족하다.
[2] 도로의 설치·관리상의 하자는 도로의 위치 등 장소적인 조건, 도로의 구조, 교통량, 사고시에 있어서의 교통 사정 등 도로의 이용 상황과 본래의 이용 목적 등 제반 사정과 물적 결함의 위치, 형상 등을 종합적으로 고려하여 사회통념에 따라 구체적으로 판단하여야 하는 바, 특히 강설은 기본적 환경의 하나인 자연현상으로서 그것이 도로교통의 안전을 해치는 위험성의 정도나 그 시기를 예측하기 어렵고 통상 광범위한 지역에 걸쳐 일시에 나타나고 일정한 시간을 경과하면 소멸되는 일과성을 띠는 경우가 많은 점에 비하여, 이로 인하여 발생되는 도로상의 위험에 대처하기 위한 완벽한 방법으로서 도로 자체에 융설 설비를 갖추는 것은 현대의 과학기술의 수준이나 재정사정에 비추어 사실상 불가능하고, 가능한 방법으로 인위적으로 제설작업을 하거나 제설제를 살포하는 등의 방법을 택할 수밖에 없는데, 그러한 경우에 있어서도 적설지대에 속하는 지역의 도로라든가 최저속도의 제한이 있는 고속도로 등 특수 목적을 갖고 있는 도로가 아닌 일반 보통의 도로까지도 도로관리자에게 완전한 인적, 물적 설비를 갖추고 제설작업을 하여 도로통행상의 위험을 즉시 배제하여 그 안전성을 확보하도록 하는 관리의무를 부과하는 것은 도로의 안전성의 성질에 비추어 적당하지 않고, 오히려 그러한 경우의 도로통행의 안전성은 그와 같은 위험에 대면하여 도로를 이용하는 통행자 개개인의 책임으로 확보하여야 한다.
[3] 강설의 특성, 기상적 요인과 지리적 요인, 이에 따른 도로의 상대적 안전성을 고려하면 겨울철 산간지역에 위치한 도로에 강설로 생긴 빙판을 그대로 방치하고 도로상황에 대한 경고나 위험표지판을 설치하지 않았다는 사정만으로 도로관리상의 하자가 있다고 볼 수 없다고 한 사례.
11.[1] 거래 등의 기초가 되는 정보의 진실성은 스스로 검증하여 거래하는 것이 원칙이므로 정보제공자가 법령상·계약상 의무 없이 단지 질의에 응답한 것에 불과한 경우에는 고의로 거짓 정보를 제공하거나 선행행위 등으로 위험을 야기하였다는 등의 특별한 사정이 없는 한 위와 같은 응답행위가 불법행위를 구성한다고 볼 수 없다.
[2] 갑이 택지개발사업지구 내 신축 건물에서 안마시술소 개설이 가능하다는 합병 전 한국토지공사(이하 ‘한국토지공사’라 한다직원 을의 답변을 듣고 시설공사를 하였으나 관할 행정청에게서 용도변경 불가통보를 받은 사안에서, 건축물 용도변경에 관한 사항은 관할 행정청의 소관으로 택지개발사업 시행자에 불과한 한국토지공사의 업무라고 볼 수 없으므로 위 답변만으로 한국토지공사가 갑에게 위 건물을 안마시술소로 용도변경할 수 있음을 보증하였거나 신뢰를 부여한 것으로 볼 수 없을 뿐만 아니라, 을이 위 건물에 안마시술소를 개설할 수 있는지를 문의받고 안마시술소 개설이 가능하다고 잘못된 답변을 하였더라도 답변 내용의 정확성에 관한 판단은 최종적으로 갑 스스로 하는 것이므로 특별한 사정이 없는 한 을이 위 답변에 대하여 불법행위책임을 부담한다고 볼 수 없음에도, 소속 직원이 잘못된 정보를 갑에게 제공한 과실이 있다는 이유로 한국토지공사의 사용자책임을 인정한 원심판결에 법리오해의 위법이 있다고 한 사례.
1.[1] 불법행위 성립요건으로서의 위법성은 관련 행위 전체를 일체로만 판단하여 결정하여야 하는 것은 아니고, 문제가 되는 행위마다 개별적·상대적으로 판단하여야 할 것이므로 어느 시설을 적법하게 가동하거나 공용에 제공하는 경우에도 그로부터 발생하는 유해배출물로 인하여 제3자가 손해를 입은 경우에는 그 위법성을 별도로 판단하여야 하고, 이러한 경우의 판단 기준은 그 유해의 정도가 사회생활상 통상의 수인한도를 넘는 것인지 여부라고 할 것이다.
[2] 고속도로의 확장으로 인하여 소음·진동이 증가하여 인근 양돈업자가 양돈업을 폐업하게 된 사안에서, 양돈업에 대한 침해의 정도가 사회통념상 일반적으로 수인할 정도를 넘어선 것으로 보아 한국도로공사의 손해배상책임을 인정한 사례.
[3] 환경정책기본법 제31조 제1항 및 제3조 제1호, 제3호, 제4호에 의하면, 사업장 등에서 발생되는 환경오염으로 인하여 피해가 발생한 경우에는 당해 사업자는 귀책사유가 없더라도 그 피해를 배상하여야 하고, 위 환경오염에는 소음·진동으로 사람의 건강이나 환경에 피해를 주는 것도 포함되므로, 피해자들의 손해에 대하여 사업자는 그 귀책사유가 없더라도 특별한 사정이 없는 한 이를 배상할 의무가 있다.
2.[1] 지방자치단체가 설치·경영하는 학교의 교장이나 교사는 학생을 보호·감독할 의무를 지는 것이지만, 이러한 보호·감독의무는 교육법에 따라 학생들을 친권자 등 법정감독의무자에 대신하여 감독을 하여야 하는 의무로서 학교 내에서의 학생의 전 생활관계에 미치는 것은 아니고, 학교에서의 교육활동 및 이와 밀접 불가분의 관계에 있는 생활관계에 한하며, 그 의무범위 내의 생활관계라고 하더라도 교육활동의 때와 장소, 가해자의 분별능력, 가해자의 성행, 가해자와 피해자의 관계, 기타 여러 사정을 고려하여 사고가 학교생활에서 통상 발생할 수 있다고 하는 것이 예측되거나 또는 예측가능성(사고발생의 구체적 위험성이 있는 경우에 한하여 교장이나 교사는 보호·감독의무 위반에 대한 책임을 진다.
[2] 만 14세 4개월의 중학교 2년생이 체육시간에 피해자의 잘못으로 체육교사로부터 단체기합을 받았다는 이유로 그 직후의 휴식기간에 피해자를 폭행하여 상해를 가한 경우, 가해자의 성행, 피해자와의 관계, 단체기합의 정도 등에 비추어 체육교사 또는 담임교사 등에게 사고에 대한 예측가능성이 없었다고 본 사례.
3.[1] 민법 제756조에 규정된 사용자책임의 요건인 '사무집행에 관하여'라는 뜻은 피용자의 불법행위가 외형상 객관적으로 사용자의 사업활동 내지 사무집행행위 또는 그와 관련된 것이라고 보여질 때에는 행위자의 주관적 사정을 고려함이 없이 이를 사무집행에 관하여 한 행위로 본다는 것으로, 피용자가 고의에 기하여 다른 사람에게 가해행위를 한 경우 그 행위가 피용자의 사무집행 그 자체는 아니라 하더라도 사용자의 사업과 시간적, 장소적으로 근접하고, 피용자의 사무의 전부 또는 일부를 수행하는 과정에서 이루어지거나 가해행위의 동기가 업무처리와 관련된 것일 경우에는 외형적, 객관적으로 사용자의 사무집행행위와 관련된 것이라고 보아 사용자책임이 성립한다고 할 것이고, 이 경우 사용자가 위험발생 및 방지조치를 결여하였는지 여부도 손해의 공평한 부담을 위하여 부가적으로 고려할 수 있다.
[2] 호텔 종업원의 손님에 대한 상해행위가 민법 제756조 소정의 사무집행에 관한 것이라고 보아 사용자책임을 인정한 사례.
4.[1] 증권회사의 임·직원이 강행법규에 위반한 투자수익보장 투자를 권유하여 이에 따른 결과 투자자가 손실을 본 경우에, 그 거래 경위와 거래 방법, 고객의 투자 상황, 거래의 위험도 및 이에 관한 설명의 정도 등을 종합적으로 고려한 후 당해 권유행위가 경험이 부족한 일반 투자자에게 거래행위에 필연적으로 수반되는 위험성에 관한 올바른 인식 형성을 방해하거나, 고객의 투자 상황에 비추어 과대한 위험성을 수반하는 거래를 적극적으로 권유한 경우에 해당하여 결국 고객에 대한 보호의무를 저버려 위법성을 띤 행위인 것으로 평가된다면 이는 불법행위를 구성한다.
[2] 증권회사 직원의 업무집행과 관련한 불법행위로 손해를 본 고객이 직원에게 손해배상을 요구하자 직원이 고객의 계좌를 운용하여 그 잔고를 불법행위 이전 상태로 복귀하여 주되 만약 차액이 발생하면 이를 책임지기로 합의하고 위 합의에 따라 고객의 계좌를 운영하였으나 손해가 발생한 경우, 위 합의는 투자수익보장 약정과 일임매매 약정에 해당하는 것으로서 위 약정을 체결한 동기, 거래 경위와 거래 방법 등 제반 사정에 비추어 직원의 위 투자권유행위가 불법행위에 해당한다고 보아 위 합의 이후에 발생한 손해에 대하여도 증권회사의 사용자책임을 인정한 사례.
5.[1] 민법 제758조 제1항 소정의 공작물의 설치·보존상의 하자라 함은 공작물이 용도에 따라 통상 갖추어야 할 안전성을 갖추지 못한 상태에 있음을 말하는 것으로서, 이와 같은 안전성의 구비 여부를 판단함에 있어서는 당해 공작물의 설치·보존자가 그 공작물의 위험성에 비례하여 사회통념상 일반적으로 요구되는 정도의 방호조치의무를 다하였는지 여부를 기준으로 삼아야 한다.
[2] 공작물인 도로의 설치·관리상의 하자는 도로의 위치 등 장소적인 조건, 도로의 구조, 교통량, 사고시에 있어서의 교통 사정 등 도로의 이용 상황과 그 본래의 이용 목적 등 제반 사정과 물적 결함의 위치, 형상 등을 종합적으로 고려하여 사회통념에 따라 구체적으로 판단하여야 한다.
[3] 편도 2차선 고속도로의 갓길과 2차선에 걸쳐 고여 있는 빗물에 차량이 미끄러져 180°회전하면서 동일한 경위로 미끄러져 갓길에 정차하여 차량을 점검하고 있던 다른 운전자를 들이받은 사고가 발생한 경우, 고속도로의 설치·관리상의 하자가 있다고 본 사례.
6.[1] 특정 소송사건에서 당사자의 일방을 보조하기 위하여 보조참가를 하려면 당해 소송의 결과에 대하여 이해관계가 있어야 하고, 여기에서 말하는 이해관계라 함은 사실상, 경제상 또는 감정상의 이해관계가 아니라 법률상의 이해관계를 가리킨다.
[2] 불법행위로 인한 손해배상책임을 지는 자는 피해자가 다른 공동불법행위자들을 상대로 제기한 손해배상 청구소송의 결과에 대하여 법률상의 이해관계를 갖는다고 할 것이므로, 위 소송에 원고를 위하여 보조참가를 할 수가 있고, 피해자인 원고가 패소판결에 대하여 상소를 하지 않더라도 원고의 상소기간 내라면 보조참가와 동시에 상소를 제기할 수도 있다.
[3] 도로의 설치 후 제3자의 행위에 의하여 그 본래의 목적인 통행상의 안전에 결함이 발생한 경우에는 도로에 그와 같은 결함이 있다는 것만 가지고 도로의 보존상의 하자를 인정할 수는 없고, 당해 도로의 구조, 장소적 환경과 이용상황 등 제반 사정을 종합하여 그와 같은 결함을 제거하여 원상으로 복구할 수 있는데도 이를 방치한 것인지의 여부를 개별적, 구체적으로 살펴서 하자의 유무를 판단하여야 할 것이고, 객관적으로 보아 도로의 안전상의 결함이 시간적, 장소적으로 그 점유·관리자의 관리행위가 미칠 수 없는 상황 아래에 있는 경우에는 관리상의 하자를 인정할 수 없다.
7.[1] 공동불법행위자는 채권자에 대한 관계에서 연대책임(부진정연대채무을 지되 공동불법행위자들 내부관계에서는 일정한 부담 부분이 있고, 이 부담 부분은 공동불법행위자의 채권자에 대한 가해자로서의 과실 정도에 따라 정하여지는 것으로서 여기에서의 과실은 의무위반이라는 강력한 과실임에 반하여, 불법행위에 있어서 피해자의 과실을 따지는 과실상계에서의 과실은 가해자의 과실과 달리 사회통념이나 신의성실의 원칙에 따라 공동생활에 있어 요구되는 약한 의미의 부주의를 가리키는 것이다.
[2] 공동불법행위자 중의 1인이 다른 공동불법행위자와 공동불법행위자로서 제3자에게 손해배상책임을 짐과 동시에 피해자로서 다른 공동불법행위자에게 불법행위로 인한 손해배상을 구하는 경우에 피해자로서의 과실상계의 대상이 되는 과실 내용이나 비율은 공동불법행위자 사이에 제3자에 대한 가해자로서의 부담 부분을 정하기 위한 과실 내용이나 비율과 반드시 일치되어야 하는 것은 아니라고 할 것이다.
8.[1] 민법 제758조 제1항 소정의 공작물점유자라 함은 공작물을 사실상 지배하면서 그 설치 또는 보존상의 하자로 인하여 발생할 수 있는 각종 사고를 방지하기 위하여 공작물을 보수·관리할 권한 및 책임이 있는 자를 말한다.
[2] 공장근저당권자가 공장의 부도로 대표이사 등이 도피한 상태에서 담보물의 가치를 보전하기 위하여 경비용역업체를 통하여 공장을 경비한 사실만으로 민법 제758조 제1항 소정의 공작물점유자에 해당한다고 볼 수 없다고 한 사례.
9.민법 제756조의 사용자책임이 성립하려면 사용자가 불법행위자인 피용자를 실질적으로 지휘·감독하는 관계에 있어야 하므로, 피용자가 퇴직한 뒤에는 퇴직에도 불구하고 사용자의 실질적인 지휘·감독 아래에 있었다고 볼 수 있는 특별한 사정이 없다면 그의 행위에 대하여 원칙적으로 종전의 사용자에게 사용자책임을 물을 수 없다.
10.[1] 민법 제756조에 규정된 사용자책임의 요건인 '사무집행에 관하여'라는 뜻은 피용자의 불법행위가 외형상 객관적으로 사용자의 사업활동 내지 사무집행 행위 또는 그와 관련된 것이라고 보여질 때에는 주관적 사정을 고려함이 없이 이를 사무집행에 관하여 한 행위로 본다는 것이고, 여기에서 외형상 객관적으로 사용자의 사무집행에 관련된 것인지 여부는 피용자의 본래 직무와 불법행위와의 관련 정도 및 사용자에게 손해발생에 대한 위험 창출과 방지조치 결여의 책임이 어느 정도 있는지를 고려하여 판단하여야 할 것이다.
[2] 증권회사의 전 지점장이 회사를 퇴직한 후 같은 지점에서 투자상담사로 근무하다가 그 직을 그만두었음에도 불구하고 이를 숨기고 고객들을 상대로 투자상담사로서의 업무를 계속하였고, 증권회사에서도 그의 업무수행을 묵인하고 회사의 투자상담사로서 업무를 수행하는 것처럼 외관을 갖게 하였다면, 그가 고객들의 증권카드와 인감을 사용하여 금원을 인출한 행위에 대하여 증권회사는 사용자책임을 면할 수 없다고 한 사례.
11.[1] 민법 제756조에 규정된 사용자책임의 요건인 ‘사무집행에 관하여’라는 뜻은, 피용자의 불법행위가 외형상 객관적으로 사용자의 사업활동 내지 사무집행 행위 또는 그와 관련된 것이라고 보일 때에는 주관적 사정을 고려함이 없이 이를 사무집행에 관하여 한 행위로 본다는 것이고, 여기에서 외형상 객관적으로 사용자의 사무집행에 관련된 것인지는, 피용자의 본래 직무와 불법행위의 관련 정도 및 사용자에게 손해발생에 대한 위험 창출과 방지조치 결여의 책임이 어느 정도 있는지를 고려하여 판단하여야 한다
[2] 피용자의 불법행위가 외관상 사무집행의 범위 내에 속하는 것으로 보이는 경우에도 피용자의 행위가 사용자나 사용자에 갈음하여 그 사무를 감독하는 자의 사무집행행위에 해당하지 않음을 피해자 자신이 알았거나 또는 중대한 과실로 알지 못한 때에는 사용자 또는 사용자에 갈음하여 사무를 감독하는 자에게 사용자책임을 물을 수 없는데, 이 경우 중대한 과실은 거래의 상대방이 조금만 주의를 기울였더라면 피용자의 행위가 그 직무권한 내에서 적법하게 행하여진 것이 아니라는 사정을 알 수 있었음에도, 만연히 이를 직무권한 내의 행위라고 믿음으로써 일반인에게 요구되는 주의의무에 현저히 위반하는 것으로 거의 고의에 가까운 정도의 주의를 결여하고, 공평의 관점에서 상대방을 구태여 보호할 필요가 없다고 인정되는 상태를 말한다. 그리고 특히 금융기관과의 거래에서는 금융기관의 피용자와 거래 상대방 사이에 이루어진 금융거래의 내용, 거래 방식, 사용된 서류의 양식 등이 건전한 금융거래의 상식에 비추어 정식 금융거래와는 동떨어진 때에는 거래 상대방에게 사무집행행위에 해당하지 않는다는 점에 대한 고의 또는 중대한 과실이 인정될 여지가 많다.
[3] 갑이 전혀 거래관계가 없던 을 은행 지점 고객상담실에서 초면인 부지점장 병에게 거액의 자기앞수표를 교부하면서 지점 지배인의 사용인감이 날인되고 보관인 이름에 ‘병’이라고 기재된 현금보관증만을 교부받았을 뿐 예금증서를 교부받거나 이를 요구하지도 않는 등 비정상적인 방식으로 금융거래를 하였다가, 병 등이 수표금을 개인적으로 소비함에 따라 손해를 입고 을 은행을 상대로 사용자책임을 물은 사안에서, 수표 교부와 현금보관증 작성이 비록 을 은행 지점 고객상담실에서 이루어졌다 하더라도 외형상 객관적으로 병의 을 은행 부지점장으로서 사무집행과 관련이 있다고 보기 어렵고, 그렇지 않다고 하더라도 갑은 위 수표 교부와 현금보관증 작성이 실제로는 병의 을 은행 부지점장으로서 사무집행 범위 내에 속하지 않음을 알고 있었거나 조금만 주의를 기울였다면 알 수 있었음에도 단기간에 고액의 수익을 얻으려는 욕심에서 일반인에게 요구되는 주의의무를 현저히 위반하였다고 보아야 하며, 공평의 관점에서 보더라도 갑을 보호할 필요가 없다고 볼 여지가 충분한데도, 수표 교부와 현금보관증 작성이 병의 을 은행 부지점장으로서 사무집행과 관련되어 있고, 갑이 그렇게 믿은 데 고의 또는 중대한 과실이 없다고 보아 을 은행의 사용자책임을 인정한 원심판결에는 사용자책임의 요건인 사무집행 관련성 또는 사용자책임이 면책되는 피해자의 고의 또는 중대한 과실에 관한 법리오해의 위법이 있다고 한 사례.
1.[1] 문서제출명령신청에 대해서, 별다른 판단을 하지 아니한 채 변론을 종결하고 판결을 선고한 것은 문서제출명령신청을 묵시적으로 기각한 취지라고 할 것이니 이를 가리켜 판단유탈에 해당한다고는 볼 수 없다.
[2] 공동의 이해관계를 갖는 다수의 사람들이 그들의 주장이나 목적을 관철할 의도하에 한 집단행동이 민사상 불법행위를 구성하는 위법성을 갖는지 여부는, 그 집단행동의 구체적인 내용, 방법, 정도뿐만 아니라 이에 이른 동기나 목적, 경위, 상황 등을 침해이익과 함께 종합적으로 고려하여 그 집단행동이 사회통념상 용인될 만한 정도의 상당성이 있는지 여부에 의하여 판단하여야 할 것이다.
[3] 소각장 설치를 반대하기 위한 주민들의 집단행동이 불법행위를 구성한다고 본 사례.
2.[1] 법률행위는 당사자의 내심적 의사의 여하에 관계없이 당사자가 그 표시행위에 부여한 객관적 의미를 합리적으로 해석하여야 하고, 특히 당사자 일방이 주장하는 계약의 내용이 상대방에게 중대한 책임을 부과하게 되는 경우에는 더욱 엄격하게 해석하여야 한다.
[2] 자동차운전학원 운영자와 피교습자가 자동차운전교습계약을 체결하면서 피교습자가 위 학원에서 교습기간 중 교습용 차량을 운전하다가 사고를 일으켜 학원 운영자와 피교습자가 공동으로 손해배상책임을 지는 경우에 특별한 사정이 없는 한 운영자만이 전적으로 그 책임을 지고 피교습자의 책임은 면제하기로 합의하였다거나 자동차운전교습계약에 당사자들의 그러한 의사가 포함되어 있었다고 해석할 수는 없다.
[3] 불법행위에 있어서 부진정연대채무의 관계에 있는 복수의 책임주체 중 1인이 자기 부담 부분 이상을 변제하여 공동의 면책을 얻게 하고 다른 부진정연대채무자에 대하여 그 부담 부분의 비율에 따라 구상권을 행사하는 경우 부담 부분의 비율을 판단함에 있어서는, 불법행위 및 손해와 관련하여 그 발생 내지 확대에 대한 각 부진정연대채무자의 주의의무의 정도에 상응한 과실의 정도를 비롯한 기여도 등 사고 내지 손해와 직접적으로 관련된 대외적 요소를 고려하여야 함은 물론, 나아가 부진정연대채무자 사이에 특별한 내부적 법률관계가 있어 그 실질적 관계를 기초로 한 요소를 참작하지 않으면 현저하게 형평에 어긋난다고 인정되는 경우에는 그 대내적 요소도 참작하여야 하며, 일정한 경우에는 그와 같은 제반 사정에 비추어 손해의 공평한 분담이라는 견지에서 신의칙상 상당하다고 인정되는 한도 내에서만 구상권을 행사하도록 제한할 수도 있다.
3.[1] 학교에서 학생들을 지도·감독할 의무는 학교 내에서의 학생의 전생활관계에 미치는 것이 아니라 학교에서의 교육활동 및 이와 밀접 불가분의 관계에 있는 생활관계에 한하고, 그 의무 범위 내의 생활관계라 하더라도 교육활동의 때, 장소, 가해자의 분별능력, 가해자의 성행, 가해자와 피해자의 관계, 기타 여러 사정을 고려하여 학교생활에서 통상 발생할 수 있다고 예측되거나 또는 그 예측가능성(사고발생의 구체적 위험성이 있는 경우에 한한다.
[2] 국립 전남대학교에서 한총련 산하 남총련의 간부들이 엉뚱한 사람을 경찰프락치라고 속단하여 감금폭행하여 사망에 이르게 한 경우, 그 사망사고가 전남대학교의 불법행위자들에 대한 교육활동이나 이에 밀접한 생활관계와 연관성이 있다고 보기 어려울 뿐만 아니라 전남대학교에 학교생활에서 위와 같은 사망사고가 발생하리라는 점에 대한 예견가능성이 있었다고 보기 어렵다는 이유로 전남대학교(국가측의 손해배상책임을 부정한 사례.
4.[1] 공동불법행위자는 채권자에 대한 관계에서는 연대책임(부진정연대채무을 지되, 공동불법행위자들 내부관계에서는 일정한 부담 부분이 있고, 이 부담 부분은 공동불법행위자의 과실의 정도에 따라 정하여지는 것으로서 공동불법행위자 중 1인이 자기의 부담 부분 이상을 변제하여 공동의 면책을 얻게 하였을 때에는 다른 공동불법행위자에게 그 부담 부분의 비율에 따라 구상권을 행사할 수 있다.
[2] 공동불법행위자 상호간에 공동면책에 따른 구상권 행사를 위하여는 전체 공동불법행위자 가운데 구상의 상대방이 부담하는 부분의 비율을 정하여야 하므로 단순히 구상의 당사자 사이의 상대적 부담 비율만을 정하여서는 아니 되며, 또한 피해자가 여럿이고 피해자별로 공동불법행위자 또는 공동불법행위자들 내부관계에 있어서의 일정한 부담 부분이 다른 경우에는 피해자별로 구상관계를 달리 정하여야 한다.
5.[1] 화물자동차운송사업면허를 가진 운송사업자와 실질적으로 자동차를 소유하고 있는 차주간의 계약으로 외부적으로는 자동차를 운송사업자 명의로 등록하여 운송사업자에게 귀속시키고 내부적으로는 각 차주들이 독립된 관리 및 계산으로 영업을 하며 운송사업자에 대하여는 지입료를 지불하는 운송사업형태(이른바 지입제에 있어, 그 지입차주가 지입된 차량을 직접 운행·관리하면서 그 명의로 화물운송계약을 체결하였다고 하더라도, 대외적으로는 그 차량의 소유자인 회사의 위임을 받아 운행·관리를 대행하는 지위에 있는 지입차주가 지입회사를 대리한 행위로서 그 법률효과는 지입회사에 귀속된다.
[2] 지입차량의 차주 또는 그가 고용한 운전자의 과실로 타인에게 손해를 가한 경우에는 지입회사는 명의대여자로서 제3자에 대하여 지입차량이 자기의 사업에 속하는 것을 표시하였을 뿐 아니라, 객관적으로 지입차주를 지휘·감독하는 사용자의 지위에 있다 할 것이므로 이러한 불법행위에 대하여는 그 사용자책임을 부담한다고 할 것이다.
6.[1] 구 실용신안법(1998. 9. 23. 법률 제5577호로 전문 개정되기 전의 것제31조에서 준용하는 특허법 제130조는 "타인의 특허권 또는 전용실시권을 침해한 자는 그 침해행위에 대하여 과실이 있는 것으로 추정한다."라고 규정하고 있는바, 그 취지는 특허발명의 경우 그 내용이 특허공보 또는 특허등록원부 등에 의해 공시되어 일반 공중에게 널리 알려질 수 있고, 또 업으로서 기술을 실시하는 사업자에게 당해 기술분야에서의 특허권의 침해에 대한 주의의무를 부과하는 것이 정당하다는 데 있다.
[2] 주식회사의 실용신안권 침해행위를 결정하고 실행한 대표이사에게 공동불법행위책임을 인정한 사례.
[3] 등록고안이 등록된 지 6년가량 지나서야 실용신안권을 행사하였다 하여 권리자가 고의로 그 권리행사를 게을리하였다고 단정하기도 어렵거니와, 가사 권리자가 권리행사를 게을리함으로써 실용신안권의 침해행위가 그 기간만큼 가능하게 되었다고 하더라도, 위 침해행위가 권리자가 권리행사를 게을리한 것에 의하여 유발된 것이 아니어서 그 권리행사를 게을리한 것이 침해행위로 인한 손해의 발생 또는 그 확대의 한 원인이 되었다고 볼 수는 없을 것이고, 권리자가 권리행사를 게을리하였다는 사유를 들어 침해행위로 인한 손해배상책임을 제한하는 것이 공평 또는 신의칙의 견지에서 타당하다고 할 것도 아니다.
7.피해자가 공동불법행위자들을 모두 피고로 삼아 한꺼번에 손해배상청구의 소를 제기한 경우와 달리 공동불법행위자별로 별개의 소를 제기하여 소송을 진행하는 경우에는 각 소송에서 제출된 증거가 서로 다르고 이에 따라 교통사고의 경위와 피해자의 손해액산정의 기초가 되는 사실이 달리 인정됨으로 인하여 과실상계비율과 손해액도 서로 달리 인정될 수 있는 것이므로, 피해자가 공동불법행위자들 중 일부를 상대로 한 전소에서 승소한 금액을 전부 지급받았다고 하더라도 그 금액이 나머지 공동불법행위자에 대한 후소에서 산정된 손해액에 미치지 못한다면 후소의 피고는 그 차액을 피해자에게 지급할 의무가 있다.
8.[1] 어떠한 행정처분이 후에 항고소송에서 취소되었다고 할지라도 그 기판력에 의하여 당해 행정처분이 곧바로 공무원의 고의 또는 과실로 인한 것으로서 불법행위를 구성한다고 단정할 수는 없는 것이고, 그 행정처분의 담당공무원이 보통 일반의 공무원을 표준으로 하여 볼 때 객관적 주의의무를 결하여 그 행정처분이 객관적 정당성을 상실하였다고 인정될 정도에 이른 경우에 비로소 국가배상법 제2조 소정의 국가배상책임의 요건을 충족하였다고 봄이 상당할 것이며, 이 때에 객관적 정당성을 상실하였는지 여부는 피침해이익의 종류 및 성질, 침해행위가 되는 행정처분의 태양 및 그 원인, 행정처분의 발동에 대한 피해자측의 관여의 유무, 정도 및 손해의 정도 등 제반 사정을 종합하여 손해의 전보책임을 국가 또는 지방자치단체에게 부담시켜야 할 실질적인 이유가 있는지 여부에 의하여 판단하여야 한다.
[2] 법령에 의하여 국가가 그 시행 및 관리를 담당하는 시험에 있어 시험문항의 출제 및 정답결정에 오류가 있어 이로 인하여 합격자 결정이 위법하게 되었다는 것을 이유로 공무원 내지 시험출제에 관여한 시험위원의 고의·과실로 인한 국가배상책임을 인정하기 위하여는, 해당 시험의 실시목적이 시험에 응시한 개인에게 특정한 자격을 부여하는 개인적 이해관계 이외에 일정한 수준의 적정 자격을 갖춘 자에게만 특정 자격을 부여하는 사회적 제도로서 그 시험의 실시에 일반 국민의 이해관계와도 관련되는 공익적 배려가 있는지 여부, 그와 같은 시험이 시험시행 당시의 법령이 정한 요건과 절차에 따라 국가기관 내지 소속 공무원이 구체적 시험문제의 출제, 정답 결정, 합격 여부의 결정을 위하여 해당 시험과목별로 외부의 전문 시험위원을 적정하게 위촉하였는지 여부, 위촉된 시험위원들이 문제를 출제함에 있어 최대한 주관적 판단의 여지를 배제하고 객관적 입장에서 해당 과목의 시험을 출제하였는지 및 같은 과목의 시험위원들 사이에 출제된 문제와 정답의 결정과정에 다른 의견은 없었는지 여부, 1차시험의 오류를 주장하는 응시자 본인에게 사후에 국가가 1차시험의 합격을 전제로 2차시험의 응시자격을 부여하였는지 여부 등 제반 사정을 종합적으로 고려하여 시험관련 공무원 혹은 시험위원이 객관적 주의의무를 결하여 그 시험의 출제와 정답 및 합격자 결정 등의 행정처분이 객관적 정당성을 상실하고, 이로 인하여 손해의 전보책임을 국가에게 부담시켜야 할 실질적인 이유가 있다고 인정되어야 한다.
9.[1] 불법행위에 있어서 고의는 객관적으로 위법이라고 평가되는일정한 결과가 발생하리라는 것을 알면서 감히 이를 행하는 심리상태로서, 객관적으로 위법이라고 평가되는 일정한 결과의 발생이라는 사실의 인식만 있으면 되고 그 외에 그것이 위법한 것으로 평가된다는 것까지 인식하는 것을 필요로 하는 것은 아니다.
[2] 채무가 고의의 불법행위로 인한 것이라는 이유로 채무자의 상계가 불허된다고 한 사례.
10.[1] 불법행위에 기한 손해배상 사건에 있어서 피해자가 입은 손해가 자연력과 가해자의 과실행위가 경합되어 발생된 경우 가해자의 배상범위는 손해의 공평한 부담이라는 견지에서 손해발생에 대하여 자연력이 기여하였다고 인정되는 부분을 공제한 나머지 부분으로 제한하여야 함이 상당하고, 다만 피해자가 입은 손해가 통상의 손해와는 달리 특수한 자연적 조건 아래 발생한 것이라 하더라도 가해자가 그와 같은 자연적 조건이나 그에 따른 위험의 정도를 미리 예상할 수 있었고 또 과도한 노력이나 비용을 들이지 아니하고도 적절한 조치를 취하여 자연적 조건에 따른 위험의 발생을 사전에 예방할 수 있었다면, 그러한 사고방지 조치를 소홀히 하여 발생한 사고로 인한 손해배상의 범위를 정함에 있어서 자연력의 기여분을 인정하여 가해자의 배상범위를 제한할 것은 아니다.
[2] 원자력발전소의 온배수 배출행위와 해수온도의 상승이라는 자연력이 복합적으로 작용하여 온배수배출구 인근 양식장에서 어류가 집단폐사한 경우, 손해배상 범위 결정시 자연력의 기여도를 고려하는 것이 타당하다.
[3] 자연력과 가해자의 과실행위가 경합되어 손해가 발생한 경우 가해자의 배상범위를 제한함에 있어서 자연력의 기여도에 관한 비율의 결정은 그것이 형평의 원칙에 비추어 현저히 불합리하다고 인정되지 아니하는 한 사실심의 전권사항에 속한다.
[4] 환경정책기본법 제3조 제4호는 "환경오염이라 함은 사업활동 기타 사람의 활동에 따라 발생되는 대기오염, 수질오염, 토양오염, 해양오염, 방사능오염, 소음·진동, 악취 등으로서 사람의 건강이나 환경에 피해를 주는 상태를 말한다."고 규정하고 있으므로, 원전냉각수 순환시 발생되는 온배수의 배출은 사람의 활동에 의하여 자연환경에 영향을 주는 수질오염 또는 해양오염으로서 환경오염에 해당한다.
[5] 불법행위 성립요건으로서의 위법성은 관련 행위 전체를 일체로만 판단하여 결정하여야 하는 것은 아니고, 문제가 되는 행위마다 개별적·상대적으로 판단하여야 할 것이므로 어느 시설을 적법하게 가동하거나 공용에 제공하는 경우에도 그로부터 발생하는 유해배출물로 인하여 제3자가 손해를 입은 경우에는 그 위법성을 별도로 판단하여야 하고, 이러한 경우의 판단 기준은 그 유해의 정도가 사회생활상 통상의 수인한도를 넘는 것인지 여부이다.
[6] 특수한 이상고온 상태에서 단기간에 폐사한 어류의 폐사 당시의 객관적 교환가치에 기초한 손해배상을 구하는 것이지 어류의 양식으로 인하여 얻을 수 있는 장래의 수익 상실에 관한 손해의 배상을 구하는 것이 아닌 경우, 통상의 자연폐사율, 즉 치어일 때부터 성어가 되어 출하할 때까지의 전 기간을 관찰하여 얻은 자연폐사율은 의미가 없고 오로지 위와 같은 특수상황에서의 자연폐사율이 얼마냐가 문제될 뿐인데 그 특수한 상황에서의 자연폐사율을 인정할 증거가 없는 이상 이러한 사정은 자연력의 기여도를 참작하여 합리적으로 고려하여야 한다.
[7] 불법행위로 인한 손해의 발생 또는 확대에 관하여 피해자에게도 과실이 있어서 가해자의 손해배상의 범위를 정하기 위하여 양자의 과실비율을 교량함에 있어서는 손해의 공평부담이라는 제도의 취지에 비추어 사고 발생에 관련된 제반 상황이 충분히 고려되어야 할 것이며, 과실상계 사유에 관한 사실인정이나 그 비율을 정하는 것이 사실심의 전권사항이라고 하더라도 그것이 형평의 원칙에 비추어 현저히 불합리해서는 안 된다.
[8] 양식장 운영자가 원자력발전소의 온배수를 이용하기 위하여 온배수 영향권 내에 육상수조식 양식장을 설치하였는데 원자력발전소에서 배출된 온배수가 이상고온으로 평소보다 온도가 높아진 상태에서 자연해수와 혼합되어 위 양식장의 어류가 집단 폐사한 경우, 원자력발전소 운영자의 과실에 비하여 양식장 운영자의 과실이 훨씬 중대하다고 판단한 사례.
1.파견근로자보호등에관한법률에 의한 근로자 파견은 파견사업주가 근로자를 고용한 후 그 고용관계를 유지하면서 사용사업주와 사이에 체결한 근로자 파견계약에 따라 사용사업주에게 근로자를 파견하여 근로를 제공하게 하는 것으로서, 파견근로자는 사용사업주의 사업장에서 그의 지시·감독을 받아 근로를 제공하기는 하지만 사용사업주와의 사이에는 고용관계가 존재하지 아니하는 반면, 파견사업주는 파견근로자의 근로계약상의 사용자로서 파견근로자에게 임금지급의무를 부담할 뿐만 아니라, 파견근로자가 사용사업자에게 근로를 제공함에 있어서 사용사업자가 행사하는 구체적인 업무상의 지휘·명령권을 제외한 파견근로자에 대한 파견명령권과 징계권 등 근로계약에 기한 모든 권한을 행사할 수 있으므로 파견근로자를 일반적으로 지휘·감독해야 할 지위에 있게 되고, 따라서 파견사업주와 파견근로자 사이에는 민법 제756조의 사용관계가 인정되어 파견사업주는 파견근로자의 파견업무에 관련한 불법행위에 대하여 파견근로자의 사용자로서의 책임을 져야 하지만, 파견근로자가 사용사업주의 구체적인 지시·감독을 받아 사용사업주의 업무를 행하던 중에 불법행위를 한 경우에 파견사업주가 파견근로자의 선발 및 일반적 지휘·감독권의 행사에 있어서 주의를 다하였다고 인정되는 때에는 면책된다고 할 것이다.
2.[1] 유치원이나 학교의 교사는 원아와 학생을 보호·감독할 의무를 지는 것이나, 그러한 보호감독의무는 관련 법령에 따라 원아와 학생들을 친권자 등 법정감독의무자에 대신하여 보호·감독하여야 하는 의무로서 유치원과 학교에서의 교육활동 및 이에 밀접·불가분의 관계에 있는 생활관계에 한하고, 그 의무범위 내의 생활관계라고 하더라도 교육활동의 때, 장소, 가해자의 분별능력, 가해자의 성행, 가해자와 피해자의 관계, 원아나 학생의 연령, 사회적 경험, 판단능력, 기타 여러 사정을 참작하여 사고가 학교생활에서 통상 발생할 수 있다고 하는 것이 예측되거나 또는 예측가능성이 있는 경우에만 교사는 보호감독의무 위반에 대한 책임을 진다.
[2] 유치원 운영자의 원아에 대한 단 1회의 성추행을 방지하지 못한 유치원 교사의 손해배상책임을 부정한 사례.
3.[1] 수인이 공동하여 타인에게 손해를 가하는 민법 제760조의 공동불법행위의 경우 행위자 상호간의 공모는 물론 공동의 인식을 필요로 하지 아니하고 객관적으로 그 공동행위가 관련공동되어 있으면 족하며, 그 관련공동성 있는 행위에 의하여 손해가 발생함으로써 공동불법행위가 성립하고, 같은 조 제3항의 방조라 함은 불법행위를 용이하게 하는 직접·간접의 모든 행위를 가리키는 것으로서 형법과 달리 손해의 전보를 목적으로 하여 과실을 원칙적으로 고의와 동일시하는 민법의 해석으로서는 과실에 의한 방조도 가능하다고 할 것이며, 이 경우의 과실의 내용은 불법행위에 도움을 주지 않아야 할 주의의무가 있음을 전제로 하여 이 의무에 위반하는 것을 말한다.
[2] 그룹 부회장의 배임행위에 관하여 그룹 회장에게도 방조의 책임이 있다고 인정한 사례.
4.원심은, 그 채택 증거에 의하여 피고들의 공유인 이 사건 건물의 외벽에 부착되어 있던 간판이 떨어져 마침 위 건물 앞 인도를 지나가던 원고 정명숙의 머리에 부딪힌 사실, 위 간판은 위 건물의 일부를 임차하여 학원을 설립한 박인자가 피고들(소유자의 승낙하에 설치한 것인데, 원심 공동피고인 김영환, 이은진이 박인자로부터 학원의 일부를 양수하면서 간판에 대한 권리도 양수한 사실 등을 인정한 다음, 판시와 같은 이유로 피고들(소유자는 김영환, 이은진과 함께 위 간판의 공동점유자이므로 위 사고로 인하여 원고들이 입은 손해를 배상할 책임이 있다고 판단하였다.
원심이 적법하게 확정한 사실 및 기록에 의하면, 피고들은 이 사건 건물의 공유자로서 그 일부씩을 타에 임대하였으므로 공용부분인 위 건물의 외벽에 대하여는 직접점유자의 위치에 있다고 할 것인 점, 위 건물 일부의 전 임차인 박인자가 위 건물 4, 5층의 외벽에 5개의 볼트를 박은 후 가로 2.8m, 세로 7m, 무게 150kg의 철제틀을 위 볼트에 걸고 철제틀에 현수막을 끼워 자신이 운영하는 학원의 광고목적으로 사용하였던 점, 그런데 위 건물 외벽에 박혀 있던 볼트 5개 중 3개가 떨어져 나가자 거기에 걸려 있던 철제틀이 무게를 이기지 못하고 추락하면서 마침 인도를 지나가던 원고 정명숙의 머리를 충격하여 위 원고가 중상을 입게 된 점, 위 건물 외벽은 건물임차인을 위한 광고물의 부착 등 광고목적에 통상적으로 사용되는 장소이나 위 철제틀 및 광고용 현수막은 관계 법령에 의하여 정하여진 기준에 맞지 않게 제작, 설치된 점을 인정할 수 있는바, 그렇다면 위와 같이 무거운 철제틀을 건물 외벽에 걸어 놓음에 따라 풍압이나 충격에 의하여 이를 지탱하는 볼트의 지지력이 약화되거나 떨어져 나갈 경우에는 철제틀이 추락하여 큰 사고가 발생할 위험이 상존하였으므로 위 건물의 외벽은 그 용도에 따라 통상 갖추어야 할 안전성을 갖추지 못한 상태에 있었다고 할 것이므로, 결국 피고들은 위 건물 외벽의 직접점유자로서 민법 제758조 제1항에 의하여 위 건물 외벽의 하자로 인하여 발생한 이 사건 사고에 대한 손해배상책임을 부담한다고 볼 것이다.
5.[1] 국가배상법 제2조 제2항에 의하면, 공무원의 직무상의 위법행위로 인하여 국가 또는 지방자치단체의 손해배상책임이 인정된 경우 그 위법행위가 고의 또는 중대한 과실에 기한 경우에는 국가 또는 지방자치단체는 당해 공무원에 대하여 구상할 수 있다 할 것이나, 이 경우 공무원의 중과실이라 함은 공무원에게 통상 요구되는 정도의 상당한 주의를 하지 않더라도 약간의 주의를 한다면 손쉽게 위법, 유해한 결과를 예견할 수 있는 경우임에도 만연히 이를 간과함과 같은 거의 고의에 가까운 현저한 주의를 결여한 상태를 의미한다.
[2] 집행관으로 하여금 임대차관계의 확인을 위하여 경매목적물 소재지에 주민등록 전입신고된 세대주 전원에 대하여 주민등록 등·초본을 발급받도록 하고 임차인 본인 및 그 가족들의 전·출입 상황을 현황조사보고서에 기재하도록 한 송무예규가 제정되어 시행된 것은 현황조사 이후로서 그 전에는 위와 같은 현황조사 방법과 정도에 관한 구체적인 기준이 마련되어 있지 않았던 점, 세대주가 가족들과 함께 거주하는 경우에도 사정상 다른 가족들은 주민등록을 달리하는 사례가 적지 아니하며, 한 가족이 같은 주소지에 전입신고를 하면서 세대를 합가하지 아니하고 별도의 세대로 주민등록을 하는 경우는 이례에 속하는 것으로 보이는 점 등의 사정에 공무원의 공무집행의 안정성을 확보하기 위해 고의·중과실의 경우에만 공무원 개인이 책임을 지도록 한 국가배상법의 취지와 중과실에 관한 법리를 종합하여 보면, 현황조사를 함에 있어 집행관에게 비록 정확하고 충실한 현황조사를 하지 못한 직무상의 과실이 있다 하더라도, 그것이 집행관이 현황조사를 함에 있어 기울여야 할 통상의 주의의무를 현저하게 결여한 중대한 과실에 해당한다고 보기는 어렵다고 한 사례.
6.온라인 서비스 제공자인 인터넷상의 홈페이지 운영자가 자신이 관리하는 전자게시판에 타인의 명예를 훼손하는 내용이 게재된 것을 방치하였을 때 명예훼손으로 인한 손해배상책임을 지게하기 위하여는 그 운영자에게 그 게시물을 삭제할 의무가 있음에도 정당한 사유 없이 이를 이행하지 아니한 경우여야 하고, 그의 삭제의무가 있는지는 게시의 목적, 내용, 게시기간과 방법, 그로 인한 피해의 정도, 게시자와 피해자의 관계, 반론 또는 삭제 요구의 유무 등 게시에 관련한 쌍방의 대응태도, 당해 사이트의 성격 및 규모·영리 목적의 유무, 개방정도, 운영자가 게시물의 내용을 알았거나 알 수 있었던 시점, 삭제의 기술적·경제적 난이도 등을 종합하여 판단하여야 할 것으로서, 특별한 사정이 없다면 단지 홈페이지 운영자가 제공하는 게시판에 다른 사람에 의하여 제3자의 명예를 훼손하는 글이 게시되고 그 운영자가 이를 알았거나 알 수 있었다는 사정만으로 항상 운영자가 그 글을 즉시 삭제할 의무를 지게 된다고 할 수는 없다.
7.[1] 상법 제395조에 정한 표현대표이사의 행위로 인한 회사의 책임이 성립하기 위하여는 회사의 대표이사가 아닌 이사가 외관상 회사의 대표권이 있는 것으로 인정될 만한 명칭을 사용하여 거래행위를 하여야 하고, 그와 같은 명칭이 표현대표이사의 명칭에 해당하는지 여부는 사회 일반의 거래통념에 따라 결정하여야 한다.
[2] '경리담당이사'는 회사를 대표할 권한이 있는 것으로 인정될 만한 명칭에 해당한다고 볼 수 없다고 하여 상법 제395조에 따른 회사의 책임을 부정한 사례.
[3] 피용자의 불법행위가 외관상 사무집행의 범위 내에 속하는 것으로 보이는 경우에 있어서도, 피용자의 행위가 사용자나 사용자에 갈음하여 그 사무를 감독하는 자의 사무집행 행위에 해당하지 않음을 피해자 자신이 알았거나 또는 중대한 과실로 인하여 알지 못한 경우에는 사용자책임을 물을 수 없고, 사용자책임이 면책되는 피해자의 중대한 과실이라 함은 거래의 상대방이 조금만 주의를 기울였더라면 피용자의 행위가 그 직무권한 내에서 적법하게 행하여진 것이 아니라는 사정을 알 수 있었음에도 만연히 이를 직무권한 내의 행위라고 믿음으로써 일반인에게 요구되는 주의의무에 현저히 위반하는 것으로 거의 고의에 가까운 정도의 주의를 결여하고, 공평의 관점에서 상대방을 구태여 보호할 필요가 없다고 봄이 상당하다고 인정되는 상태를 말한다.
[4] 피용자의 불법행위에 대한 사용자책임의 면책사유인 '피해자의 중대한 과실'을 인정한 사례.
8.[1] 미성년자가 책임능력이 있어 그 스스로 불법행위책임을 지는 경우에도 그 손해가 당해 미성년자의 감독의무자의 의무위반과 상당인과관계가 있으면 감독의무자는 일반불법행위자로서 손해배상책임이 있다 할 것이지만, 이 경우에 그러한 감독의무위반사실 및 손해발생과의 상당인과관계의 존재는 이를 주장하는 자가 입증하여야 한다.
[2] 재수생으로서 학원에 다니며 수학능력평가시험을 준비하던 책임능력 있는 미성년자가 타인을 폭행한 사안에서 감독의무자인 부에게 당해 미성년자에 대한 감독의무를 게을리 한 과실을 인정할 수 없다고 한 사례.
9.[1] 변제자대위는 주채무를 변제함으로써 주채무자 및 다른 연대보증인에 대하여 갖게 된 구상권의 효력을 확보하기 위한 제도여서 대위에 의한 원채권 및 담보권의 행사 범위는 구상권의 범위로 한정된다.
[2] 공동불법행위자 중 1인에 대하여 구상의무를 부담하는 다른 공동불법행위자가 수인인 경우에는 특별한 사정이 없는 이상 그들의 구상권자에 대한 채무는 각자의 부담 부분에 따른 분할채무로 봄이 상당하지만, 구상권자인 공동불법행위자측에 과실이 없는 경우, 즉 내부적인 부담 부분이 전혀 없는 경우에는 이와 달리 그에 대한 수인의 구상의무 사이의 관계를 부진정연대관계로 봄이 상당하다.
[3] 공동불법행위책임은 가해자 각 개인의 행위에 대하여 개별적으로 그로 인한 손해를 구하는 것이 아니라 그 가해자들이 공동으로 가한 불법행위에 대하여 그 책임을 추궁하는 것이므로, 공동불법행위로 인한 손해배상책임의 범위는 피해자에 대한 관계에서 가해자들 전원의 행위를 전체적으로 함께 평가하여 정하여야 하고, 그 손해배상액에 대하여는 가해자 각자가 그 금액의 전부에 대한 책임을 부담하는 것이며, 가해자의 1인이 다른 가해자에 비하여 불법행위에 가공한 정도가 경미하다고 하더라도 피해자에 대한 관계에서 그 가해자의 책임 범위를 위와 같이 정하여진 손해배상액의 일부로 제한하여 인정할 수 없다.
[4] 불법행위로 영업용 택시와 같은 수익용 차량이 손상되어 수리가 불가능한 경우에 새 차를 구입하여 영업을 개시할 수 있을 때까지의 기간 동안 영업을 하지 못한 휴업손해는 통상손해에 해당한다고 본 사례.
10.[1] 신의칙 또는 손해부담의 공평이라는 손해배상제도의 이념에 비추어 볼 때, 불법행위의 피해자에게는 그로 인한 손해의 확대를 방지하거나 감경하기 위하여 노력하여야 할 일반적인 의무가 있으며 피해자가 합리적인 이유 없이 손해경감조치의무를 이행하지 않을 경우에는 법원이 그 손해배상액을 정함에 있어 민법 제763조, 제396조를 유추적용하여 그 손해확대에 기여한 피해자의 의무불이행의 점을 참작할 수 있고, 한편 손해의 확대를 방지하거나 경감하는데 적절한 법적 조치가 존재하는 경우 이는 손해경감조치에 해당될 수 있고, 피해자가 그 법적 조치를 취함에 있어 감당하기 어려운 많은 비용이 소요된다든가, 그 결과가 불확실하다거나, 판단을 받기까지 현저하게 많은 시간이 필요하다는 등의 사정이 없음에도 불구하고 합리적인 이유 없이 그 법적 조치를 취하지 아니한 경우에는 그 손해확대에 기여한 피해자의 의무불이행의 점을 손해배상액을 정함에 있어 참작할 수 있다.
[2] 피해자의 손해경감을 위한 법적 조치가 시기에 늦었다 하여 이를 손해배상액을 정함에 있어 참작할 수 있는 지를 판단함에 있어서는 당해 법적 조치의 종류와 성질, 사전 준비에 소요되는 시간, 사전의 다른 조치의 이행 여부, 피해자의 법률적 지식 등을 감안하여 사회통념에 따라 신중하게 판단하여야 한다.
[3] 전기공급중단에 의한 영업방해행위에 대하여 단전조치가 있은 지 3개월만에 단전금지등가처분신청을 제기한 것이 피해자의 손해배상액을 정함에 있어 참작할 정도로 시기에 늦었다고 보기는 어렵다고 한 사례.
[4] 일반적으로 타인의 불법행위로 인하여 재산권이 침해된 경우에는 특별한 사정이 없는 한 그 재산적 손해의 배상에 의하여 정신적 고통도 회복된다고 보아야 할 것이고 재산적 손해의 배상만으로는 회복할 수 없는 정신적 손해가 있다면 그 위자료를 인정할 수 있다.
1.[1] 대표이사의 대표권한 범위를 벗어난 행위라 하더라도 그것이 회사의 권리능력의 범위 내에 속한 행위이기만 하면 대표권의 제한을 알지 못하는 제3자가 그 행위를 회사의 대표행위라고 믿은 신뢰는 보호되어야 하고, 대표이사가 대표권의 범위 내에서 한 행위는 설사 대표이사가 회사의 영리목적과 관계없이 자기 또는 제3자의 이익을 도모할 목적으로 그 권한을 남용한 것이라 할지라도 일단 회사의 행위로서 유효하고, 다만 그 행위의 상대방이 대표이사의 진의를 알았거나 알 수 있었을 때에는 회사에 대하여 무효가 되는 것이며, 이는 민법상 법인의 대표자가 대표권한을 남용한 경우에도 마찬가지이다.
[2] 법인의 대표자의 행위가 직무에 관한 행위에 해당하지 아니함을 피해자 자신이 알았거나 또는 중대한 과실로 인하여 알지 못한 경우에는 법인에게 손해배상책임을 물을 수 없다고 할 것이고, 여기서 중대한 과실이라 함은 거래의 상대방이 조금만 주의를 기울였더라면 대표자의 행위가 그 직무권한 내에서 적법하게 행하여진 것이 아니라는 사정을 알 수 있었음에도 만연히 이를 직무권한 내의 행위라고 믿음으로써 일반인에게 요구되는 주의의무에 현저히 위반하는 것으로 거의 고의에 가까운 정도의 주의를 결여하고, 공평의 관점에서 상대방을 구태여 보호할 필요가 없다고 봄이 상당하다고 인정되는 상태를 말한다.
[3] 상법 제54조의 상사법정이율은 상행위로 인한 채무나 이와 동일성을 가진 채무에 관하여 적용되는 것이고, 상행위가 아닌 불법행위로 인한 손해배상채무에는 적용되지 아니한다.
[4] 피용자 본인이 불법행위의 성립 이후에 피해자에게 손해액의 일부를 변제하였다면, 피용자 본인의 피해자에 대한 변제금 중 사용자의 과실비율에 상응하는 부분만큼은 손해액의 일부로 변제된 것으로 보아 사용자의 손해배상책임이 그 범위 내에서는 소멸하게 되고, 따라서 사용자가 배상할 손해배상의 범위를 산정함에 있어 피해자의 과실을 참작하여 과실상계를 한 다음 산정된 손해액에서 피용자 본인의 변제금 중 사용자의 과실비율에 상응하는 부분을 공제하여야 하며, 이러한 법리는 피용자 본인이 불법행위의 성립 이후에 피해자에 대하여 일부 금원을 지급함에 있어서 명시적으로 손해배상의 일부 변제조로 지급한 것은 아니지만 불법행위를 은폐하거나 기망의 수단으로 지급한 경우(불법 차용행위를 은폐하기 위하여 피해자에게 차용금에 대한 이자 명목의 금원을 지급한 경우 등에도 마찬가지로 적용되어야 하고, 또 이는 법인의 대표자에 의한 불법행위로 법인의 불법행위책임이 성립하는 경우에도 다를 바가 없다.가해자인 피용자는 피해자에게 지급한 금원 중에서 사용자의 과실부분에 해당하는 금액을 사용자에게 청구해볼 수 있겠다.
2.[1] 타인에게 어떤 사업에 관하여 자기의 명의를 사용할 것을 허용한 경우에 그 사업이 내부관계에 있어서는 타인의 사업이고 명의자의 고용인이 아니라 하더라도 외부에 대한 관계에 있어서는 그 사업이 명의자의 사업이고 또 그 타인은 명의자의 종업원임을 표명한 것과 다름이 없으므로, 명의사용을 허용받은 사람이 업무수행을 함에 있어 고의 또는 과실로 다른 사람에게 손해를 끼쳤다면 명의사용을 허용한 사람은 민법 제756조에 의하여 그 손해를 배상할 책임이 있다고 할 것이고, 명의대여관계의 경우 민법 제756조가 규정하고 있는 사용자책임의 요건으로서의 사용관계가 있느냐 여부는 실제적으로 지휘·감독을 하였느냐의 여부에 관계없이 객관적·규범적으로 보아 사용자가 그 불법행위자를 지휘·감독해야 할 지위에 있었느냐의 여부를 기준으로 결정하여야 할 것이다.
[2] 사용자책임이 면책되는 피해자의 중대한 과실이라 함은 거래의 상대방이 조금만 주의를 기울였더라면 피용자의 행위가 그 직무권한 내에서 적법하게 행하여진 것이 아니라는 사정을 알 수 있었음에도 만연히 이를 직무권한 내의 행위라고 믿음으로써 일반인에게 요구되는 주의의무에 현저히 위반하는 것으로 거의 고의에 가까운 정도의 주의를 결여하고, 공평의 관점에서 상대방을 구태여 보호할 필요가 없다고 봄이 상당하다고 인정되는 상태를 말한다.
[3] 일반적인 거래관행과 상이하다는 것을 잘 알고 있음에도 불구하고 명의사용자의 불법적 행위에 편승하여 계약을 체결한 거래의 상대방에게는 일반적으로 요구되는 주의의무를 현저히 위반한 중과실이 인정된다고 판단한 사례.
3.[1] 민법 제758조 제1항에서 말하는 공작물의 설치·보존상의 하자라 함은 공작물이 그 용도에 따라 통상 갖추어야 할 안전성을 갖추지 못한 상태에 있음을 말하는 것으로서, 이와 같은 안전성의 구비 여부를 판단함에 있어서는 당해 공작물의 설치·보존자가 그 공작물의 위험성에 비례하여 사회통념상 일반적으로 요구되는 정도의 방호조치 의무를 다하였는지의 여부를 기준으로 판단하여야 한다.
[2] 공작물의 설치 후 제3자의 행위에 의하여 본래에 갖추어야 할 안전성에 결함이 발생된 경우에는 공작물에 그와 같은 결함이 있다는 것만으로 성급하게 공작물의 보존상의 하자를 인정하여서는 안 되고, 당해 공작물의 구조, 장소적 환경과 이용상황 등 제반 사정을 종합하여 그와 같은 결함을 제거하여 원상으로 복구할 수 있는데도 이를 방치한 것인지 여부를 개별적·구체적으로 심리하여 하자의 유무를 판단하여야 한다.
[3] 인접 토지에서의 건축공사로 인하여 그 공사현장과 경계를 이루는 담장에 발생한 균열 등에 대하여 공사현장을 점유하며 공사를 시행하고 있는 자에게 수차례 보수를 요구한 경우, 공작물인 담장의 위험성에 비례하여 사회통념상 일반적으로 요구되는 정도의 방호조치 의무를 다하였다고 보아 담장 소유자의 담장의 설치·보존상의 하자로 인한 책임이 부정된 사례.
4.[1] 예금계약은 예금자가 예금의 의사를 표시하면서 금융기관에 돈을 제공하고 금융기관이 그 의사에 따라 그 돈을 받아 확인을 하면 그로써 성립하며, 금융기관의 직원이 그 받은 돈을 금융기관에 실제로 입금하였는지 여부는 예금계약의 성립에는 아무런 영향을 미치지 아니한다.
[2] 피용자의 불법행위가 외관상 사무집행의 범위 내에 속하는 것으로 보이는 경우에도 피용자의 행위가 사용자나 사용자에 갈음하여 그 사무를 감독하는 자의 사무집행행위에 해당하지 않음을 피해자 자신이 알았거나 또는 중대한 과실로 알지 못한 경우에는 사용자 또는 사용자에 갈음하여 그 사무를 감독하는 자에 대하여 사용자책임을 물을 수 없다.
[3] 법인이 피해자인 경우 법인의 업무에 관하여 일체의 재판상 또는 재판 외의 행위를 할 권한이 있는 법률상 대리인이 가해자인 피용자의 행위가 사용자의 사무집행행위에 해당하지 않음을 안 때에는 피해자인 법인이 이를 알았다고 보아야 하고, 이러한 법리는 그 법률상 대리인이 본인인 법인에 대한 관계에서 이른바 배임적 대리행위를 하는 경우에도 마찬가지라고 할 것이다.
[4] 사용자로부터 위임을 받은 바 없이 행한 피용자의 금원차용행위 및 예금인출행위에 대하여 피해자인 은행의 지점장이 위 피용자의 행위가 사용자의 사무집행행위에 해당하지 않음을 알고도 이에 응한 경우, 위 은행은 그로 인한 손해에 대하여 사용자책임을 물을 수 없다고 한 사례.
[5] 민법 제35조에서 말하는 ‘이사 기타 대표자’는 법인의 대표기관을 의미하는 것이고 대표권이 없는 이사는 법인의 기관이기는 하지만 대표기관은 아니기 때문에 그들의 행위로 인하여 법인의 불법행위가 성립하지 않는다.
5.[1] 의료행위에 있어서 주의의무위반으로 인한 불법행위 또는 채무불이행으로 인한 책임이 있다고 하기 위하여는 의료행위상 주의의무의 위반, 손해의 발생 및 주의의무의 위반과 손해발생과의 사이에 인과관계가 존재하여야 함은 물론이나, 의료행위가 고도의 전문적 지식을 필요로 하는 분야이고 그 의료의 과정은 대개의 경우 환자 본인이 그 일부를 알 수 있는 외에 의사만이 알 수 있을 뿐이며, 치료의 결과를 달성하기 위한 의료기법은 의사의 재량에 달려 있기 때문에, 손해발생의 직접적인 원인이 의료상의 과실로 말미암은 것인지 여부는 전문가인 의사가 아닌 보통인으로서는 도저히 밝혀낼 수 없는 특수성이 있어서 환자측이 의사의 의료행위상의 주의의무위반과 손해발생과 사이의 인과관계를 의학적으로 완벽하게 입증한다는 것은 극히 어려운 일이므로, 의료사고가 발생한 경우 피해자측에서 일련의 의료행위 과정에 있어서 저질러진 일반인의 상식에 바탕을 둔 의료상의 과실이 있는 행위를 입증하고 그 결과와 사이에 일련의 의료행위 외에 다른 원인이 개재될 수 없다는 점, 이를테면 환자에게 의료행위 이전에 그러한 결과의 원인이 될 만한 건강상의 결함이 없었다는 사정을 증명한 경우에 있어서는, 의료행위를 한 측이 그 결과가 의료상의 과실로 인한 것이 아니라 전혀 다른 원인에 의한 것이라는 입증을 하지 아니하는 이상, 의료상 과실과 결과 사이의 인과관계를 추정하여 손해배상책임을 지울 수 있도록 입증책임을 완화하는 것이 손해의 공평·타당한 부담을 그 지도원리로 하는 손해배상제도의 이상에 맞는다.
[2] 다수의 의사가 의료행위에 관여한 경우 그 중 누구의 과실에 의하여 의료사고가 발생한 것인지 분명하게 특정할 수 없는 때에는 일련의 의료행위에 관여한 의사들 모두에 대하여 민법 제760조 제2항에 따라 공동불법행위책임을 물을 수 있다고 봄이 상당하다.
[3] 산재사고로 인하여 상해를 입은 피해자가 치료를 받던 중 치료를 하던 의사의 과실 등으로 인한 의료사고로 증상이 악화되거나 새로운 증상이 생겨 손해가 확대된 경우에는, 다른 특별한 사정이 없는 한 그와 같은 손해와 산재사고 사이에도 상당인과관계가 있다고 보아야 하므로, 산재사고와 의료사고가 각기 독립하여 불법행위의 요건을 갖추고 있으면서 객관적으로 관련되고 공동하여 위법하게 피해자에게 손해를 가한 것으로 인정된다면, 공동불법행위가 성립되어 공동불법행위자들이 연대하여 그 손해를 배상할 책임(부진정연대책임이 있다.
6.[1] 민법 제758조 제1항에 규정된 공작물의 설치·보존상의 하자라 함은 공작물이 그 용도에 따라 통상 갖추어야 할 안전성을 갖추지 못한 상태에 있음을 말하는 것으로서, 이와 같은 안전성의 구비 여부를 판단함에 있어서는 당해 공작물의 설치·보존자가 그 공작물의 위험성에 비례하여 사회통념상 일반적으로 요구되는 정도의 방호조치 의무를 다하였는지의 여부를 기준으로 삼아야 할 것이므로, 공작물에서 발생한 사고라도 그것이 공작물의 통상의 용법에 따르지 아니한 이례적인 행동의 결과로 발생한 사고라면, 특별한 사정이 없는 한 공작물의 설치·보존자에게 그러한 사고에까지 대비하여야 할 방호조치 의무가 있다고 할 수는 없다.
[2] 망인이 스키장 내 슬로프에서 스키를 타고 내려오던 중 넘어지면서 안전망에 부딪쳐 사망한 사안에서, 위 안전망이 통상 갖추어야 할 안전성을 갖추지 못하고 있다거나 그 관리자가 위 안전망을 설치·관리함에 있어 이용자에 대한 안전배려의무를 다하지 못한 과실이 있다고 볼 수 없다고 한 원심의 판단을 수긍한 사례.
7.[1] 사람은 누구나 자신의 얼굴 기타 사회통념상 특정인임을 식별할 수 있는 신체적 특징에 관하여 함부로 촬영 또는 그림묘사되거나 공표되지 아니하며 영리적으로 이용당하지 않을 권리를 가지는데, 이러한 초상권은 우리 헌법 제10조 제1문에 의하여 헌법적으로 보장되는 권리이다.
[2] 초상권 및 사생활의 비밀과 자유에 대한 부당한 침해는 불법행위를 구성하는데, 위 침해는 그것이 공개된 장소에서 이루어졌다거나 민사소송의 증거를 수집할 목적으로 이루어졌다는 사유만으로 정당화되지 아니한다.
[3] 초상권이나 사생활의 비밀과 자유를 침해하는 행위를 둘러싸고 서로 다른 두 방향의 이익이 충돌하는 경우에는 구체적 사안에서의 사정을 종합적으로 고려한 이익형량을 통하여 침해행위의 최종적인 위법성이 가려지는바, 이러한 이익형량과정에서, 첫째 침해행위의 영역에 속하는 고려요소로는 침해행위로 달성하려는 이익의 내용 및 그 중대성, 침해행위의 필요성과 효과성, 침해행위의 보충성과 긴급성, 침해방법의 상당성 등이 있고, 둘째 피해이익의 영역에 속하는 고려요소로는 피해법익의 내용과 중대성 및 침해행위로 인하여 피해자가 입는 피해의 정도, 피해이익의 보호가치 등이 있다.
[4] 보험회사 직원이 보험회사를 상대로 손해배상청구소송을 제기한 교통사고 피해자들의 장해 정도에 관한 증거자료를 수집할 목적으로 피해자들의 일상생활을 촬영한 행위가 초상권 및 사생활의 비밀과 자유를 침해하는 불법행위에 해당한다고 본 사례.
8.배우자 있는 부녀와 간통행위를 하고, 이로 인하여 그 부녀가 배우자와 별거하거나 이혼하는 등으로 혼인관계를 파탄에 이르게 한 경우 그 부녀와 간통행위를 한 제3자(상간자는 그 부녀의 배우자에 대하여 불법행위를 구성하고, 따라서 그로 인하여 그 부녀의 배우자가 입은 정신상의 고통을 위자할 의무가 있다고 할 것이나, 이러한 경우라도 간통행위를 한 부녀 자체가 그 자녀에 대하여 불법행위책임을 부담한다고 할 수는 없고, 또한 간통행위를 한 제3자(상간자역시 해의(해의를 가지고 부녀의 그 자녀에 대한 양육이나 보호 내지 교양을 적극적으로 저지하는 등의 특별한 사정이 없는 한 그 자녀에 대한 관계에서 불법행위책임을 부담한다고 할 수는 없다.
9.[1] 상법 제680조 제1항에서 말하는 손해방지비용이라 함은 보험자가 담보하고 있는 보험사고가 발생한 경우에 보험사고로 인한 손해의 발생을 방지하거나 손해의 확대를 방지함은 물론 손해를 경감할 목적으로 행하는 행위에 필요하거나 유익하였던 비용으로서, 보험계약자나 피보험자가 손해의 방지와 경감을 위하여 지출한 비용은 원칙적으로 자신의 보험자에게 청구하여야 한다. 다만, 공동불법행위로 말미암아 공동불법행위자 중 1인이 손해의 방지와 경감을 위하여 비용을 지출한 경우에 위와 같은 손해방지비용은 자신의 보험자뿐 아니라 다른 공동불법행위자의 보험자에 대하여도 손해방지비용에 해당하므로, 공동불법행위자들과 각각 보험계약을 체결한 보험자들은 각자 그 피보험자 또는 보험계약자에 대한 관계에서뿐 아니라 그와 보험계약관계가 없는 다른 공동불법행위자에 대한 관계에서도 그들이 지출한 손해방지비용의 상환의무를 부담한다. 또한 이러한 관계에 있는 보험자들 상호간에는 손해방지비용의 상환의무에 관하여 공동불법행위에 기한 손해배상채무와 마찬가지로 부진정연대채무의 관계에 있다고 볼 수 있으므로, 공동불법행위자 중의 1인과 보험계약을 체결한 보험자가 그 피보험자에게 손해방지비용을 모두 상환하였다면, 그 손해방지비용을 상환한 보험자는 다른 공동불법행위자의 보험자가 부담하여야 할 부분에 대하여 직접 구상권을 행사할 수 있다.
[2] 불법행위로 인한 손해배상과 관련하여 당사자 사이에 피해자가 일정한 금액을 지급받고 나머지 청구를 포기하기로 하는 내용의 합의나 화해가 이루어진 경우, 그 목적이 된 사항에 관하여는 나중에 다시 배상을 청구할 수 없는 것이 원칙이므로, 합의나 화해 당시의 여러 사정을 종합적으로 참작하여 이를 엄격하게 해석하여야 한다.
[3] 공동불법행위자 중 1인이 다른 공동불법행위자의 보험자로부터 자동차종합보험의 대물배상 한도액인 2,000만 원을 지급받으면서 그 보험자에 대한 ‘법률상의 배상액’을 포기하기로 합의하였더라도 이로써 위 한도액과는 무관한 손해방지비용의 상환청구권을 포기한 것으로 볼 수 없다고 판단한 사례.
10.[1] 증권회사의 창구를 통하지 않고 매매당사자 사이에 직접 거래가 이루어지는 장외시장에서 증권의 매도인은 증권회사 임직원의 고객 보호의무와 유사한 매수인 보호의무를 부담하지 아니하므로, 장외시장에서 증권을 거래하면서 증권투자 경험이 있는 매도인이 그러한 경험이 없는 매수인에게 투자 손실의 위험성이 높은 증권의 매수를 적극적으로 권유하였고 그 결과 매수인이 손실을 보았더라도, 매수 여부나 매수 가격을 결정하는 데 기초가 되는 거래의 중요한 사항에 관하여 구체적 사실을 신의성실의 원칙에 비추어 비난받을 정도의 방법으로 허위로 고지하여 기망하는 등의 위법행위가 없다면 매도인의 불법행위가 성립하지 않는다.
[2] 일반적으로 매매거래에 있어서 매수인은 목적물을 염가로 구입할 것을 희망하고 매도인은 목적물을 고가로 처분하기를 희망하는 이해상반의 지위에 있으며, 각자가 자신의 지식과 경험을 이용하여 최대한으로 자신의 이익을 도모할 것으로 예상되기 때문에, 당사자 일방이 알고 있는 정보를 상대방에게 사실대로 고지하여야 할 신의칙상의 주의의무가 인정된다고 볼 만한 특별한 사정이 없는 한, 매도인이 목적물의 시가를 묵비하여 매수인에게 고지하지 아니하거나 또는 시가보다 높은 가액을 시가라고 고지하였다 하더라도 상대방의 의사결정에 불법적인 간섭을 하였다고 볼 수 없으므로 불법행위가 성립한다고 볼 수 없는바, 주식과 같은 투기성 있는 객체의 거래에 있어서는 더욱 그러하다.
[3] 장외시장에서 워런트(warrant, 주식회사가 신주인수권부사채를 발행하면서 사채권과 별도로 신주인수권을 양도할 수 있도록 분리하여 발행한 신주인수권증권을 직접 매도하거나 그 매매를 소개하면서, 워런트의 매수를 적극적으로 권유하고 워런트의 구입가격을 말하지 않은 채 다소 과장되거나 일부 허위의 사실이 포함된 표현을 썼다고 하더라도, 그 매수권유행위가 불법행위는 아니라고 본 사례.
1.[1］채무자가 부담하는 채무불이행으로 인한 손해배상채무와 제3자가 부담하는 불법행위로 인한 손해배상채무의 원인이 동일한 사실관계에 기한 경우에는 하나의 동일한 급부에 관하여 수인의 채무자가 각자 독립해서 그 전부를 급부하여야 할 의무를 부담하는 경우로서 부진정연대채무관계에 있다.
［2］부품거래계약에 의하여 특정기업에게 물품을 공급하기로 약정한 기업이, 제3자가 그 특정기업과의 독점판매계약을 통하여 그 물품의 독점적 판매권을 취득한 사정을 알면서도 제3자를 위 물품의 유통망에서 배제하기 위하여 위 특정기업에 대한 물품의 공급을 중단한 경우, 이는 거래의 공정성과 건전성을 해하는 위법한 행위로서 제3자에 대하여 불법행위를 구성한다고 본 사례.
［3］특정물품의 독점판매를 사업 목적으로 하는 기업에 대한 불법적인 공급중단행위로 인하여 피해 회사가 그 독점판매권 및 이에 기한 영업활동을 침해당함으로써 입은 손해액을 산정함에 있어서 불법행위가 행해지지 않은 기간과 행해진 기간의 회사의 이익액을 비교하는 방법에 의하여 손해액을 산출하는 경우에는, 이렇게 산정된 이익액의 차액을 그대로 손해액으로 인정하려면 불법행위자의 공급중단행위가 개시된 이후의 이익의 감소가 오로지 그 공급중단에 기인한 것이라는 점 등의 제반 사정이 밝혀져야 한다. 또, 기업의 이익에는 매출액의 대소 외에도 여러 가지의 수입요소와 지출요소가 종합적으로 반영되는 것이므로 피해 회사의 이익 중 위 물품의 판매와 관련이 없는 부분이 있는지를 살펴보아 그런 부분이 있다면 전체 이익에서 이를 공제한 나머지 금액을 비교하는 방법으로 이루어져야 한다. 한편, 그 손해액의 산정은 피해 회사의 손익계산서에 나타난 당기순이익 또는 순손실의 비교에 의하기보다는 증거에 의하여 매출액의 감소분을 인정 내지 추인하고 이에 대하여 적정범위 내에서의 평균순수익률을 적용하여 산출하는 방식이 보다 합리적이다.
［4］생산업자의 불법적인 공급중단행위로 피해 회사가 영업을 중단할 수밖에 없어서 잠정기간(폐업 또는 휴업 준비기간동안 판매영업장을 유지만 하는 경우에 그 잠정기간 동안 영업장을 유지만 하면서 실제로 지출된 비용은 그 공급중단행위로 말미암아 불필요하지만 불가피하게 지출되는 비용이므로 그 공급중단행위와 상당인과관계가 있는 손해로서 배상의 대상이 되고, 그 잠정기간 동안 아무런 수익도 없이 영업장을 유지만 한 것이 아니라 예컨대 종전의 재고분을 소진하는 정도의 영업을 한 경우에도 역시 그 비용을 감축할 시간적 여유가 없어 부득이 종전 비용대로 지출하는 것이라는 이유로, 피해 회사의 손해액을 산정함에 있어서 그 판매영업장을 폐쇄하고 판매활동을 중단함이 상당한 시기까지의 기간 동안 판매영업장의 통상적인 유지·관리를 위하여 지출한 비용이 위 손해액에 포함된다고 본 사례.
2.[1] 민법 제760조 제3항은 교사자나 방조자는 공동행위자로 본다고 규정하여 교사자나 방조자에게 공동불법행위자로서 책임을 부담시키고 있는바, 방조라 함은 불법행위를 용이하게 하는 직접, 간접의 모든 행위를 가리키는 것으로서 작위에 의한 경우뿐만 아니라 작위의무 있는 자가 그것을 방지하여야 할 제반 조치를 취하지 아니하는 부작위로 인하여 불법행위자의 실행행위를 용이하게 하는 경우도 포함하고, 형법과 달리 손해의 전보를 목적으로 하여 과실을 원칙적으로 고의와 동일시하는 민법의 해석으로서는 과실에 의한 불법행위의 방조도 가능할 것이며, 이 경우의 과실의 내용은 불법행위에 도움을 주지 않아야 할 주의의무가 있음을 전제로 하여 이 의무에 위반하는 것을 말하고, 방조자에게 공동불법행위자로서의 책임을 지우기 위하여는 방조행위와 피방조자의 불법행위 사이에 상당인과관계가 있어야 한다.
[2] 유가증권의 매매나 위탁매매, 그 중개 또는 대리와 관련한 업무를 주된 사업으로 수행하고 있는 증권회사의 경우 그 주된 업무가 객장을 방문한 고객들과 직원들 간의 상담에 의하여 이루어지는 만큼 그 지점장으로서는 직원들과 객장을 관리·감독할 의무가 있고, 거기에는 객장 내에서 그 지점의 영업으로 오인될 수 있는 부정한 증권거래에 의한 불법행위가 발생하지 않도록 방지하여야 할 주의의무도 포함된다.
[3] 증권회사 지점장이 고객에 불과한 사람에게 사무실을 제공하면서 ‘실장’ 직함으로 호칭되도록 방치한 행위와 그가 고객들에게 위 지점의 직원이라고 기망하여 투자금을 편취한 불법행위 사이에 상당인과관계가 있으므로 증권회사측에 과실에 의한 방조로 인한 사용자책임을 인정한 사례.
3.주식회사의 대표이사가 업무집행을 하면서 고의 또는 과실에 의한 위법행위로 타인에게 손해를 가한 경우 주식회사는 상법 제389조 제3항, 제210조에 의하여 제3자에게 손해배상책임을 부담하게 되고, 그 대표이사도 민법 제750조 또는 상법 제389조 제3항, 제210조에 의하여 주식회사와 공동불법행위책임을 부담하게 된다. 그리고 주식회사 및 대표이사 이외의 다른 공동불법행위자 중 한 사람이 자신의 부담부분 이상을 변제하여 공동의 면책을 얻게 한 후 구상권을 행사하는 경우에 그 주식회사 및 대표이사는 구상권자에 대한 관계에서는 하나의 책임주체로 평가되어 각자 구상금액의 전부에 대하여 책임을 부담하여야 하고, 이는 위 대표이사가 공동대표이사인 경우에도 마찬가지이다. 따라서 공동면책을 얻은 다른 공동불법행위자가 공동대표이사 중 한 사람을 상대로 구상권을 행사하는 경우 그 공동대표이사는 주식회사가 원래 부담하는 책임부분 전체에 관하여 구상에 응하여야 하고, 주식회사와 공동대표이사들 사이 또는 각 공동대표이사 사이의 내부적인 부담비율을 내세워 구상권자에게 대항할 수는 없다.
4.[1] 저작권법이 보호하는 복제권의 침해를 방조하는 행위란 타인의 복제권 침해를 용이하게 해주는 직접·간접의 모든 행위를 가리키는 것으로서 복제권 침해행위를 미필적으로만 인식하는 방조도 가능함은 물론 과실에 의한 방조도 가능하다고 할 것인바, 과실에 의한 방조의 경우에 있어 과실의 내용은 복제권 침해행위에 도움을 주지 않아야 할 주의의무가 있음을 전제로 하여 그 의무를 위반하는 것을 말하고, 위와 같은 침해의 방조행위에 있어 방조자는 실제 복제권 침해행위가 실행되는 일시나 장소, 복제의 객체 등을 구체적으로 인식할 필요가 없으며 실제 복제행위를 실행하는 자가 누구인지 확정적으로 인식할 필요도 없다.
[2] ‘소리바다’ 서비스 제공자는 그 이용자들이 음반제작자들의 저작인접권을 침해하리라는 사정을 미필적으로 인식하였거나 적어도 충분히 예견할 수 있었음에도 불구하고 소리바다 프로그램을 개발하여 무료로 나누어 주고 소리바다 서버를 운영하면서 그 이용자들에게 다른 이용자들의 접속정보를 제공함으로써, 이용자들이 음악 CD로부터 변환한 MPEG-1 Audio Layer-3(MP3파일을 Peer-To-Peer(P2P방식으로 주고받아 복제하는 방법으로 저작인접권 침해행위를 실행하는 것을 용이하게 하였으므로 그에 대한 방조책임을 부담한다고 한 사례.
[3] 저작권법은 특허법이 전용실시권제도를 둔 것과는 달리 침해정지청구권을 행사할 수 있는 이용권을 부여하는 제도를 마련하고 있지 아니하여, 이용허락계약의 당사자들이 독점적인 이용을 허락하는 계약을 체결한 경우라도 그 이용권자가 독자적으로 저작권법상의 침해정지청구권을 행사할 수는 없다. 따라서 이용허락의 목적이 된 저작권법이 보호하는 재산권의 침해가 발생하는 경우에도 그 권리자가 스스로 침해정지청구권을 행사하지 아니하는 때에는 독점적인 이용권자로서는 이를 대위하여 행사하지 아니하면 달리 자신의 권리를 보전할 방법이 없을 뿐만 아니라, 저작권법이 보호하는 이용허락의 대상이 되는 권리들은 일신전속적인 권리도 아니어서 독점적인 이용권자는 자신의 권리를 보전하기 위하여 필요한 범위 내에서 권리자를 대위하여 저작권법 제91조에 기한 침해정지청구권을 행사할 수 있다.
[4] 임시의 지위를 정하기 위한 가처분은 다툼 있는 권리관계에 관하여 그것이 본안소송에 의하여 확정되기까지 가처분권리자가 현재의 현저한 손해를 피하거나 급박한 위험을 막기 위하여, 또는 그 밖의 필요한 이유가 있는 경우에 허용되는 응급적·잠정적인 처분이므로, 이러한 가처분이 필요한지 여부는 당해 가처분신청의 인용 여부에 따른 당사자 쌍방의 이해득실관계, 본안소송의 승패의 예상, 기타 여러 사정을 고려하여 법원의 재량에 따라 합목적적으로 결정하여야 할 것인바, 가처분신청을 인용하는 결정에 따라 권리의 침해가 중단되었다고 하더라도 가처분 채무자들이 그 가처분의 적법 여부에 대하여 다투고 있는 이상 권리 침해의 중단이라는 사정만으로 종래의 가처분이 보전의 필요성을 잃게 되는 것이라고는 할 수 없다.
5.[1] 동업관계에 있는 자들이 공동으로 처리하여야 할 업무를 동업자 중 1인에게 맡겨 그로 하여금 처리하도록 한 경우 다른 동업자는 그 업무집행자의 동업자인 동시에 사용자의 지위에 있다 할 것이므로, 업무집행과정에서 발생한 사고에 대하여 사용자로서 손해배상책임이 있다.
[2] 구 부동산중개업법(2005. 7. 29. 법률 7638호 ‘공인중개사의 업무 및 부동산 거래신고에 관한 법률’로 전문 개정되기 전의 것제19조 제2항은 중개업자는 자기의 중개사무소를 다른 사람의 중개행위의 장소로 제공함으로써 거래당사자에게 재산상의 손해를 발생하게 한 때에는 그 손해를 배상할 책임이 있다고 규정하고 있는바, 여기서 어떠한 행위가 중개행위에 해당하는지는 거래당사자의 보호에 목적을 둔 법규정의 취지에 비추어 중개한 자의 행위를 객관적으로 보아 사회통념상 거래의 알선·중개를 위한 행위라고 인정되는지 여부에 의하여 결정하여야 할 것이다.
6.[1] 집단따돌림(일명 왕따이란 학교 또는 학급 등 집단에서 복수의 학생들이 한 명 또는 소수의 학생들을 대상으로 의도와 적극성을 가지고, 지속적이면서도 반복적으로 관계에서 소외시키거나 괴롭히는 현상을 의미한다.
[2] 집단따돌림으로 인하여 피해 학생이 자살한 경우, 자살의 결과에 대하여 학교의 교장이나 교사의 보호감독의무 위반의 책임을 묻기 위하여는 피해 학생이 자살에 이른 상황을 객관적으로 보아 교사 등이 예견하였거나 예견할 수 있었음이 인정되어야 한다. 다만, 사회통념상 허용될 수 없는 악질, 중대한 집단따돌림이 계속되고 그 결과 피해 학생이 육체적 또는 정신적으로 궁지에 몰린 상황에 있었음을 예견하였거나 예견할 수 있었던 경우에는 피해 학생이 자살에 이른 상황에 대한 예견가능성도 있는 것으로 볼 수 있을 것이나, 집단따돌림의 내용이 이와 같은 정도에까지 이르지 않은 경우에는 교사 등이 집단따돌림을 예견하였거나 예견할 수 있었다고 하더라도 이것만으로 피해 학생의 자살에 대한 예견이 가능하였던 것으로 볼 수는 없으므로, 교사 등이 집단따돌림 자체에 대한 보호감독의무 위반의 책임을 부담하는 것은 별론으로 하고 자살의 결과에 대한 보호감독의무 위반의 책임을 부담한다고 할 수는 없다.
[3] 중학교 3학년 여학생이 급우들 사이의 집단따돌림으로 인하여 자살한 사안에서, 따돌림의 정도와 행위의 태양, 피해 학생의 평소 행동 등에 비추어 담임교사에게 피해 학생의 자살에 대한 예견가능성이 있었다고 인정하지 아니하여 자살의 결과에 대한 손해배상책임은 부정하면서, 다만 학생들 사이의 갈등에 대한 대처를 소홀히 한 과실을 인정하여 교사의 직무상 불법행위로 발생한 집단따돌림의 피해에 대하여 지방자치단체의 손해배상책임을 긍정한 사례.
7.[1] 초등학교 내에서 발생한 폭행 등 괴롭힘이 상당 기간 지속되어 그 고통과 그에 따른 정신장애로 피해학생이 자살에 이른 경우, 다른 요인이 자살에 일부 작용하였다 하더라도 가해학생들의 폭행 등 괴롭힘이 주된 원인인 이상 상당인과관계가 인정된다고 한 사례.
[2] 민법 제755조에 의하여 책임능력 없는 미성년자를 감독할 친권자 등 법정감독의무자의 보호·감독책임은 미성년자의 생활 전반에 미치는 것이고, 법정감독의무자에 대신하여 보호·감독의무를 부담하는 교사 등의 보호·감독책임은 학교 내에서의 학생의 모든 생활관계에 미치는 것이 아니라 학교에서의 교육활동 및 이와 밀접 불가분의 관계에 있는 생활관계에 한하며, 이와 같은 대리감독자가 있다는 사실만 가지고 곧 친권자의 법정감독책임이 면탈된다고는 볼 수 없다.
[3] 지방자치단체가 설치·경영하는 학교의 교장이나 교사는 학생을 보호·감독할 의무를 지는데, 이러한 보호·감독의무는 교육법에 따라 학생들을 친권자 등 법정감독의무자에 대신하여 감독을 하여야 하는 의무로서 학교 내에서의 학생의 모든 생활관계에 미치는 것은 아니지만, 학교에서의 교육활동 및 이와 밀접 불가분의 관계에 있는 생활관계에 속하고, 교육활동의 때와 장소, 가해자의 분별능력, 가해자의 성행, 가해자와 피해자의 관계, 기타 여러 사정을 고려하여 사고가 학교생활에서 통상 발생할 수 있다고 하는 것이 예측되거나 또는 예측가능성(사고발생의 구체적 위험성이 있는 경우에는 교장이나 교사는 보호·감독의무 위반에 대한 책임을 진다.
[4] 학교폭력 가해학생들의 부모의 과실과 담임교사, 교장의 과실이 경합하여 피해학생의 자살 사건이 발생하였다는 이유로, 부모들과 지방자치단체에게 공동불법행위자로서의 손해배상책임을 인정한 사례.
8.[1] 수인이 공동하여 타인에게 손해를 가하는 민법 제760조의 공동불법행위에 있어서는 행위자 상호간의 공모는 물론 공동의 인식을 필요로 하지 아니하고, 다만 객관적으로 그 공동행위가 관련 공동되어 있으면 족하며 그 관련 공동성 있는 행위에 의하여 손해가 발생함으로써 이의 배상책임을 지는 공동불법행위가 성립한다.
[2] 동시에 또는 거의 같은 시기에 건축된 가해 건물들이 피해 건물에 대하여 전체적으로 수인한도를 초과하는 일조 침해의 결과를 야기한 경우, 각 가해 건물들이 함께 피해 건물의 소유자 등이 종래 향유하던 일조를 침해하게 된다는 점을 예견할 수 있었다면 특별한 사정이 없는 한 각 가해 건물의 건축자 등은 일조 침해로 피해 건물의 소유자 등이 입은 손해 전부에 대하여 공동불법행위자로서의 책임을 부담한다.
[3] 불법행위로 입은 정신적 고통에 대한 위자료 액수에 관하여는 사실심 법원이 제반 사정을 참작하여 그 직권에 속하는 재량에 의하여 이를 확정할 수 있다.
9.[1] 불법행위에 경합된 당사자들의 과실 정도에 관한 사실인정이나 그 비율을 정하는 것은 그것이 형평의 원칙에 비추어 현저하게 불합리하다고 인정되지 않는 한 사실심의 전권사항에 속한다.
[2] 공동불법행위자는 채권자에 대한 관계에서는 연대책임(부진정연대채무을 지되, 공동불법행위자들 내부관계에서는 일정한 부담 부분이 있고, 이 부담 부분은 공동불법행위자의 과실의 정도에 따라 정하여지는 것으로서 공동불법행위자 중 1인이 자기의 부담 부분 이상을 변제하여 공동의 면책을 얻게 하였을 때에는 다른 공동불법행위자에게 그 부담 부분의 비율에 따라 구상권을 행사할 수 있고, 그 공동불법행위자의 1인이 동시에 피해자이기도 한 경우에도 다른 공동불법행위자가 당해 불법행위로 인해 손해를 입은 제3자에 대해 손해배상금을 지출한 때에는 그 중 피해자인 공동불법행위자의 부담 부분에 상응하는 금원에 대해 구상금채권을 가질 수 있다.
[3] 공동불법행위자 상호간의 구상금채권을 인정하기 위하여는 우선 각 공동불법행위자들의 가해자로서의 과실 내용 및 비율을 정하여야 할 것이고, 한편 불법행위에 있어 손해액을 정함에 참작하는 피해자의 과실, 즉 과실상계에 있어서의 과실은 가해자의 과실과 달리 사회통념이나 신의성실의 원칙에 따라 공동생활에 있어 요구되는 약한 의미의 부주의를 가리키는 것이므로, 그러한 과실 내용 및 비율을 그대로 공동불법행위자로서의 과실 내용 및 비율로 삼을 수는 없다.
[4] 상계의 의사표시가 있는 경우, 채무는 상계적상시에 소급하여 대등액에 관하여 소멸한 것으로 보게 되므로, 상계에 의한 양 채권의 차액 계산 또는 상계 충당은 상계적상의 시점을 기준으로 하게 되고, 따라서 그 시점 이전에 수동채권의 변제기가 이미 도래하여 지체가 발생한 경우에는 상계적상 시점까지의 수동채권의 약정이자 및 지연손해금을 계산한 다음 자동채권으로써 먼저 수동채권의 약정이자 및 지연손해금을 소각하고 잔액을 가지고 원본을 소각하여야 한다.
10.[1] 산업재해가 산재보험가입자의 피용자와 제3자의 공동불법행위로 인하여 발생한 경우에 있어서, 대법원 2002. 3. 21. 선고 2000다62322 전원합의체 판결에 의하여 변경되기 전의 종전 판례에 따라 선고된 확정판결에 기하여 근로복지공단으로부터 보험급여액 전액을 이미 구상당한 제3자는 공동불법행위에 따른 손해배상책임의 공동면책을 주장하여 산재보험가입자 등 다른 공동불법행위자를 상대로 그 부담 부분 중 면책받은 금액을 재구상할 수 있다.
[2] 공동불법행위자는 채권자에 대한 관계에서는 부진정연대채무를 지되, 공동불법행위자들 내부관계에서는 일정한 부담 부분이 있고, 공동불법행위자 중 1인이 자기의 부담 부분 이상을 변제하여 공동의 면책을 얻게 하였을 때에는 다른 공동불법행위자에게 그 부담 부분의 비율에 따라 구상권을 행사할 수 있으므로 공동불법행위자가 구상권을 갖기 위하여는 반드시 피해자의 손해 전부를 배상하여야 할 필요는 없으나, 자기의 부담 부분을 초과하여 배상을 하여야 할 것이고, 피용자와 제3자가 공동불법행위로 피해자에게 손해를 가하여 그 손해배상채무를 부담하는 경우에 피용자와 제3자는 공동불법행위자로서 서로 부진정연대관계에 있고, 한편 사용자의 손해배상책임은 피용자의 배상책임에 대한 대체적 책임이어서 사용자도 제3자와 부진정연대관계에 있다고 보아야 할 것이므로, 사용자가 피용자와 제3자의 책임비율에 의하여 정해진 피용자의 부담 부분을 초과하여 피해자에게 손해를 배상한 경우에는 사용자는 제3자에 대하여도 구상권을 행사할 수 있다.
1.부동산중개업자가 고용한 중개보조원이 고의 또는 과실로 거래당사자에게 재산상 손해를 입힌 경우에 중개보조원은 불법행위자로서 거래당사자가 입은 손해를 배상할 책임을 지는 것이고, 구 부동산중개업법(2005. 7. 29. 법률 제7638호 ‘공인중개사의 업무 및 부동산 거래신고에 관한 법률’로 전문 개정되기 전의 것제6조 제5항은 이 경우에 그 중개보조원의 업무상 행위를 그를 고용한 중개업자의 행위로 본다고 정함으로써 중개업자 역시 거래당사자에게 손해를 배상할 책임을 지도록 하는 규정이다. 따라서 위 조항이 중개보조원이 고의 또는 과실로 거래당사자에게 손해를 입힌 경우에 그 중개보조원을 고용한 중개업자만이 손해배상책임을 지도록 하고 중개보조원에게는 손해배상책임을 지우지 않는다는 취지를 규정한 것은 아니다.
2.[1] 경찰관은 범인의 체포, 도주의 방지, 자기 또는 타인의 생명·신체에 대한 방호, 공무집행에 대한 항거의 억제를 위하여 무기를 사용할 수 있으나, 이 경우에도 무기는 목적 달성에 필요하다고 인정되는 상당한 이유가 있을 때 그 사태를 합리적으로 판단하여 필요한 한도 내에서 사용하여야 하는 바( 경찰관직무집행법 제10조의4, 경찰관의 무기 사용이 이러한 요건을 충족하는지 여부는 범죄의 종류, 죄질, 피해법익의 경중, 위해의 급박성, 저항의 강약, 범인과 경찰관의 수, 무기의 종류, 무기 사용의 태양, 주변의 상황 등을 고려하여 사회통념상 상당하다고 평가되는지 여부에 따라 판단하여야 하고, 특히 사람에게 위해를 가할 위험성이 큰 권총의 사용에 있어서는 그 요건을 더욱 엄격하게 판단하여야 한다.
[2] 불법행위에 따른 형사책임은 사회의 법질서를 위반한 행위에 대한 책임을 묻는 것으로서 행위자에 대한 공적인 제재(형벌를 그 내용으로 함에 비하여, 민사책임은 타인의 법익을 침해한 데 대하여 행위자의 개인적 책임을 묻는 것으로서 피해자에게 발생한 손해의 전보를 그 내용으로 하는 것이고, 손해배상제도는 손해의 공평·타당한 부담을 그 지도원리로 하는 것이므로, 형사상 범죄를 구성하지 아니하는 침해행위라고 하더라도 그것이 민사상 불법행위를 구성하는지 여부는 형사책임과 별개의 관점에서 검토하여야 한다.
[3] 경찰관이 범인을 제압하는 과정에서 총기를 사용하여 범인을 사망에 이르게 한 사안에서, 경찰관이 총기사용에 이르게 된 동기나 목적, 경위 등을 고려하여 형사사건에서 무죄판결이 확정되었더라도 당해 경찰관의 과실의 내용과 그로 인하여 발생한 결과의 중대함에 비추어 민사상 불법행위책임을 인정한 사례.
3.도급인의 면책을 규정한 민법 제757조 본문은, 수급인은 도급인으로부터 독립하여 사무를 처리하기 때문에 민법 제756조 소정의 피용자에 해당되지 아니하므로 예외적으로 도급인이 수급인의 일의 진행 및 방법에 관하여 구체적인 지휘·감독권을 유보한 경우가 아닌 한 도급인이 수급인의 행위에 대하여 사용자책임을 부담하지 않는다는 것을 주의적으로 규정한 것이고, 민법 제757조에 의한 도급인의 책임과 민법 제758조 제1항에 의한 공작물 점유자의 책임은 그 법률요건과 효과를 달리하는 것이어서 공작물의 점유자가 그 공작물의 설치 또는 보존의 하자로 인하여 타인에게 손해를 가한 경우 민법 제758조 제1항에 의한 손해배상책임을 인정하는 데 있어 위 민법 제757조 본문이 장애가 되는 것은 아니다.
4.[1] 어느 공동불법행위자를 위하여 보증인이 된 사람이 피보증인을 위하여 손해배상채무를 변제한 경우, 그 보증인은 피보증인이 아닌 다른 공동불법행위자에 대하여 그 부담 부분에 한하여 구상권을 행사할 수 있고, 이러한 법리는 어느 공동불법행위자를 위하여 그가 위 손해배상채무를 변제한 보증인에 대하여 부담하는 구상채무를 보증한 구상보증인이 피보증인을 위하여 그 구상채무를 변제한 경우에도 마찬가지여서 그 구상보증인은 피보증인이 아닌 다른 공동불법행위자에 대하여 그 부담 부분에 한하여 구상권을 행사할 수 있다.
[2] 피해자에게 손해배상을 한 어느 공동불법행위자의 보증인이 그 공동불법행위자 또는 다른 공동불법행위자에 대하여 가지는 구상권의 소멸시효 기간은 일반채권과 같이 10년이고, 그 기산점은 구상권이 발생한 시점, 즉 보증인이 현실로 피해자에게 손해배상금을 지급한 때이다.
5.[1] 민법 제760조 제2항은 여러 사람의 행위가 경합하여 손해가 생긴 경우 중 같은 조 제1항에서 말하는 공동의 불법행위로 보기에 부족할 때, 입증책임을 덜어줌으로써 피해자를 보호하려는 입법정책상의 고려에 따라 각각의 행위와 손해 발생 사이의 인과관계를 법률상 추정한 것이므로, 이러한 경우 개별 행위자가 자기의 행위와 손해 발생 사이에 인과관계가 존재하지 아니함을 증명하면 면책되고, 손해의 일부가 자신의 행위에서 비롯된 것이 아님을 증명하면 배상책임이 그 범위로 감축된다.
[2] 차량 등의 3중 충돌사고로 사망한 피해자가 그 중 어느 충돌사고로 사망하였는지 정확히 알 수 없는 경우, 피해자가 입은 손해는 민법 제760조 제2항에서 말하는 가해자 불명의 공동불법행위로 인한 손해에 해당하여 위 충돌사고 관련자들의 각각의 행위와 위 손해 발생 사이의 상당인과관계가 법률상 추정되므로, 그 중 1인이 위 법조항에 따른 공동불법행위자로서의 책임을 면하려면 자기의 행위와 위 손해 발생 사이에 상당인과관계가 존재하지 아니함을 적극적으로 주장·입증하여야 한다고 한 사례.
6.[1] 유치원이나 학교의 원장·교장 및 교사는 교육기본법 등 관련 법령에 따라 그들로부터 교육을 받는 유치원생과 학생들을 친권자 등 법정감독의무자에 대신하여 보호·감독할 의무를 진다. 그런데 유치원생이나 학생들을 대상으로 한 교육활동이 유치원이나 학교에서만 이루어지는 것은 아니고, 특히 우리의 교육현실을 보면 학원의 설립·운영 및 과외교습에 관한 법률에 따라 설립·운영되는 학원이나 교습소에서 학교교육의 보충 또는 특기·적성교육을 위하여 지식·기술·예능을 교습하는 형태의 사교육이 광범위하게 이루어지고 있으며, 이러한 사교육은 학교 안에서 이루어지는 공교육 못지않은 중요한 역할을 수행하고 있는바, 공교육을 담당하는 교사 등과 마찬가지로 위와 같은 형태의 사교육을 담당하는 학원의 설립·운영자나 교습자에게도 당해 학원에서 교습을 받는 수강생을 보호·감독할 의무가 있다고 봄이 상당하다.
[2] 유치원이나 학교 교사 등의 보호·감독의무가 미치는 범위는 유치원생이나 학생의 생활관계 전반이 아니라 유치원과 학교에서의 교육활동 및 이와 밀접·불가분의 관계에 있는 생활관계로 한정되고, 또 보호·감독의무를 소홀히 하여 학생이 사고를 당한 경우에도 그 사고가 통상 발생할 수 있다고 예상할 수 있는 것에 한하여 교사 등의 책임을 인정할 수 있으며, 이때 그 예상가능성은 학생의 연령, 사회적 경험, 판단능력, 기타의 제반 사정을 고려하여 판단하여야 한다. 이러한 법리는 학원의 설립·운영자 및 교습자의 경우라고 하여 다르지 않을 것인바, 대체로 나이가 어려 책임능력과 의사능력이 없거나 부족한 유치원생 또는 초등학교 저학년생에 대하여는 보호·감독의무가 미치는 생활관계의 범위와 사고발생에 대한 예견가능성이 더욱 넓게 인정되어야 한다. 특히 유치원생이나 그와 비슷한 연령, 사회적 경험 및 판단능력을 가진 초등학교 저학년생을 통학차량으로 운송하는 방식을 취하고 있는 경우에는 그 유치원·학교 또는 학원의 운영자나 교사 등으로서는 보호자로부터 학생을 맞아 통학차량에 태운 때로부터 학교 등에서의 교육활동이 끝난 후 다시 통학차량에 태워 보호자가 미리 지정한 장소에 안전하게 내려줄 때까지 학생을 보호·감독할 의무가 있는 것으로 보아야 한다.
[3] 초등학교 1학년인 학원 수강생이 쉬는 시간에 학원 밖으로 나갔다가 교통사고로 사망한 사안에서 학원 운영자의 보호·감독의무 위반을 인정한 사례.
7.수사기관에 소환되어 범죄혐의를 추궁당하며 조사를 받는 피의자나 참고인, 그리고 공소제기되어 재판을 받는 피고인 등은 자신의 형사소추를 피하거나 처벌을 감면받기 위하여 방어할 권리가 있고, 한편 수사기관이나 법원은 피의자나 피고인의 진술을 비롯한 제반 증거를 종합적으로 판단하여 기소 여부 또는 유·무죄 여부 등을 결정하는 것이므로, 어떤 사람이 수사 및 형사재판을 받는 과정에서 자신의 범죄혐의에 관련된 사항에 관하여 진술한 내용이 동시에 다른 사람의 범죄혐의 사실을 뒷받침하는 증거로 작용함으로써 그 다른 사람이 구속 기소되고 유죄판결까지 받은 뒤에 결국 무죄의 확정판결을 받기에 이르렀다고 하더라도, 그 진술행위가 법령이나 사회통념상 허용되는 범위를 넘어 방어권의 남용이었다고 인정될 정도에 이르지 아니하는 이상 그 다른 사람에 대하여 불법행위를 구성한다고 할 수 없고, 이는 그 진술의 세부적인 내용에 다소의 허위나 과장이 있다고 하더라도 마찬가지이다. 그리고 이 경우 진술자의 행위가 불법행위가 되는지 여부는 선량한 관리자의 주의를 표준으로 하여 진술 당시의 상황, 진술의 내용과 동기·목적·태양, 진술내용의 진실에의 부합 정도, 진술의 일관성이나 번복 여부 등의 정황, 그로 인하여 타인의 형사사건에 영향을 미친 정도 등을 종합적으로 고려하여 판단하여야 한다.
8.방송법 제72조 제1항 및 같은 법 시행령 제58조 제1항에 의하여 방송위원회가 고시하는 일정 비율 이상의 외주제작 방송프로그램 편성이 방송사업자에게 강제되고 이에 따라 방송사업자가 외주제작사에 방송프로그램의 제작을 의뢰한 경우라고 하더라도 외주제작사와 체결한 제작계약에서 방송프로그램의 방송권이 방송사업자에게 귀속하고 납품된 방송프로그램의 최종적인 편집권한이 방송사업자에게 유보된 사정 아래에서, 방송사업자가 제작과정에서 외주제작사에 의하여 무단촬영된 장면에 관하여 피촬영자로부터 그 방송의 승낙 여부를 확인하지 아니하고 나아가 피촬영자의 식별을 곤란하게 하는 별도의 화면조작(이른바 모자이크 처리 등없이 그대로 방송하게 되면 외주제작사와 공동하여 피촬영자의 초상권을 침해한 불법행위의 책임을 면할 수 없고, 이러한 방송사업자의 책임은 그가 방송의 주체로서 자신의 독립적 판단하에 외주제작 방송프로그램이 납품된 상태 그대로 방송한 데 기초한 것이므로 그 제작과 관련하여 방송사업자와 외주제작사 사이의 법률관계가 민법상의 도급인과 수급인의 관계인지 또는 실질적으로 사용자와 피용자 관계인지 여하에 따라 그 책임관계가 달라지는 것은 아니다.
9.[1] 공작물인 도로의 설치·관리상의 하자는 도로의 위치 등 장소적인 조건, 도로의 구조, 교통량, 사고시에 있어서의 교통 사정 등 도로의 이용 상황과 그 본래의 이용 목적 등 여러 사정과 물적 결함의 위치, 형상 등을 종합적으로 고려하여 사회통념에 따라 구체적으로 판단하여야 한다.
[2] 강설에 대처하기 위하여 완벽한 방법으로 도로 자체에 융설 설비를 갖추는 것이 현대의 과학기술 수준이나 재정사정에 비추어 사실상 불가능하다고 하더라도, 최저 속도의 제한이 있는 고속도로의 경우에 있어서는 도로관리자가 도로의 구조, 기상예보 등을 고려하여 사전에 충분한 인적·물적 설비를 갖추어 강설시 신속한 제설작업을 하고 나아가 필요한 경우 제때에 교통통제 조치를 취함으로써 고속도로로서의 기본적인 기능을 유지하거나 신속히 회복할 수 있도록 하는 관리의무가 있다.
[3] 폭설로 차량 운전자 등이 고속도로에서 장시간 고립된 사안에서, 고속도로의 관리자가 고립구간의 교통정체를 충분히 예견할 수 있었음에도 교통제한 및 운행정지 등 필요한 조치를 충실히 이행하지 아니하였으므로 고속도로의 관리상 하자가 있다고 한 사례.
[4] 고속도로의 관리상 하자가 인정되는 이상 고속도로의 점유관리자는 그 하자가 불가항력에 의한 것이거나 손해의 방지에 필요한 주의를 해태하지 아니하였다는 점을 주장·입증하여야 비로소 그 책임을 면할 수 있다.
10.[1] 재건축조합원들을 위법하게 제명한 상태에서 제명 조합원들이 분양받아야 할 아파트를 일반분양하는 것은 재건축조합원들의 수분양권을 위법하게 박탈하는 것으로서 불법행위가 될 수 있다.
[2] 수인이 공동하여 타인에게 손해를 가하는 민법 제760조의 공동불법행위에 있어서 행위자 상호간의 공모는 물론 공동의 인식을 필요로 하지 아니하고, 다만 객관적으로 그 공동행위가 관련 공동되어 있으면 족하고 그 관련 공동성 있는 행위에 의하여 손해가 발생함으로써 그에 대한 배상책임을 지는 공동불법행위가 성립하는 바, 재건축조합이 재건축조합원들을 위법하게 제명하여 그 수분양권을 박탈한 상태에서 시공사가 재건축조합과 함께 일반분양을 강행하는 경우에는 제명된 조합원들에 대하여 공동불법행위가 성립할 수 있다.
[3] 불법행위로 인한 재산상 손해는 위법한 가해행위로 인하여 발생한 재산상 불이익, 즉 그 위법행위가 없었더라면 존재하였을 재산상태와 그 위법행위가 가해진 현재의 재산상태의 차이를 말하는 것이므로, 손해액을 산정함에 있어서는 먼저 위법행위가 없었더라면 존재하였을 재산상태를 상정하여야 할 것인데, 위법행위가 없었을 경우의 재산상태를 상정함에 있어 고려할 사정들은 위법행위 전후의 여러 정황을 종합한 합리적인 추론에 의하여 인정될 수 있어야 하고, 당사자가 주장하는 사정이 그러한 추론에 의하여 인정되지 않는 경우라면 이를 위법행위가 없었을 경우의 재산상태를 상정하는 데에 참작할 수 없다.
1.[1] 민법 제756조에 규정된 사용자 책임의 요건인 ‘사무집행에 관하여’라는 뜻은 피용자의 불법행위가 외형상 객관적으로 사용자의 사업활동 내지 사무집행행위 또는 그와 관련된 것이라고 보일 때에는 행위자의 주관적 사정을 고려함이 없이 이를 사무집행에 관하여 한 행위로 본다는 것으로, 피용자가 고의에 기하여 다른 사람에게 가해행위를 한 경우, 그 행위가 피용자의 사무집행 그 자체는 아니라 하더라도 사용자의 사업과 시간적, 장소적으로 근접하고, 피용자의 사무의 전부 또는 일부를 수행하는 과정에서 이루어지거나 가해행위의 동기가 업무처리와 관련된 것일 경우에는 외형적, 객관적으로 사용자의 사무집행행위와 관련된 것이라고 보아 사용자책임이 성립한다. 이 경우 사용자가 위험발생 및 방지조치를 결여하였는지 여부도 손해의 공평한 부담을 위하여 부가적으로 고려할 수 있다.
[2] 피용자가 다른 피용자를 성추행 또는 간음하는 등 고의적인 가해행위를 한 경우, 그 행위가 피용자의 사무집행 자체는 아니라 하더라도, 피해자로 하여금 성적 굴욕감 또는 혐오감을 느끼게 하는 방법으로 업무를 수행하도록 하는 과정에서 피해자를 성추행하는 등 그 가해행위가 외형상 객관적으로 업무의 수행에 수반되거나 업무수행과 밀접한 관련 아래 이루어지는 경우뿐만 아니라, 피용자가 사용자로부터 채용, 계속고용, 승진, 근무평정과 같은 다른 근로자에 대한 고용조건을 결정할 수 있는 권한을 부여받고 있음을 이용하여 그 업무수행과 시간적, 장소적인 근접성이 인정되는 상황에서 피해자를 성추행하는 등과 같이 외형상 객관적으로 사용자의 사무집행행위와 관련된 것이라고 볼 수 있는 사안에서도 사용자책임이 성립할 수 있다.
2.[1] 민법 제758조 제1항에서 말하는 ‘공작물 설치·보존상의 하자’라 함은 공작물이 그 용도에 따라 통상 갖추어야 할 안전성을 갖추지 못한 상태에 있음을 말하는 것으로서, 이와 같은 안전성의 구비 여부를 판단함에 있어서는 당해 공작물의 설치·보존자가 그 공작물의 위험성에 비례하여 사회통념상 일반적으로 요구되는 정도의 방호조치 의무를 다하였는지의 여부를 기준으로 판단하여야 하고, 그 시설이 관계 법령이 정한 시설기준 등에 부적합한 것이라면 특별한 사정이 없는 한 이러한 사유는 공작물의 설치·보존상의 하자에 해당한다고 볼 수 있다.
[2] 계단의 위쪽에 서 있던 피해자가 지상으로 추락하여 사망한 사안에서, 건물 벽면 바깥으로 돌출되어 난간으로 둘러싸인 곳은 추락사고를 방지하기 위하여 높이 1.1m 이상의 난간을 설치하여야 함에도, 이에 현저히 미달한 76cm~99cm의 난간을 설치하여 평균적 체격의 성인 남자가 추락하지 않도록 방호할 수 있는 통상의 안전성을 갖추지 못한 설치·보존상의 하자와 피해자가 추락한 것 사이에는 상당한 인과관계가 있다고 볼 여지가 있다고 한 사례.

### 기망행위
- [1] 상품의 선전·광고에 있어 다소의 과장이나 허위가 수반되었다고 하더라도 일반 상거래의 관행과 신의칙에 비추어 시인될 수 있는 정도의 것이라면 이를 가리켜 기망하였다고 할 수는 없고, 거래에 있어 중요한 사항에 관한 구체적 사실을 신의성실의 의무에 비추어 비난받을 정도의 방법으로 허위로 고지한 경우에는 기망행위에 해당한다. [2] 다단계판매업의 영업 방법 및 다단계판매업자와 다단계판매원 사이의 관계에 비추어 볼 때, 다단계판매원이 다단계판매업자의 상품 또는 용역을 소비자에게 판매하고 하위판매원의 모집 및 후원활동을 하는 것은 실질적으로 다단계판매업자의 관리 아래 그 업무를 위탁받아 행하는 것으로 볼 수 있고, 다단계판매업자도 재화 등의 판매에 의한 이익의 귀속주체가 되므로, 다단계판매원은 다단계판매업자의 지휘·감독을 받으면서 다단계판매업자의 업무를 직접 또는 간접으로 수행하는 자로서 다단계판매업자와의 관계에서 민법 제756조에 규정한 피용자에 해당한다.[217]

### 명예훼손 불법행위
[1] 인터넷 종합 정보제공 사업자가 보도매체가 작성·보관하는 기사에 대한 인터넷 이용자의 검색·접근에 관한 창구 역할을 넘어서서, 보도매체로부터 기사를 전송받아 자신의 자료저장 컴퓨터 설비에 보관하면서 스스로 그 기사 가운데 일부를 선별하여 자신이 직접 관리하는 뉴스 게시공간에 게재하였고 그 게재된 기사가 타인의 명예를 훼손하는 내용을 담고 있다면, 이는 단순히 보도매체의 기사에 대한 검색·접근 기능을 제공하는 경우와는 달리 인터넷 종합 정보제공 사업자가 보도매체의 특정한 명예훼손적 기사 내용을 인식하고 이를 적극적으로 선택하여 전파한 행위에 해당하므로, 달리 특별한 사정이 없는 이상 위 사업자는 명예훼손적 기사를 보도한 보도매체와 마찬가지로 그로 인하여 명예가 훼손된 피해자에 대하여 불법행위로 인한 손해배상책임을 진다. [2] [다수의견] 명예훼손적 게시물이 게시된 목적, 내용, 게시 기간과 방법, 그로 인한 피해의 정도, 게시자와 피해자의 관계, 반론 또는 삭제 요구의 유무 등 게시에 관련한 쌍방의 대응태도 등에 비추어, 인터넷 종합 정보제공 사업자가 제공하는 인터넷 게시공간에 게시된 명예훼손적 게시물의 불법성이 명백하고, 위 사업자가 위와 같은 게시물로 인하여 명예를 훼손당한 피해자로부터 구체적·개별적인 게시물의 삭제 및 차단 요구를 받은 경우는 물론, 피해자로부터 직접적인 요구를 받지 않은 경우라 하더라도 그 게시물이 게시된 사정을 구체적으로 인식하고 있었거나 그 게시물의 존재를 인식할 수 있었음이 외관상 명백히 드러나며, 또한 기술적, 경제적으로 그 게시물에 대한 관리·통제가 가능한 경우에는, 위 사업자에게 그 게시물을 삭제하고 향후 같은 인터넷 게시공간에 유사한 내용의 게시물이 게시되지 않도록 차단할 주의의무가 있고, 그 게시물 삭제 등의 처리를 위하여 필요한 상당한 기간이 지나도록 그 처리를 하지 아니함으로써 타인에게 손해가 발생한 경우에는 부작위에 의한 불법행위책임이 성립한다. [대법관 박시환, 김지형, 전수안의 별개의견] 인터넷 종합 정보제공 사업자의 명예훼손 게시물에 대한 삭제의무는 특별한 사정이 없는 한 위 사업자가 피해자로부터 명예훼손의 내용이 담긴 게시물을 ‘구체적·개별적으로 특정’하여 ‘삭제하여 달라는 요구’를 받았고, 나아가 그 게시물에 명예훼손의 불법성이 ‘현존’하는 것을 ‘명백’히 인식하였으며, 그러한 삭제 등의 조치를 하는 것이 ‘기술적·경제적으로 가능’한 경우로 제한하는 것이 합리적이고 타당하다. [3] 인터넷 종합 정보제공 장소는 특정 기사에 대한 댓글들, 지식검색란에서의 특정 질문에 대한 답변들, 특정 사적 인터넷 게시공간 등과 같이 일정한 주제나 운영 주체에 따라 정보를 게시할 수 있는 개별 인터넷 게시공간으로 나누어져서 그 각 개별 인터넷 게시공간별로 운영 및 관리가 이루어지고 있고, 위와 같은 개별 인터넷 게시공간 내에서의 게시물들은 서로 관련을 맺고 게시되므로, 불법 게시물의 삭제 및 차단 의무는 위 개별 인터넷 게시공간별로 그 의무의 발생 당시 대상으로 된 불법 게시물뿐만 아니라 그 후 이와 관련되어 게시되는 불법 게시물에 대하여도 함께 문제될 수 있다. 따라서 그 의무 위반으로 인한 불법행위책임은 개별 인터넷 게시공간별로 포괄적으로 평가될 수 있다.

### 공동불법행위책임
- 공동불법행위책임은 가해자 각 개인의 행위에 대하여 개별적으로 그로 인한 손해를 구하는 것이 아니라 가해자들이 공동으로 가한 불법행위에 대하여 그 책임을 추궁하는 것이므로, 법원이 피해자의 과실을 들어 과실상계를 함에 있어서는 피해자의 공동불법행위자 각인에 대한 과실비율이 서로 다르더라도 피해자의 과실을 공동불법행위자 각인에 대한 과실로 개별적으로 평가할 것이 아니고 그들 전원에 대한 과실로 전체적으로 평가하여야 하나, 이는 과실상계를 위한 피해자의 과실을 평가함에 있어서 공동불법행위자 전원에 대한 과실로 전체적으로 평가하여야 한다는 것이지, 공동불법행위자 중에 고의로 불법행위를 행한 자가 있는 경우에는 피해자에게 과실이 없는 것으로 보아야 한다거나 모든 불법행위자가 과실상계의 주장을 할 수 없게 된다는 의미는 아니다.[219]

## 병원의 주의의무
[1] 민법 제758조 제1항에서 말하는 공작물의 설치 또는 보존상의 하자라 함은 공작물이 그 용도에 따라 통상 갖추어야 할 안전성을 갖추지 못한 상태에 있음을 말하는 것으로서, 이와 같은 안전성의 구비 여부를 판단함에 있어서는 당해 공작물의 설치 또는 보존자가 그 공작물의 위험성에 비례하여 사회통념상 일반적으로 요구되는 정도의 방호조치의무를 다하였는지의 여부를 기준으로 판단하여야 하고, 또한 공작물의 설치 또는 보존상의 하자로 인한 사고라 함은 공작물의 설치 또는 보존상의 하자만이 손해발생의 원인이 되는 경우만을 말하는 것이 아니며, 다른 제3자의 행위 또는 피해자의 행위와 경합하여 손해가 발생하더라도 공작물의 설치 또는 보존상의 하자가 공동원인의 하나가 되는 이상 그 손해는 공작물의 설치 또는 보존상의 하자에 의하여 발생한 것이라고 보아야 한다. [2] 정신질환으로 병원에 입원하여 진료를 받던 환자가 병원 옥상에서 떨어져 사망한 사안에서, 사망인의 사망 원인이 투신에 의한 사망일 개연성이 아주 높고 병원이 망인의 자살 자체를 예견하기 어려웠다고 하더라도 위 옥상에 존재한 설치 또는 보존상의 하자가 사고의 공동원인의 하나가 되었다면, 그 공작물의 설치 또는 관리자는 손해배상책임을 면할 수 없다고 한 사례

### 실화책임법의 경우
- 2009. 5. 8. 법률 제9648호로 전부 개정된 실화책임에 관한 법률(이하 ‘개정 실화책임법’이라 한다)은 구 실화책임에 관한 법률(2009. 5. 8. 법률 제9648호로 전부 개정되기 전의 것)과 달리 손해배상액의 경감에 관한 특례 규정만을 두었을 뿐 손해배상의무의 성립을 제한하는 규정을 두고 있지 아니하므로, 공작물의 점유자 또는 소유자가 공작물의 설치·보존상 하자로 인하여 생긴 화재에 대하여 손해배상책임을 지는지는 다른 법률에 달리 정함이 없는 한 일반 민법의 규정에 의하여 판단하여야 한다. 따라서 공작물의 설치·보존상 하자에 의하여 직접 발생한 화재로 인한 손해배상책임뿐만 아니라 그 화재로부터 연소한 부분에 대한 손해배상책임에 관하여도 공작물의 설치·보존상 하자와 손해 사이에 상당인과관계가 있는 경우에는 민법 제758조 제1항이 적용되고, 실화가 중대한 과실로 인한 것이 아닌 한 화재로부터 연소한 부분에 대한 손해의 배상의무자는 개정 실화책임법 제3조에 의하여 손해배상액의 경감을 받을 수 있다.[221]

### 피용자의 관계
- 민법 제756조의 사용자와 피용자의 관계는 반드시 유효한 고용관계가 있는 경우에 한하는 것이 아니고, 사실상 어떤 사람이 다른 사람을 위하여 그 지휘·감독 아래 그 의사에 따라 사업을 집행하는 관계에 있을 때에도 그 두 사람 사이에 사용자, 피용자의 관계가 있다고 할 수 있다. 따라서 오피스텔 건축 시행사와 분양대행용역계약을 체결하여 분양대행업무를 수행하는 경우에도 사실상 시행사의 지휘·감독 아래 시행사의 의사에 따라 분양대행업무를 수행하였다면 사용자, 피용자의 관계에 있다고 할 수 있다.[222]

### 의무의 존재를 인지하지 못한 경우
부작위로 인한 불법행위가 성립하려면 작위의무가 전제되어야 하지만, 작위의무가 객관적으로 인정되는 이상 의무자가 의무의 존재를 인식하지 못하였더라도 불법행위 성립에는 영향이 없다. 이는 고지의무 위반에 의하여 불법행위가 성립하는 경우에도 마찬가지이므로 당사자의 부주의 또는 착오 등으로 고지의무가 있다는 것을 인식하지 못하였다고 하여 위법성이 부정될 수 있는 것은 아니다

## 미국
- Palsgraf v. Long Island Rail Road Co.: 근사한 원인에 대한 면담을 위한 중요한 이론. 뉴욕의 항소 법원. 248 N.Y. 339, 162 N.E. 99. (1928)

- 라일랜즈 대 플레처 판결(Rylands v. Fletcher): 엄격한 책임 원칙에 대한 판례. (Exchequer Chamber, 1866) L.R. 1. Ex. 265.

- United States v. Carroll Towing Co.:

- Vosburg v. Putney, 50 N.W. 403 (Wis.1891):

- Vaughan v. Menlove, 132 Eng. Rep.490 (C.P. 1837):

- 도너휴 대 스티븐슨 판결(Donoghue v. Stevenson): 불법행위 참조.

- McDonald's coffee case:

- Tarasoff v. Regents of the University of California, 551 P.2d 334 (Cal. 1976):

## 같이 보기
- 불법행위